# 2008 dans les parcs de loisirs
| Années des parcs de loisirs : 2005 - 2006 - 2007 - 2008 - 2009 - 2010 - 2011    |
| Décennies des parcs de loisirs : 1970 - 1980 - 1990 - 2000 - 2010 - 2020 - 2030 |

## Parcs d'attractions
Ces différentes listes sont non exhaustives.

### Ouverture
- Babyland-Amiland ( France) réouverture
- Hard Rock Park ( États-Unis) ouvert au public le 15 avril.
- Legoland Discovery Centre Chicago ( États-Unis)
- Legoland Discovery Centre Duisburg ( Allemagne)

### Fermeture
- Celebration City ( États-Unis) fermé au public le 25 octobre.
- Felifonte ( Italie)
- LunEur ( Italie) fermé au public le 20 avril.

### Changement de nom
- Great America devient California's Great America ( États-Unis)
- Disney-MGM Studios devient Disney's Hollywood Studios ( États-Unis)
- Panorama Park Sauerland devient Panorama-Park Sauerland Wildpark ( Allemagne)
- The Park at MOA devient Nickelodeon Universe ( États-Unis)

## Parcs aquatiques

### Ouverture
- Aquatica (en) ( États-Unis) parc aquatique de SeaWorld Orlando, ouvert au public le 1er mars[1].
- Zoombezi Bay (en) ( États-Unis) ouvert au public le 26 mai[2].

## Événements
Xetulul ( Guatemala) reçoit l'Applause Award au titre de meilleur parc de loisirs du monde.
- Janvier
  - 23 janvier-  France - Ouverture du salon Euro Attractions Show (EAS) à Nice pour une durée de 3 jours[3].
- Mars
  - 11 mars -  Pays de Galles - Le groupe Aspro-Ocio rachète Oakwood Theme Park[4].
  - 24 mars -  Russie - Ouverture du salon Eurasian Amusement Parks and Attractions (EAAPA) à Moscou, en Russie, pour une durée de 3 jours[5].
  - 25 mars - Le groupe Reverchon International Design ferme définitivement ses portes[6].
- Avril
  - 7 avril -  Royaume-Uni - Le Scenic Railway de Dreamland Margate datant de 1920 est victime d'un incendie[7].
- Mai
  - Merlin Entertainments rachète le London Aquarium[8] qu'il transformera en Sea Life London Aquarium.
  - 8 mai -  Belgique - Walibi Belgium inaugure le Vertigo, prévu à l'origine pour 2006 - L'attraction a fermé six jours plus tard, pour une durée indéterminée pour raison technique[9]. Le Vertigo est démonté à la fin de la saison.
- Juin
  - 6 juin - Le groupe Parques Reunidos rachète Kennywood Entertainment[10].
- Septembre
  - 1er septembre -  France - Philippe Gas remplace Karl Holz à la tête d'Euro Disney SCA[11]
  - 30 septembre -  Allemagne - Ouverture du salon Euro Attractions Show (EAS) à Munich pour une durée de 3 jours[12].
- Novembre
  - 17 novembre -  États-Unis - Ouverture du salon international de l'International Association of Amusement Parks and Attractions (IAAPA) à Orlando, en Floride pour une durée de 5 jours[13].

## Analyse économique de l'année
Fin avril 2008, l'organisme TEA (Themed Entertainment Association) assisté par Aecom Economics publient leur analyse globale du secteur des parcs d'attractions pour l'année 2008. Ce document, l'Attractions Attendance Report 2008, présente en détail plusieurs données clés de l'industrie mais également une série de classements des parcs les plus fréquentés, classés en catégorie. Cette analyse peut être considérée comme une référence du secteur.

### Classement des 10 groupes les plus importants
| Rang | Société                                    | Fréquentation (en millions de visiteurs) |
| ---- | ------------------------------------------ | ---------------------------------------- |
| 1    | Walt Disney Parks and Resorts              | 118 000 000                              |
| 2    | Merlin Entertainments Group                | 35 200 000                               |
| 3    | Universal Studios Recreation Group         | 25 700 000                               |
| 4    | Six Flags Inc.                             | 25 300 000                               |
| 5    | Parques Reunidos                           | 24 900 000                               |
| 6    | Busch Entertainment Corporation            | 23 000 000                               |
| 7    | Cedar Fair Entertainment Company           | 22 700 000                               |
| 8    | OCT Parks China                            | 13 400 000                               |
| 9    | CDA Parks                                  | 9 500 000                                |
| 10   | Herschend Family Entertainment Corporation | 8 300 000                                |

### Classement des 25 parcs d'attractions les plus visités dans le monde
Pour quantifier l'évolution du marché mondial, TEA/AECOM se base sur l'addition du nombre d'entrées (c'est-à-dire de la fréquentation) des 25 parcs d'attractions les plus visités, quelle que soit leur location. Pour 2008, ce total s'est élevé à 186 millions de visiteurs, en léger recul (de 0,4 %) par rapport à 2007.
| Rang | Parc                             | Ville / Pays             | Fréquentation (en millions de visiteurs) | Tendance |
| ---- | -------------------------------- | ------------------------ | ---------------------------------------- | -------- |
| 1    | Magic Kingdom                    | Orlando / États-Unis     | 17 063 000                               | 0,0 %    |
| 2    | Disneyland                       | Anaheim / États-Unis     | 14 721 000                               | -1,0 %   |
| 3    | Tokyo Disneyland                 | Tokyo / Japon            | 14 293 000                               | 2,8 %    |
| 4    | Parc Disneyland                  | Chessy / France          | 12 688 000                               | 5,7 %    |
| 5    | Tokyo DisneySea                  | Tokyo / Japon            | 12 498 000                               | 0,7 %    |
| 6    | Epcot                            | Orlando / États-Unis     | 10 935 000                               | 0,0 %    |
| 7    | Disney's Hollywood Studios       | Orlando / États-Unis     | 9 608 000                                | 1,0 %    |
| 8    | Disney's Animal Kingdom          | Orlando / États-Unis     | 9 540 000                                | 0,5 %    |
| 9    | Universal Studios Japan          | Osaka / Japon            | 8 300 000                                | -4,7 %   |
| 10   | Everland                         | Yongin / Corée du Sud    | 6 600 000                                | -8,3 %   |
| 11   | Universal Studios Florida        | Orlando / États-Unis     | 6 231 000                                | 0,5 %    |
| 12   | SeaWorld Orlando                 | Orlando / États-Unis     | 5 926 000                                | -2,9 %   |
| 13   | Disney's California Adventure    | Anaheim / États-Unis     | 5 566 000                                | -2,0 %   |
| 14   | Universal's Islands of Adventure | Orlando / États-Unis     | 5 297 000                                | -2,4 %   |
| 15   | Ocean Park                       | Hong Kong / Chine        | 5 030 000                                | 2,2 %    |
| 16   | Universal Studios Hollywood      | Los Angeles / États-Unis | 4 583 000                                | -2,5 %   |
| 17   | Yokohama Hakkeijima Sea Paradise | Yokohama / Japon         | 4 555 000                                | -4,5 %   |
| 18   | Hong Kong Disneyland             | Hong Kong / Chine        | 4 500 000                                | 7,9 %    |
| 19   | Busch Gardens Tampa Bay          | Tampa / États-Unis       | 4 410 000                                | -2,0 %   |
| 20   | Lotte World                      | Séoul / Corée du Sud     | 4 236 000                                | (n.a.)   |
| 21   | SeaWorld San Diego               | San Diego / États-Unis   | 4 147 000                                | -2,7 %   |
| 22   | Europa-Park                      | Rust / Allemagne         | 4 000 000                                | 0,0 %    |
| 23   | Jardins de Tivoli                | Copenhague / Danemark    | 3 972 000                                | -3,4 %   |
| 24   | Nagashima Spa Land               | Kuwana / Japon           | 3 734 000                                | -4,5 %   |
| 25   | Knott's Berry Farm               | Buena Park / États-Unis  | 3 565 000                                | -1,8 %   |

### Classement des 20 parcs d'attractions les plus visités en Amérique du Nord
| Rang | Parc                             | Ville / Pays              | Fréquentation (en millions de visiteurs) | Tendance |
| ---- | -------------------------------- | ------------------------- | ---------------------------------------- | -------- |
| 1    | Magic Kingdom                    | Orlando / États-Unis      | 17 063 000                               | 0,0 %    |
| 2    | Disneyland                       | Anaheim / États-Unis      | 14 721 000                               | -1,0 %   |
| 3    | Epcot                            | Orlando / États-Unis      | 10 935 000                               | 0,0 %    |
| 4    | Disney's Hollywood Studios       | Orlando / États-Unis      | 9 608 000                                | 1,0 %    |
| 5    | Disney's Animal Kingdom          | Orlando / États-Unis      | 9 540 000                                | 0,5 %    |
| 6    | Universal Studios Florida        | Orlando / États-Unis      | 6 231 000                                | 0,5 %    |
| 7    | SeaWorld Orlando                 | Orlando / États-Unis      | 5 926 000                                | -2,9 %   |
| 8    | Disney's California Adventure    | Anaheim / États-Unis      | 5 566 000                                | -2,0 %   |
| 9    | Universal's Islands of Adventure | Orlando / États-Unis      | 5 297 000                                | -2,4 %   |
| 10   | Universal Studios Hollywood      | Los Angeles / États-Unis  | 4 583 000                                | -2,5 %   |
| 11   | Busch Gardens Africa             | Tampa / États-Unis        | 4 410 000                                | -2,0 %   |
| 12   | SeaWorld San Diego               | San Diego / États-Unis    | 4 147 000                                | -2,7 %   |
| 13   | Knott's Berry Farm               | Buena Park / États-Unis   | 3 565 000                                | -1,8 %   |
| 14   | Canada's Wonderland              | Vaughan / Canada          | 3 380 000                                | 4,0 %    |
| 15   | Cedar Point                      | Sandusky / États-Unis     | 2 942 000                                | 2,5 %    |
| 16   | Kings Island                     | Mason / États-Unis        | 3 126 000                                | 2,5 %    |
| 17   | Busch Gardens Europe             | Williamsburg / États-Unis | 3 094 000                                | -2,0 %   |
| 18   | Hersheypark                      | Hershey / États-Unis      | 2 842 000                                | -4,4 %   |
| 19   | Six Flags Great Adventure        | Jackson / États-Unis      | 2 761 000                                | 1,5 %    |
| 20   | Six Flags Great America          | Gurnee / États-Unis       | 2 669 000                                | 1,5 %    |

### Classement des 20 parcs d'attractions les plus visités en Europe
| Rang          | Parc                            | Ville / Pays                        | Fréquentation (en millions de visiteurs) | Tendance |
| ------------- | ------------------------------- | ----------------------------------- | ---------------------------------------- | -------- |
| 1             | Parc Disneyland                 | Chessy / France                     | 12 688 000                               | 5,7 %    |
| 2             | Europa-Park                     | Rust / Allemagne                    | 4 000 000                                | 0,0 %    |
| 3             | Jardins de Tivoli               | Copenhague / Danemark               | 3 972 000                                | -3,4 %   |
| 4             | PortAventura Park               | Salou (Espagne) / Espagne           | 3 300 000                                | -10,8 %  |
| 5             | Efteling                        | Kaatsheuvel / Pays-Bas              | 3 200 000                                | 0,0 %    |
| 6             | Gardaland                       | Castelnuovo del Garda / Italie      | 3 100 000                                | 0,0 %    |
| 7             | Liseberg                        | Göteborg / Suède                    | 3 050 000                                | 0,0 %    |
| 8             | Bakken                          | Copenhague / Danemark               | 2 700 000                                | 0,0 %    |
| 9             | Parc Walt Disney Studios        | Chessy / France                     | 2 612 000                                | 4,5 %    |
| 10            | Alton Towers                    | Staffordshire / Royaume-Uni         | 2 520 000                                | 5,0 %    |
| 11            | Phantasialand                   | Brühl / Allemagne                   | 1 900 000                                | 0,0 %    |
| 12            | Legoland Windsor                | Windsor / Royaume-Uni               | 1 815 000                                | 10,0 %   |
| 13            | Parc Astérix                    | Plailly / France                    | 1 800 000                                | 11,1 %   |
| 14            | Thorpe Park                     | Chertsey (Angleterre) / Royaume-Uni | 1 700 000                                | 0,0 %    |
| 15            | Legoland Billund                | Billund / Danemark                  | 1 650 000                                | 2,5 %    |
| 16 (ex aequo) | Mirabilandia                    | Savio / Italie                      | 1 600 000                                | -5,9 %   |
| 16 (ex aequo) | Futuroscope                     | Poitiers / France                   | 1 600 000                                | 0,0 %    |
| 18            | Parque de Atracciones de Madrid | Madrid / Espagne                    | 1 500 000                                | 0,0 %    |
| 19            | Duinrell                        | Wassenaar / Pays-Bas                | 1 356 000                                | 0,4 %    |
| 20            | Heide Park                      | Soltau / Allemagne                  | 1 330 000                                | -5,0 %   |

### Classement des 10 parcs d'attractions les plus visités en Asie
| Rang | Parc                             | Ville / Pays          | Fréquentation (en millions de visiteurs) | Tendance |
| ---- | -------------------------------- | --------------------- | ---------------------------------------- | -------- |
| 1    | Tokyo Disneyland                 | Tokyo / Japon         | 14 293 000                               | 2,8 %    |
| 2    | Tokyo DisneySea                  | Tokyo / Japon         | 12 498 000                               | 0,7 %    |
| 3    | Universal Studios Japan          | Osaka / Japon         | 8 300 000                                | -4,7 %   |
| 4    | Everland                         | Yongin / Corée du Sud | 6 600 000                                | -8,3 %   |
| 5    | Ocean Park Hong Kong             | Hong Kong / Chine     | 5 030 000                                | 2,2 %    |
| 6    | Yokohama Hakkeijima Sea Paradise | Yokohama / Japon      | 4 555 000                                | -4,5 %   |
| 7    | Hong Kong Disneyland             | Hong Kong / Chine     | 4 500 000                                | 7,9 %    |
| 8    | Lotte World                      | Séoul / Corée du Sud  | 4 236 000                                | (n.a.)   |
| 9    | Nagashima Spa Land               | Kuwana / Japon        | 3 734 000                                | -4,5 %   |
| 10   | Happy Valley (Shenzhen)          | Shenzhen / Chine      | 3 180 000                                | -4,2 %   |

## Attractions
Ces listes sont non exhaustives.

### Montagnes russes

#### Délocalisations
| Nom                              | Type / Modèle                     | Constructeur         | Parc                            | Pays       | Anciennement                             |
| -------------------------------- | --------------------------------- | -------------------- | ------------------------------- | ---------- | ---------------------------------------- |
| Aftershock                       | Giant Inverted Boomerang          | Vekoma               | Silverwood Theme Park           | États-Unis | Déjà Vu à Six Flags Great America        |
| Blizzard                         | Acier                             | Cavazza Diego        | Śląskie Wesołe Miasteczko       | Pologne    | Blizzard à Coney Beach Pleasure Park     |
| Bukkerittet                      | Wild Mouse Tournoyantes           | Reverchon            | Kongeparken                     | Norvège    | Crazy Mouse à Wild West World            |
| Dominator                        | Sans sol                          | Bolliger & Mabillard | Kings Dominion                  | États-Unis | Dominator à Geauga Lake                  |
| Euro-Star                        | Inversées                         | Intamin              | Parc Gorki                      | Russie     | Attraction foraine                       |
| Fami'Stéric                      | Acier / Zyklon Z47                | Pinfari              | Fami P.A.R.C                    | France     | Sky Ways Roller Coaster à Pirat' Parc    |
| Firewhip                         | SLC (689 m)                       | Vekoma               | Beto Carrero World              | Brésil     | Blackout au circuit de Suzuka            |
| Goliath                          | Inversées                         | Bolliger & Mabillard | Six Flags Fiesta Texas          | États-Unis | Batman: The Ride à Six Flags New Orleans |
| Raptor                           | SLC (689 m)                       | Vekoma               | Fantasilandia                   | Chili      | inconnu à Tohoku Exhibition              |
| Super Tornado                    | Acier / Whirlwind MK-1200         | Vekoma               | Mirabilandia                    | Brésil     | Montanha Espacial à Tivoli Park          |
| Tacot en folie                   | Montagnes russes junior           | Soquet               | Parc Ange Michel                | France     | Express à Fraispertuis-City              |
| Thunderhawk                      | Vekoma SLC 689                    | Vekoma               | Michigan's Adventure            | États-Unis | Thunderhawk à Geauga Lake                |
| Tsunami                          | Montagnes russes assises          | Anton Schwarzkopf    | Isla San Marcos Parque Temático | Mexique    | Zonga à Six Flags Discovery Kingdom      |
| Voodoo Devenu Possessed en 2009. | Navette / Twister Impulse Coaster | Intamin              | Dorney Park                     | États-Unis | Steel Venom à Geauga Lake                |

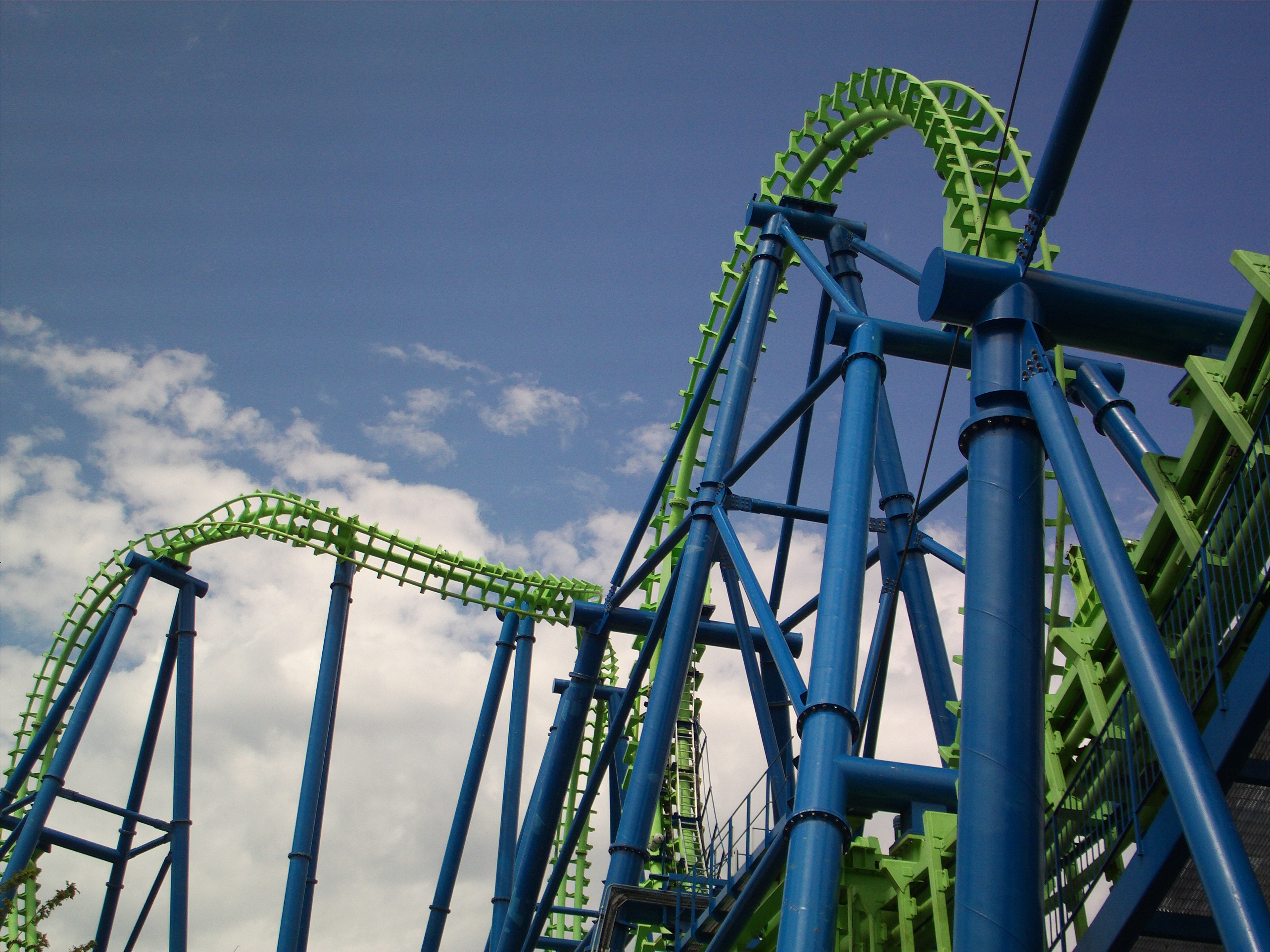
Aftershock à Silverwood Theme Park
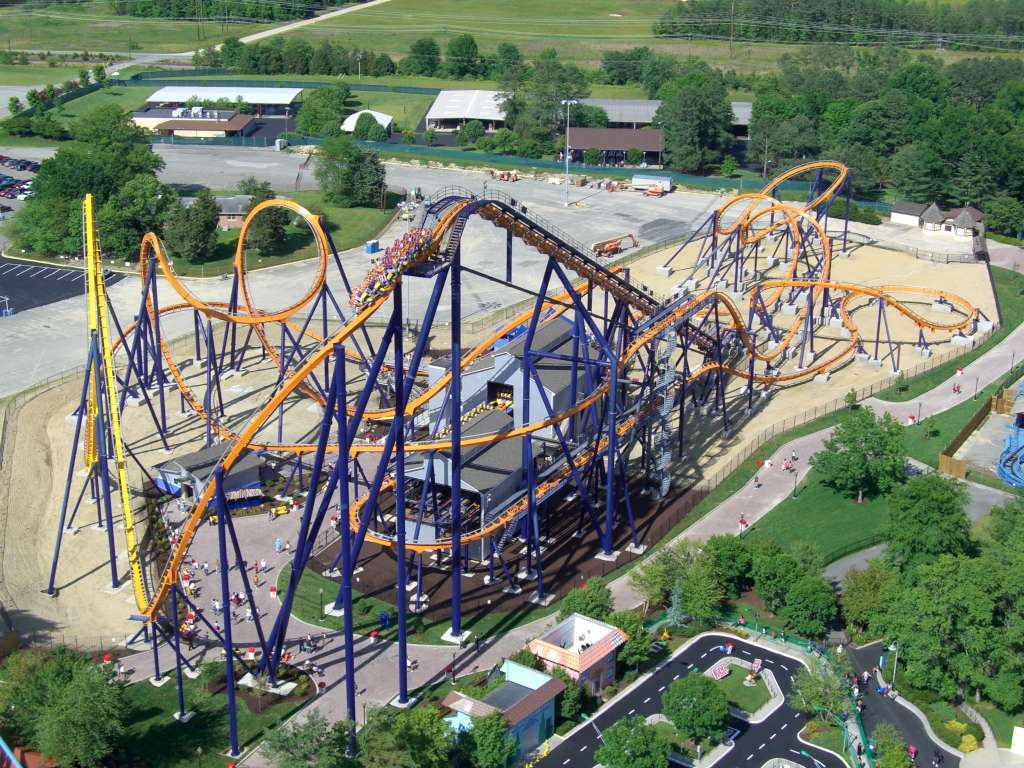
Dominator à Kings Dominion
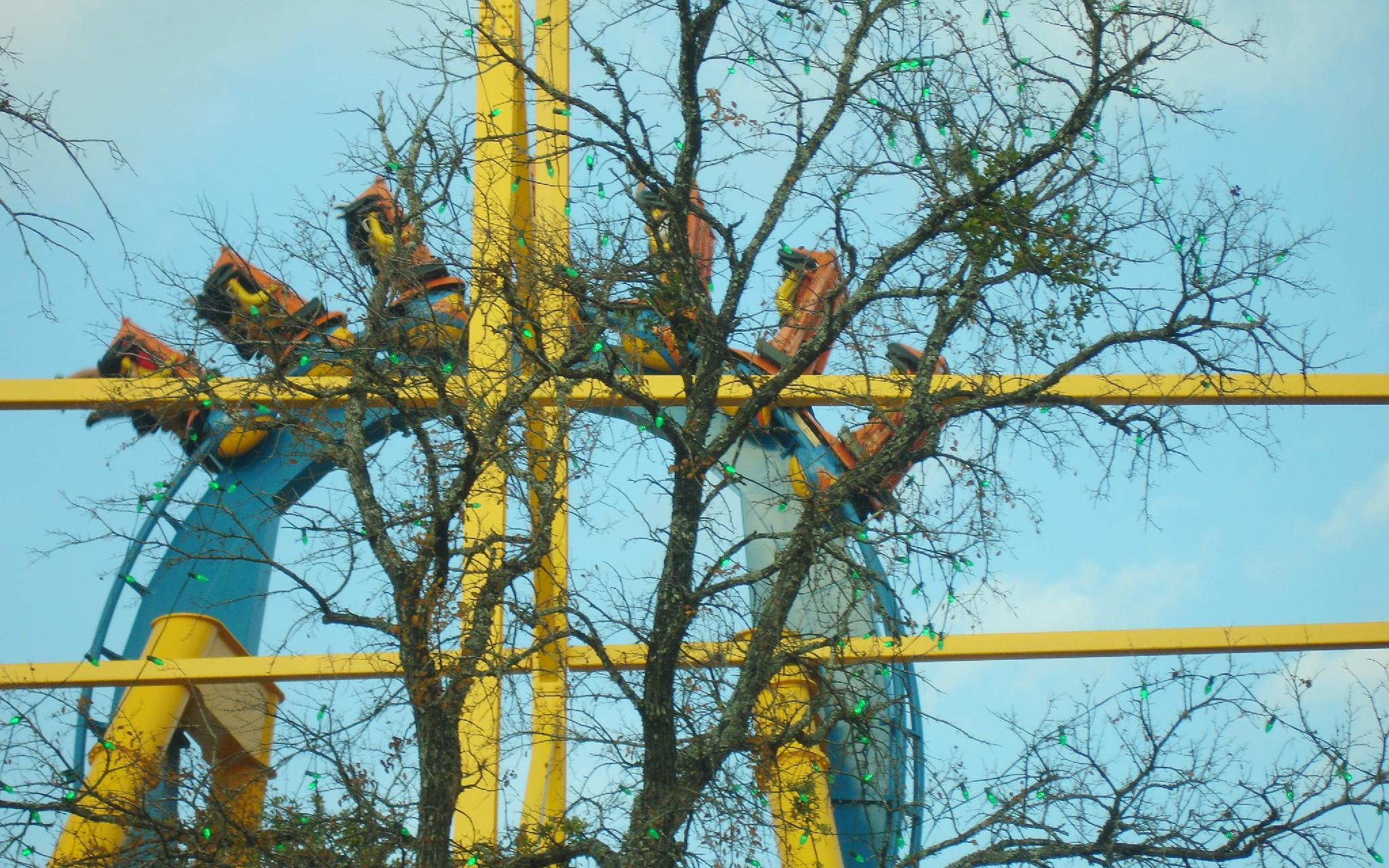
Goliath à Six Flags Fiesta Texas
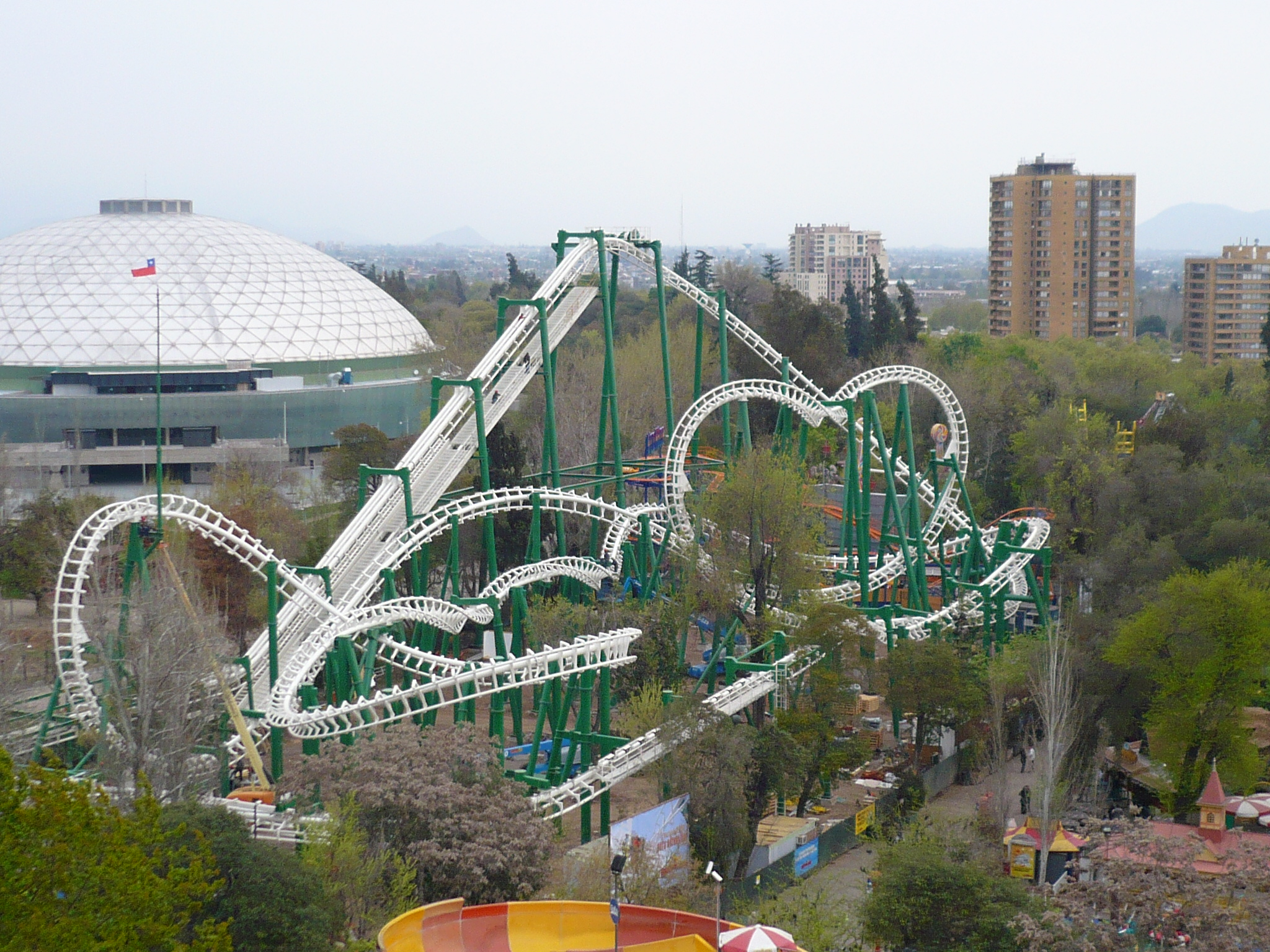
Raptor à Fantasilandia
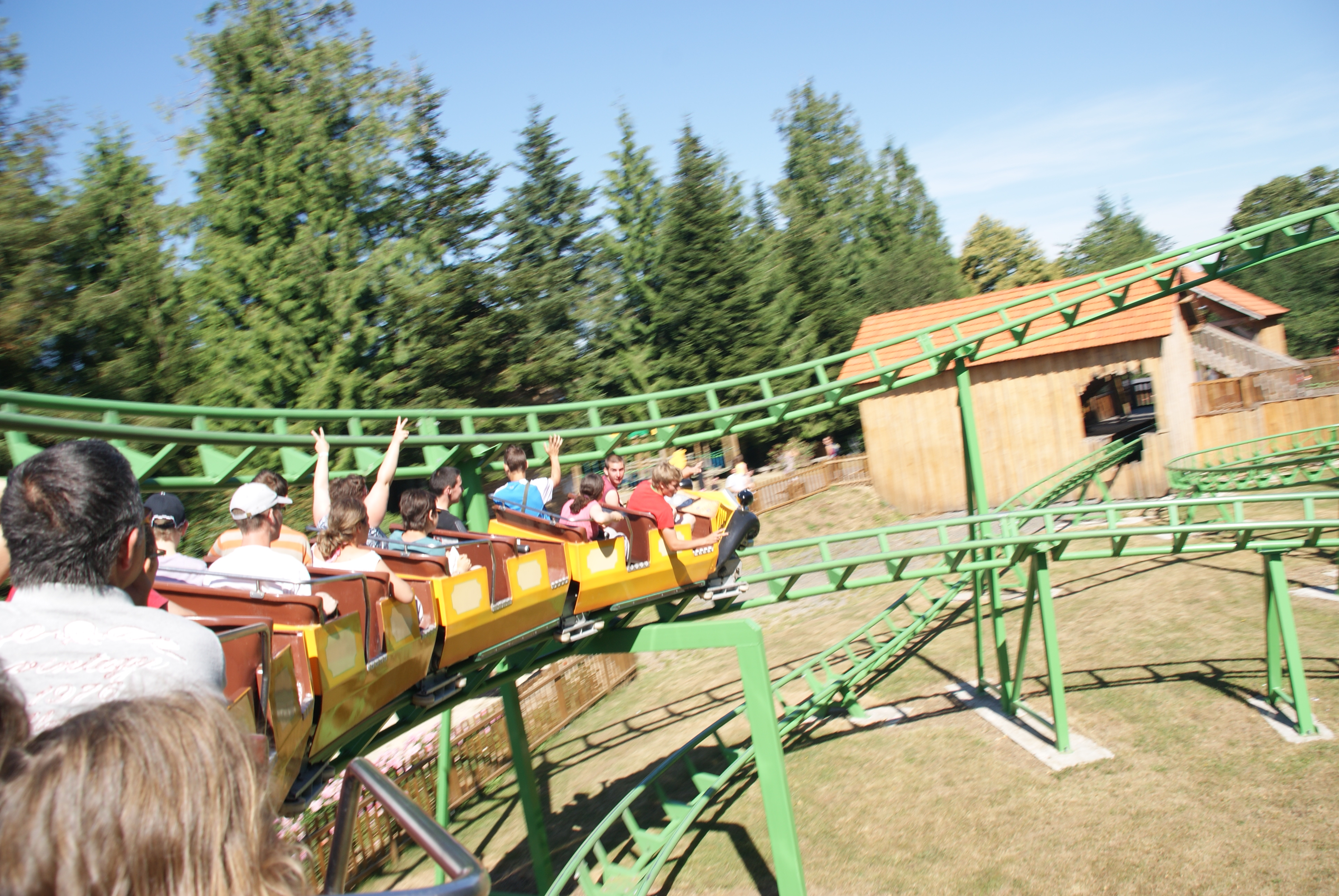
Tacot en folie au parc Ange Michel
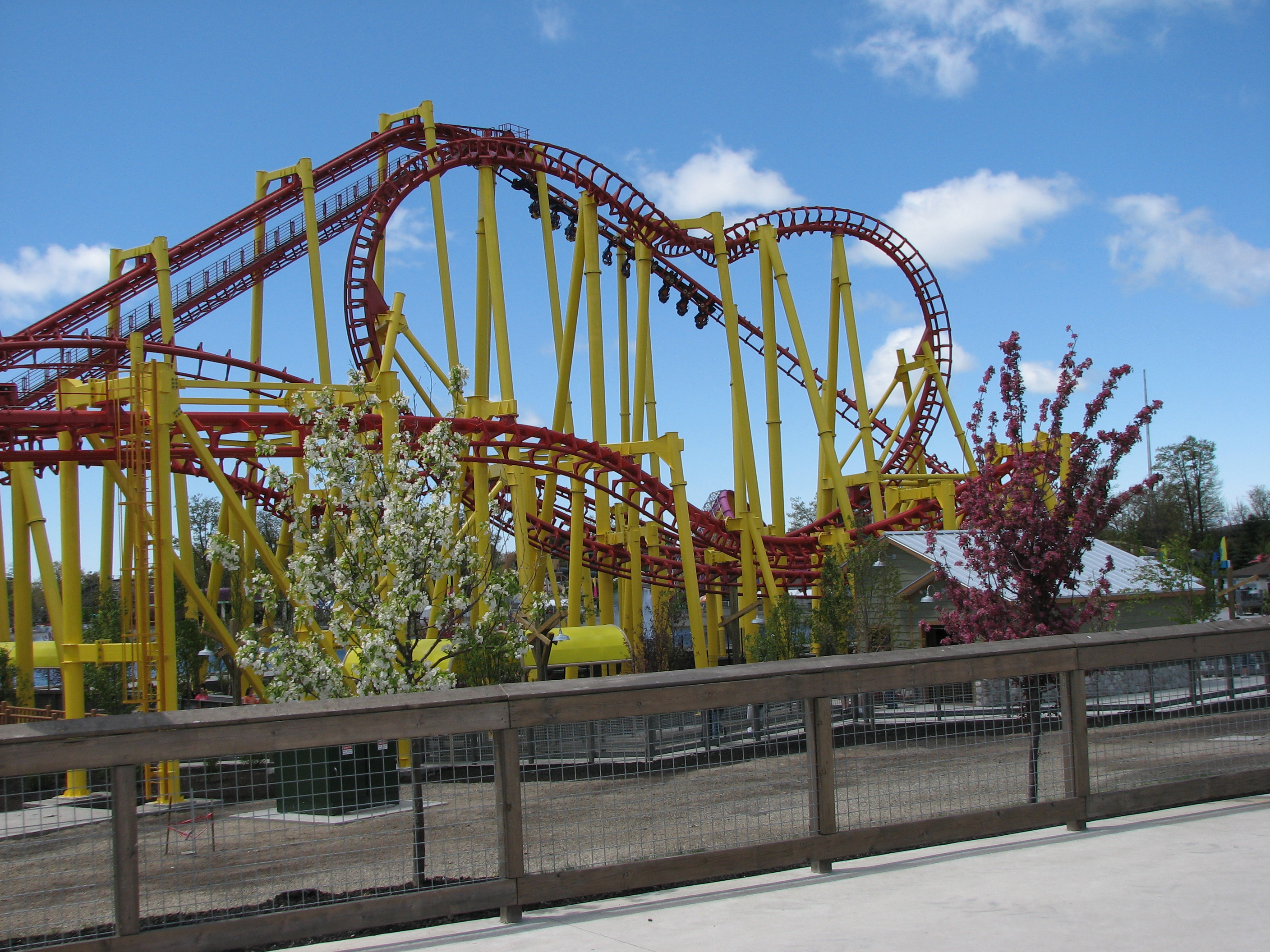
Thunderhawk à Michigan's Adventure
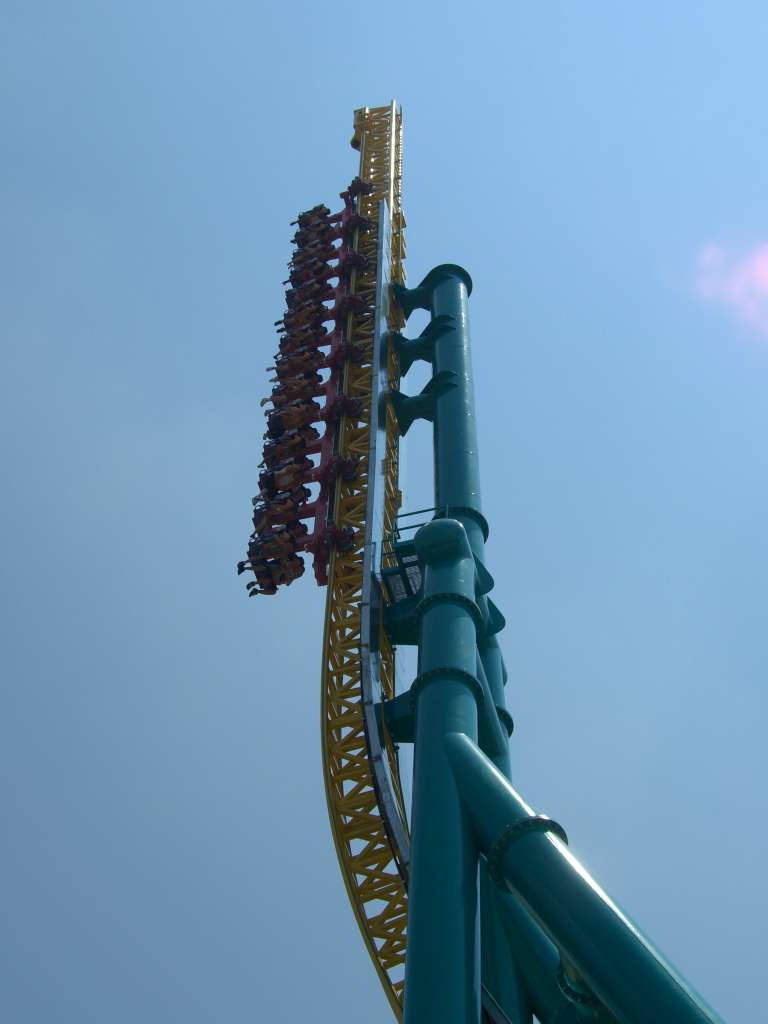
Voodoo à Dorney Park

#### Nouveautés
| Nom                                                  | Type / Modèle                          | Constructeur                 | Parc                                | Pays         |
| ---------------------------------------------------- | -------------------------------------- | ---------------------------- | ----------------------------------- | ------------ |
| Anaconda                                             | Acier                                  | L&T Systems                  | Zoo de Granby                       | Canada       |
| Avatar Airbender                                     | Navette / Half Pipe                    | Intamin                      | Nickelodeon Universe                | États-Unis   |
| Behemoth                                             | Hyper                                  | Bolliger & Mabillard         | Canada's Wonderland                 | Canada       |
| Caribbean Splash                                     | Aquatiques                             | Mack Rides                   | Formosan Aboriginal Culture Village | Taïwan       |
| Cobra                                                | Inversées / Energizer                  | Sartori Rides                | Tivoli Friheden                     | Danemark     |
| Dive Coaster                                         | Machine plongeante                     | Bolliger & Mabillard         | Chimelong Paradise                  | Chine        |
| Eagles Life in the Fast Lane                         | Train de la mine                       | Vekoma                       | Hard Rock Park                      | États-Unis   |
| Euro-Star                                            | Inversées                              | Intamin                      | Parc Gorki                          | Russie       |
| Evel Knievel Devenu American Thunder en 2011.        | Bois                                   | Great Coasters International | Six Flags St. Louis                 | États-Unis   |
| Fahrenheit                                           | Acier                                  | Intamin                      | Hersheypark                         | États-Unis   |
| Götterblitz                                          | Acier                                  | Mack Rides / Youngstar       | Märchenpark Neusiedlersee           | Autriche     |
| Indy-Blitz                                           | Junior                                 | Zierer / Force One           | Heide Park                          | Allemagne    |
| Jet Rescue                                           | Lancées                                | Intamin                      | Sea World                           | Australie    |
| Jule Expressen                                       | Junior / E-Powered                     | Technical Park               | Jardins de Tivoli                   | Danemark     |
| Kawasemi                                             | Acier                                  | Intamin                      | Tobu Zoo (en)                       | Japon        |
| Led Zeppelin - The Ride Devenu Time Machine en 2009. | Acier                                  | Bolliger & Mabillard         | Hard Rock Park                      | États-Unis   |
| Lynet                                                | Lancées / Launch Coaster 540           | Gerstlauer                   | Fårup Sommerland                    | Danemark     |
| Mammut                                               | Train de la mine / MK-900 M sur mesure | Vekoma                       | Gardaland                           | Italie       |
| Mammut                                               | Bois                                   | Cordes Holzbau / Gerstlauer  | Erlebnispark Tripsdrill             | Allemagne    |
| Maximum RPM!                                         | Acier                                  | Premier Rides                | Hard Rock Park                      | États-Unis   |
| Muntanya Russa                                       | Acier                                  | Vekoma                       | Parc de Tibidabo (en)               | Espagne      |
| Orange County Choppers MotoCoaster                   | De motos                               | Zamperla                     | Darien Lake                         | États-Unis   |
| Piraten                                              | Acier                                  | Intamin                      | Djurs Sommerland                    | Danemark     |
| Pony Express                                         | De motos                               | Zamperla                     | Knott's Berry Farm                  | États-Unis   |
| Ravine Flyer II                                      | Bois                                   | The Gravity Group            | Waldameer Park                      | États-Unis   |
| Salama                                               | Tournoyantes / Xtended SC 3000         | Maurer Rides                 | Linnanmäki                          | Finlande     |
| Shake, Rattle & Rollercoaster                        | Junior / Vekoma Junior Coaster         | Vekoma                       | Hard Rock Park                      | États-Unis   |
| Slippery When Wet                                    | À véhicules suspendus                  | Premier Rides                | Hard Rock Park                      | États-Unis   |
| SpongeBob Squarepants Rock Bottom Plunge             | Euro-Fighter                           | Gerstlauer                   | Nickelodeon Universe                | États-Unis   |
| Steel Hawg                                           | Acier / El Loco                        | S&S Worldwide                | Indiana Beach                       | États-Unis   |
| Steel Lasso                                          | Inversées / SFC (294 m)                | Vekoma                       | Frontier City                       | États-Unis   |
| T Express                                            | Bois                                   | Intamin                      | Everland Resort                     | Corée du Sud |
| The Dark Knight                                      | Wild Mouse / Compact V2                | Mack Rides                   | Six Flags Great America             | États-Unis   |
| The Dark Knight                                      | Wild Mouse / Compact V2                | Mack Rides                   | Six Flags Great Adventure           | États-Unis   |
| Tony Hawk’s Big Spin                                 | Tournoyantes                           | Gerstlauer                   | Six Flags Over Texas                | États-Unis   |
| Tony Hawk's Big Spin                                 | Tournoyantes                           | Gerstlauer                   | Six Flags Discovery Kingdom         | États-Unis   |
| Troublesome Trucks Runaway Coaster                   | Junior                                 | Gerstlauer                   | Drayton Manor                       | Royaume-Uni  |
| Twister Mountain                                     | Wild Mouse                             | Zamperla                     | Minitalia Leolandia Park            | Italie       |

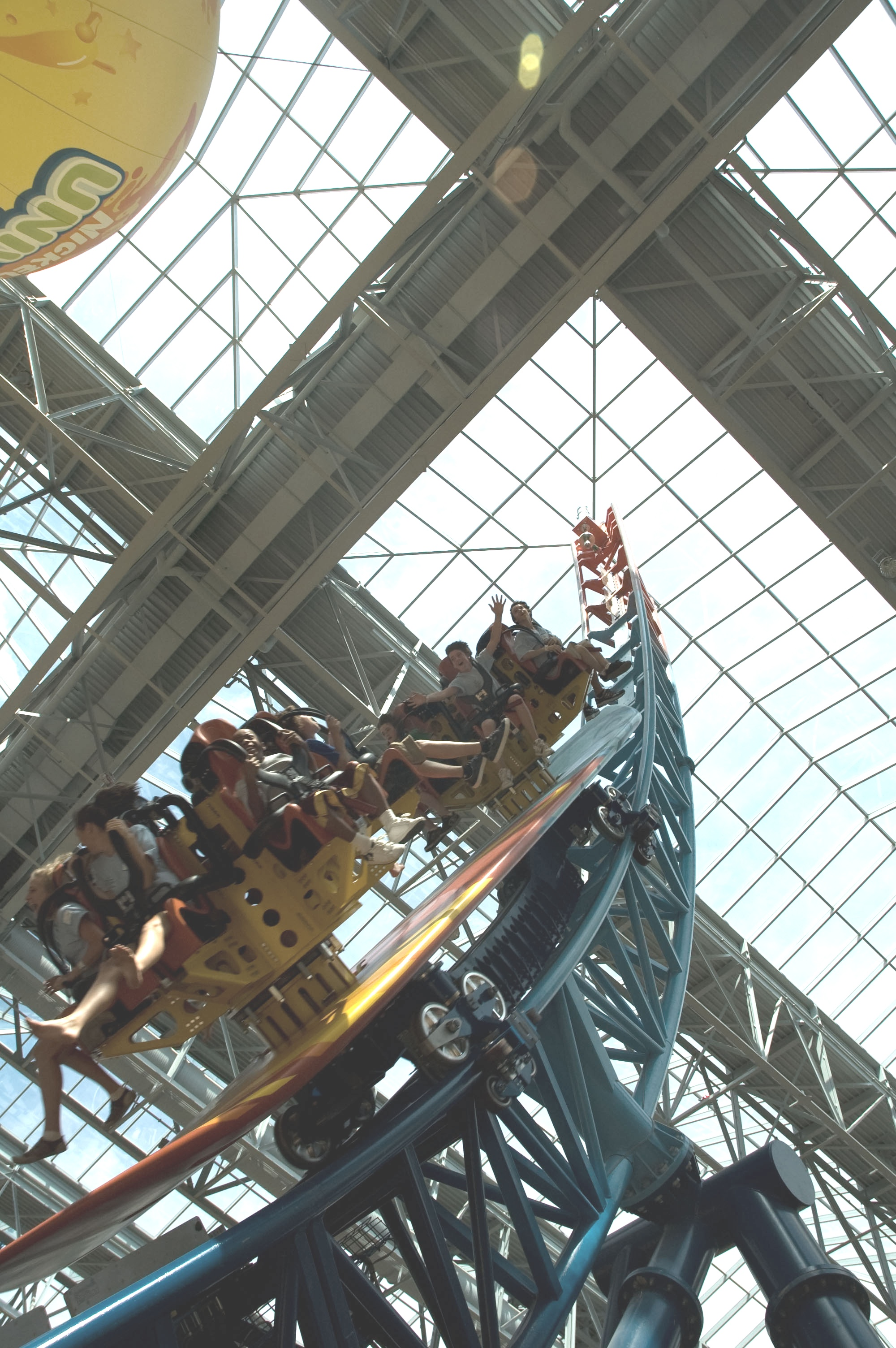
Avatar Airbender à Nickelodeon Universe
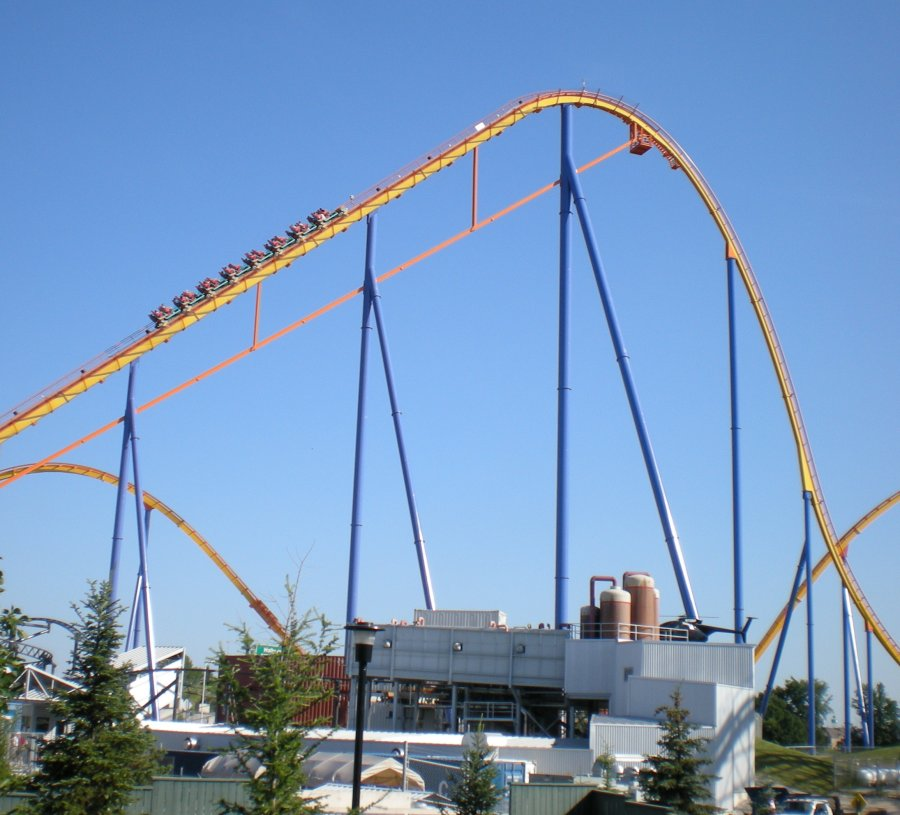
Behemoth à Canada's Wonderland
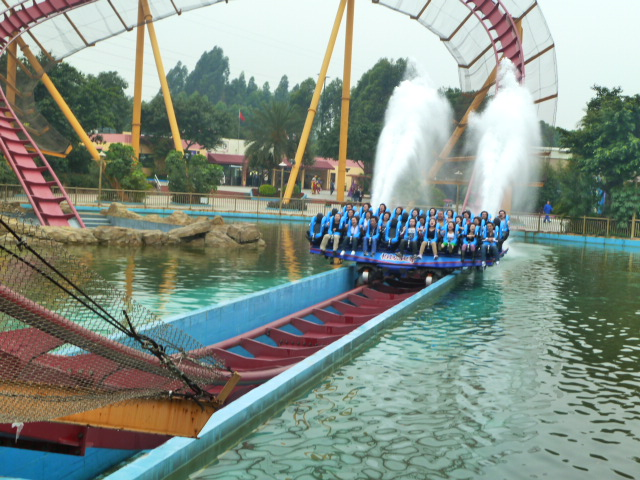
Dive Coaster à Chimelong Paradise
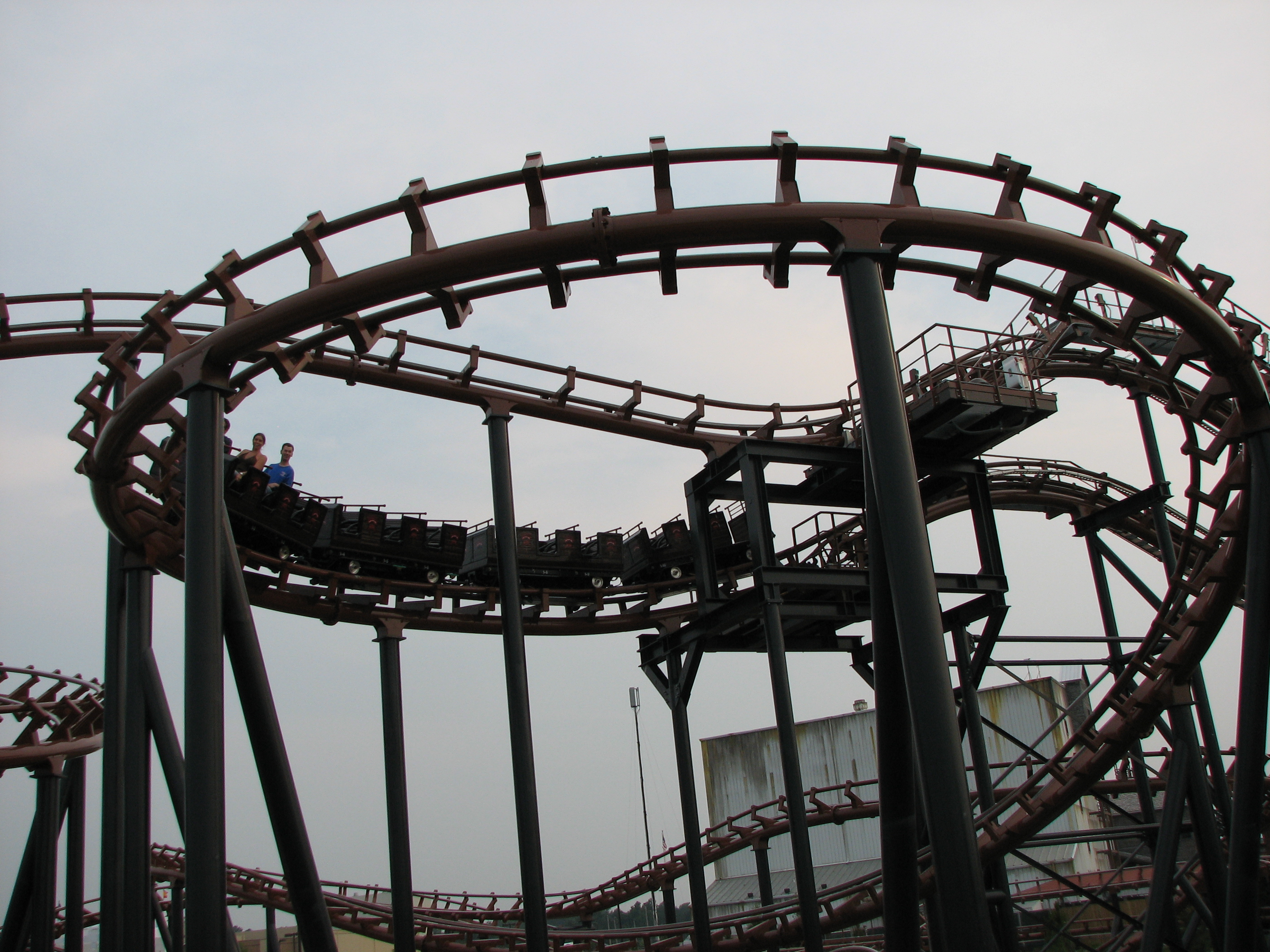
Eagles Life in the Fast Lane au Hard Rock Park
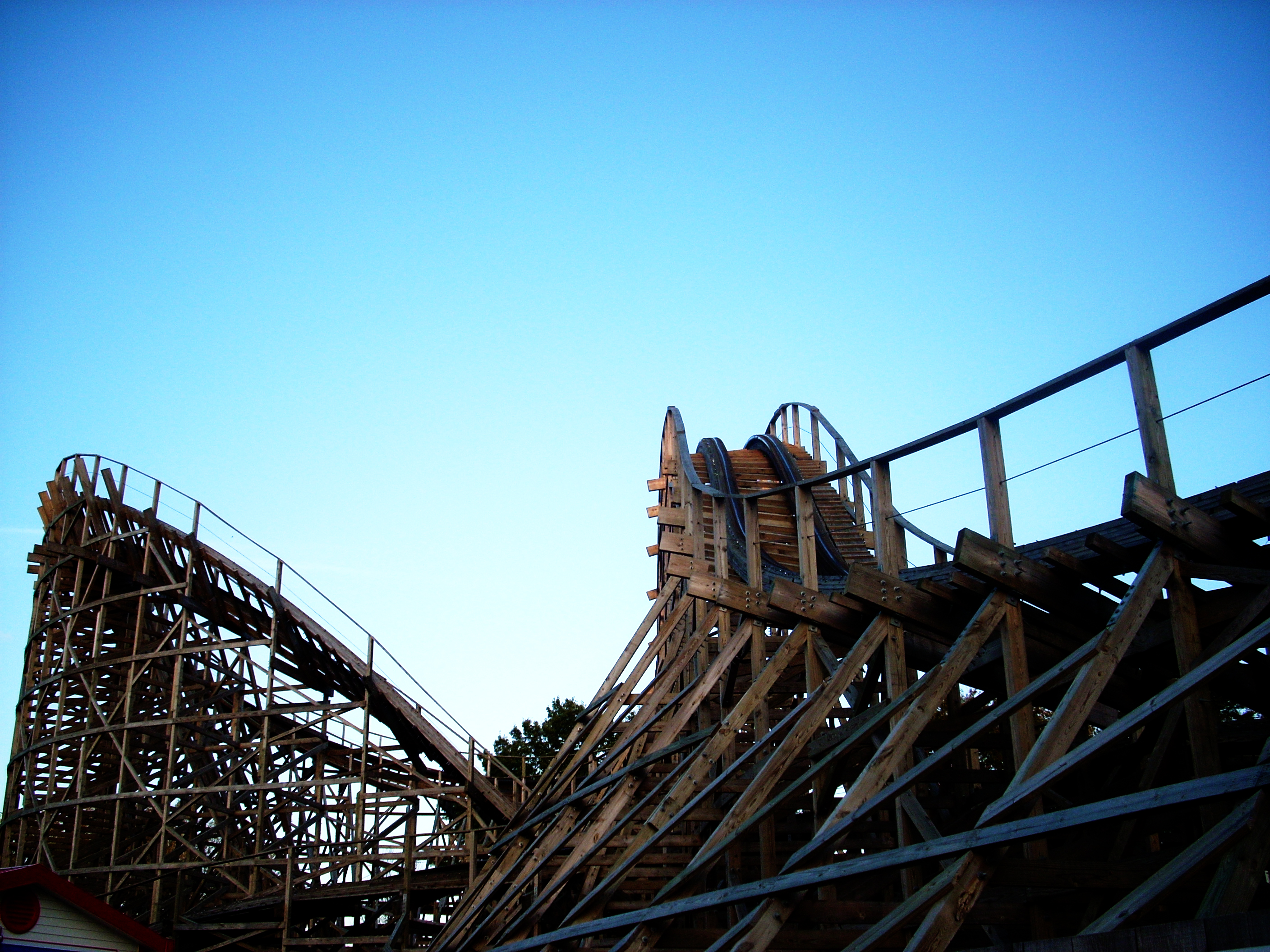
Evel Knievel à Six Flags St. Louis
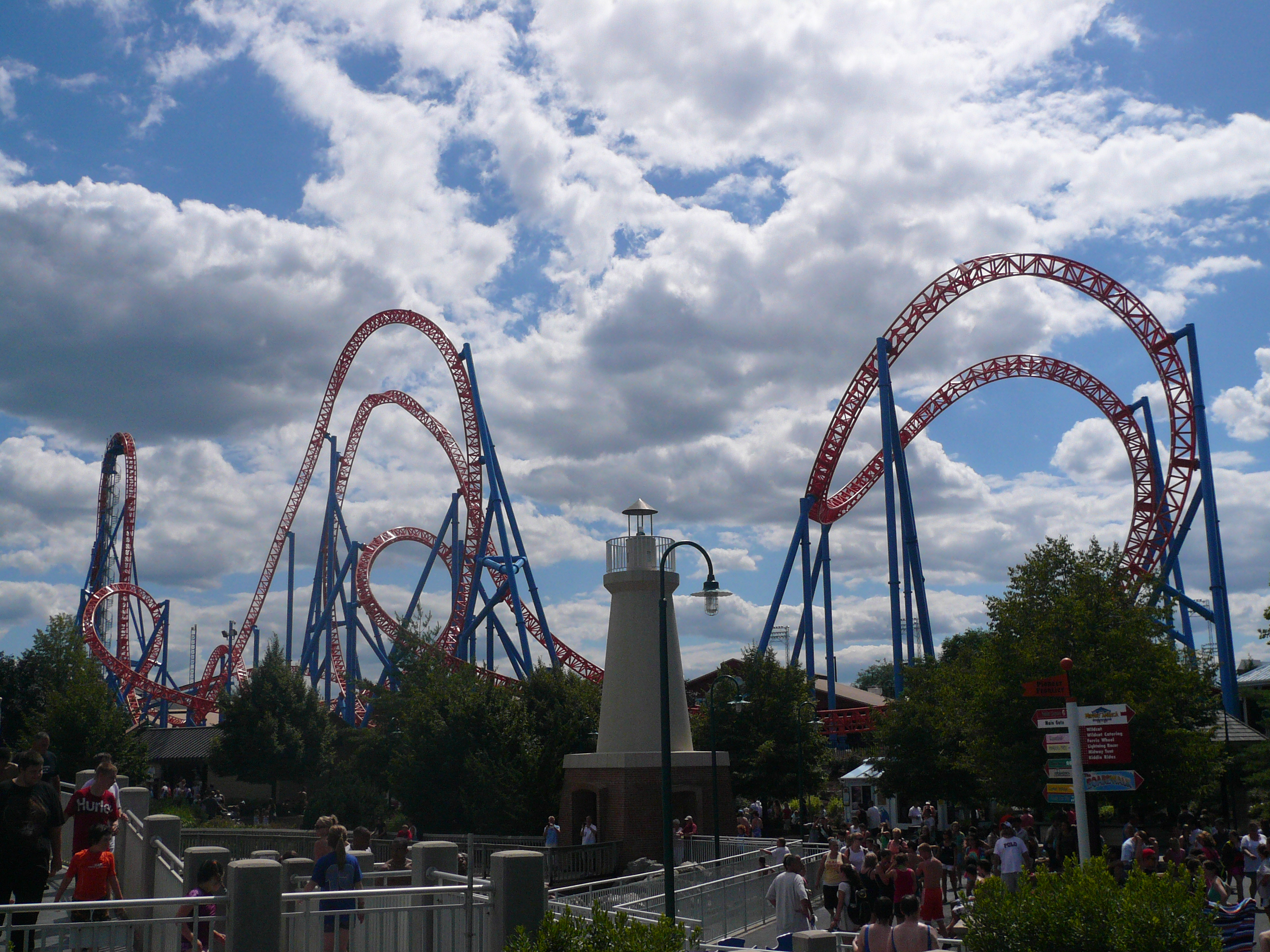
Fahrenheit à Hersheypark
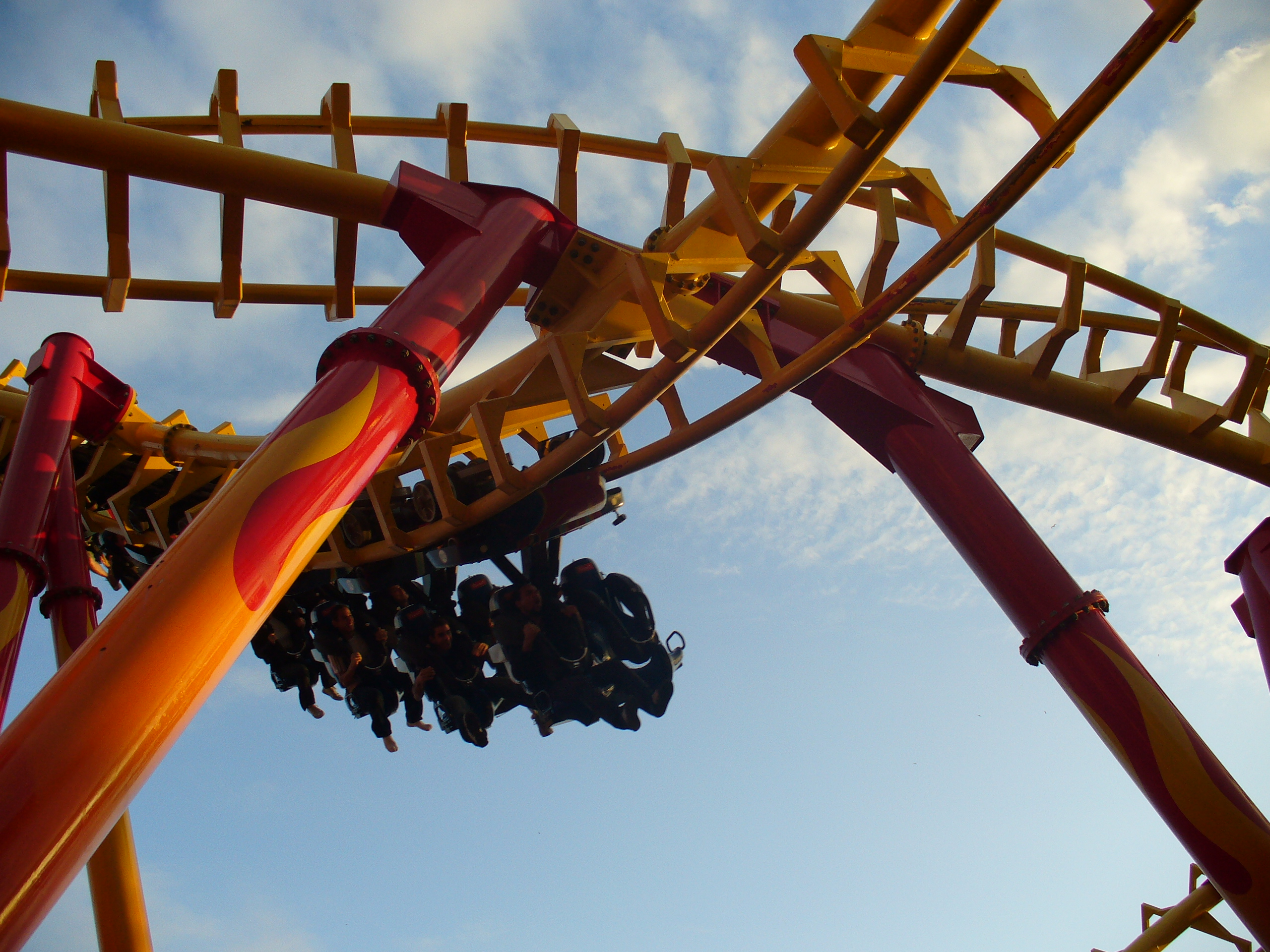
Firewhip à Beto Carrero World
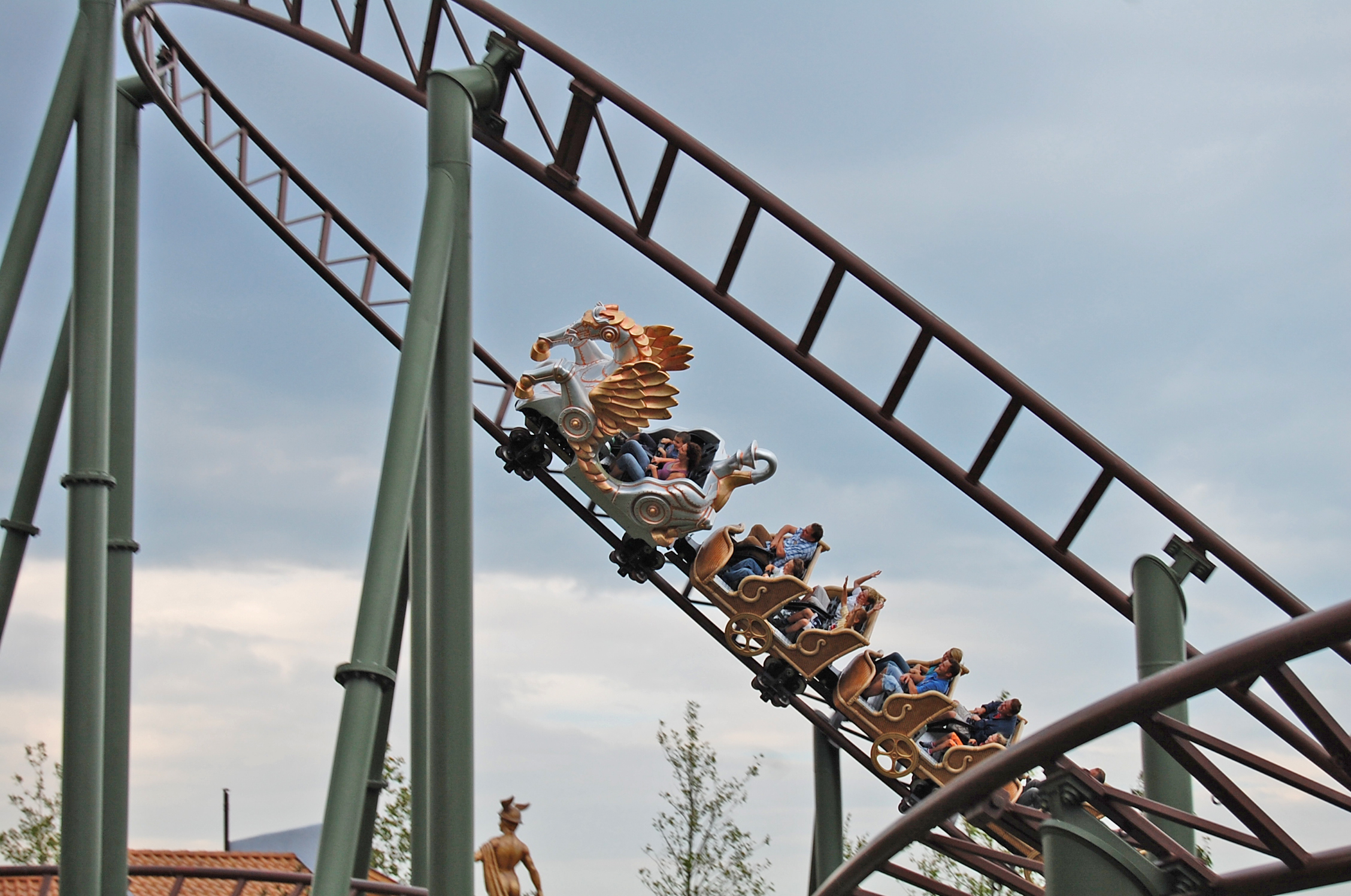
Götterblitz à Familypark
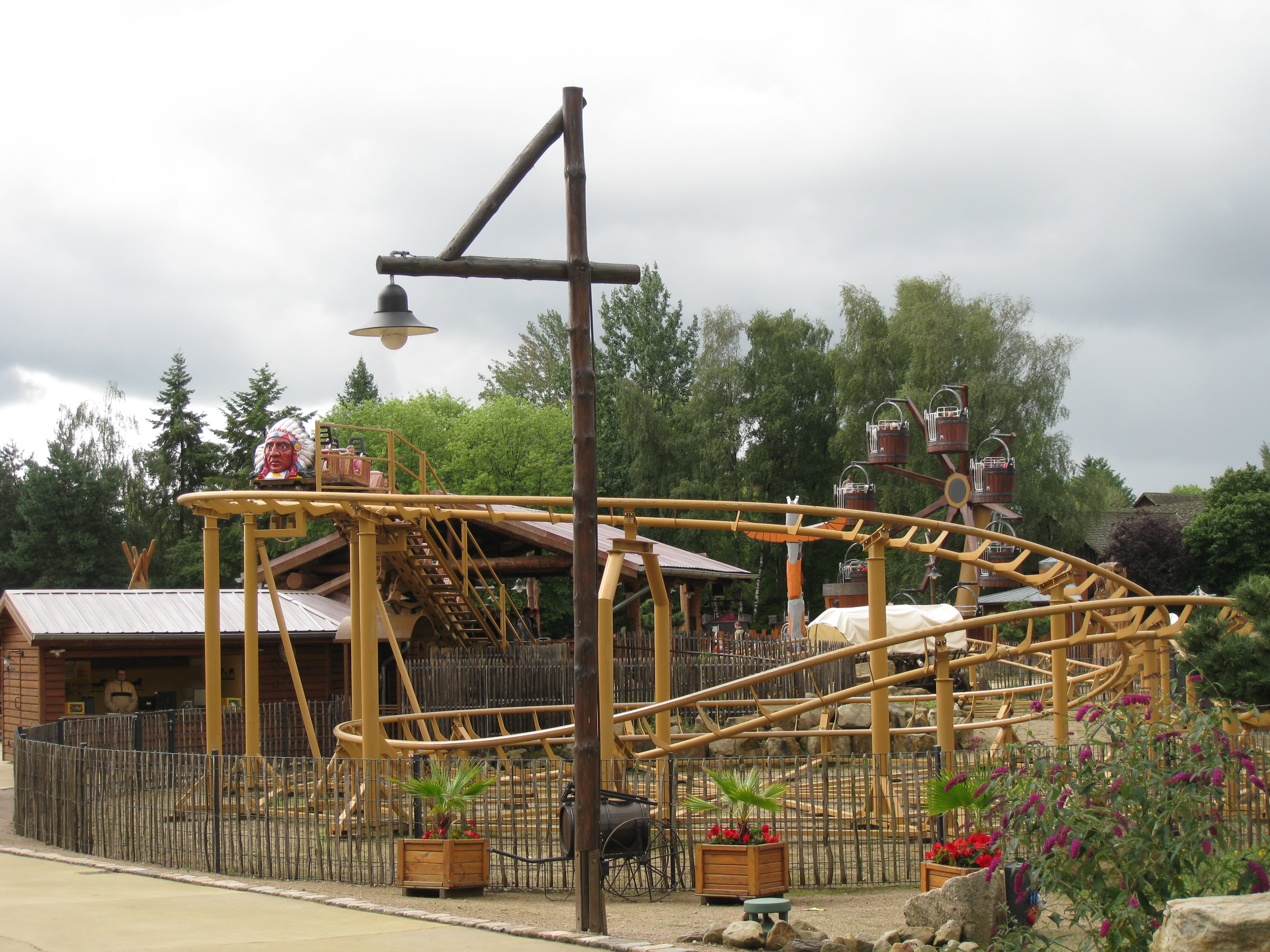
Indy-Blitz à Heide Park
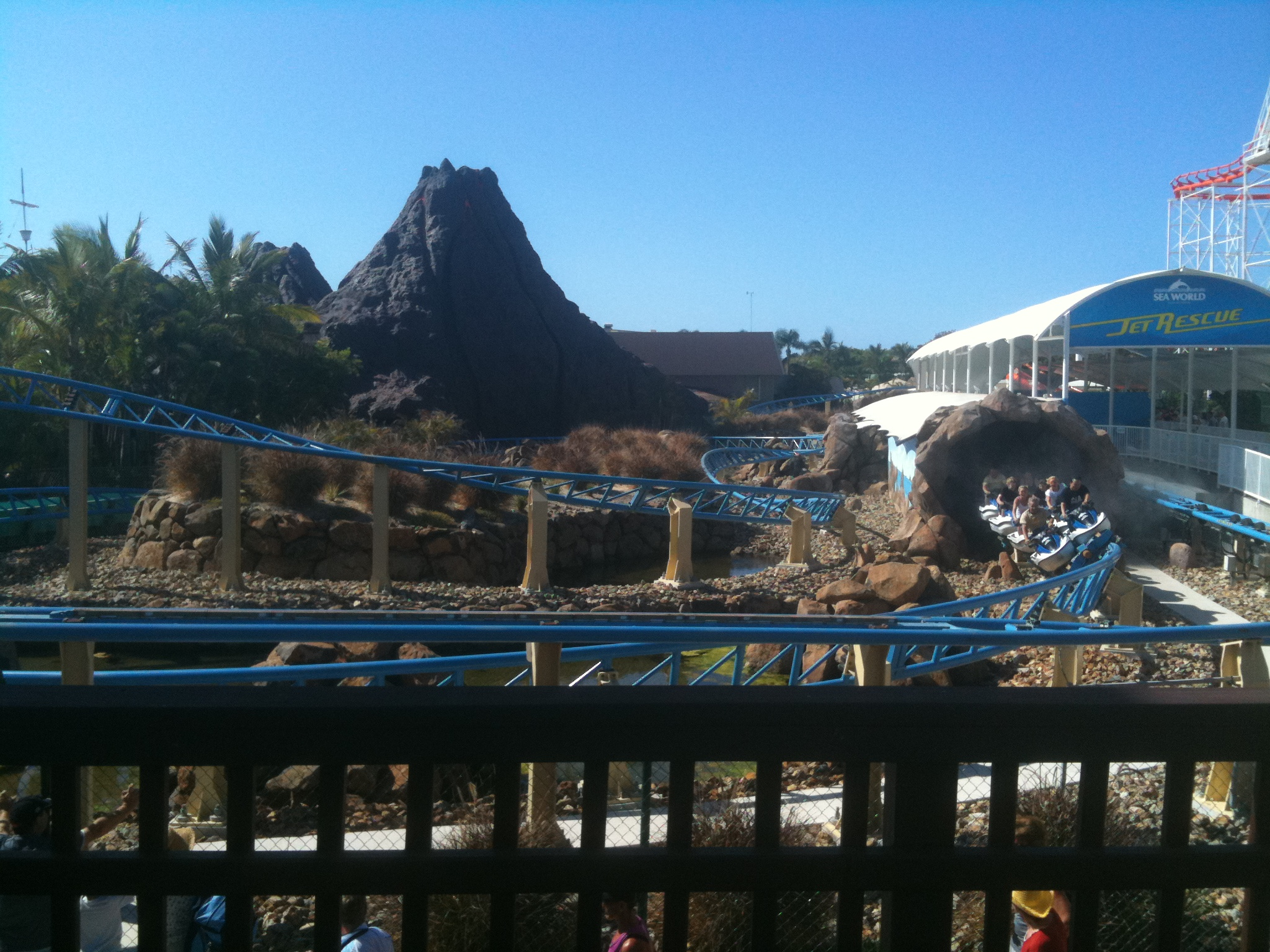
Jet Rescue à Sea World
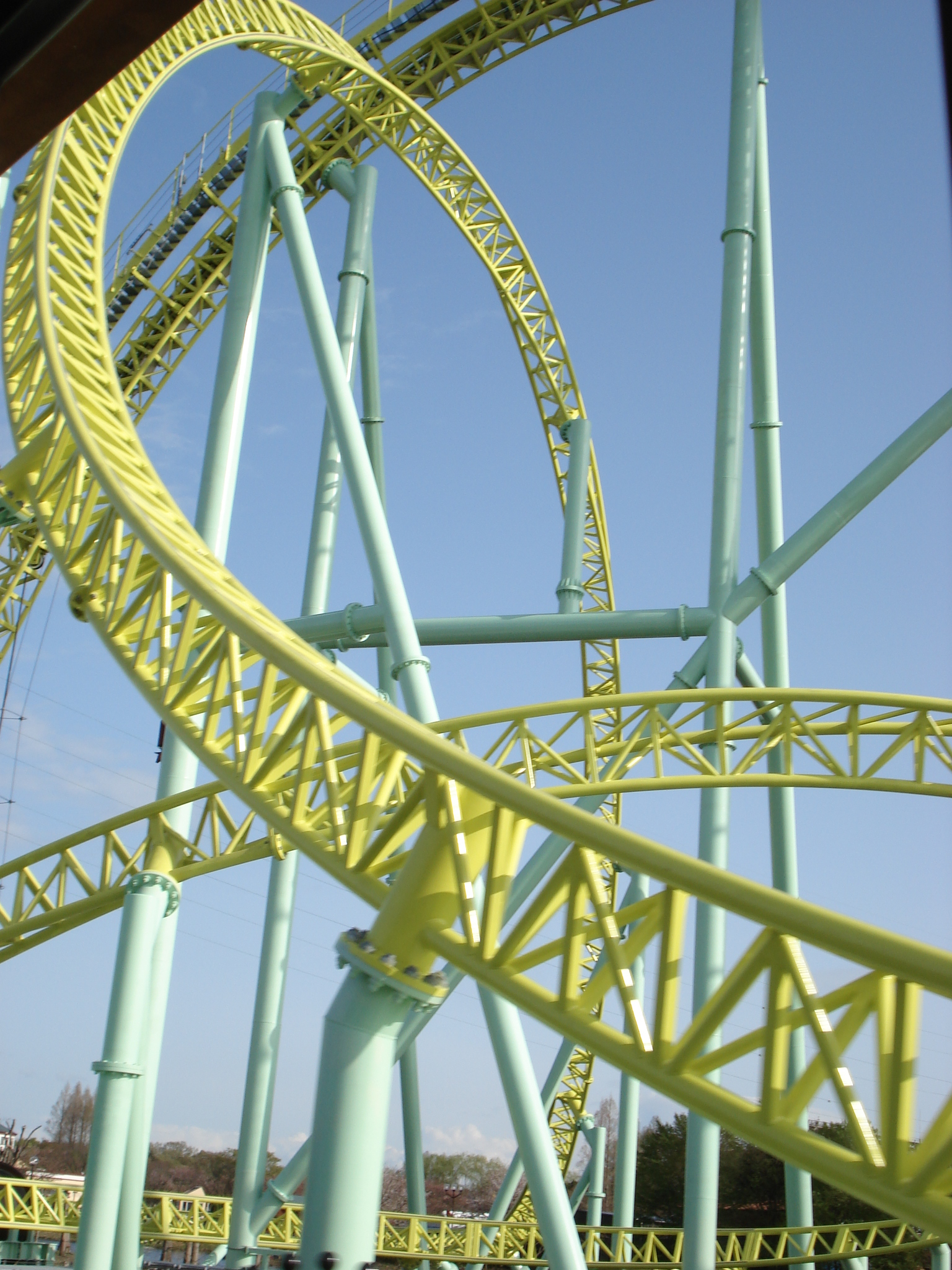
Kawasemi à Tobu Zoo
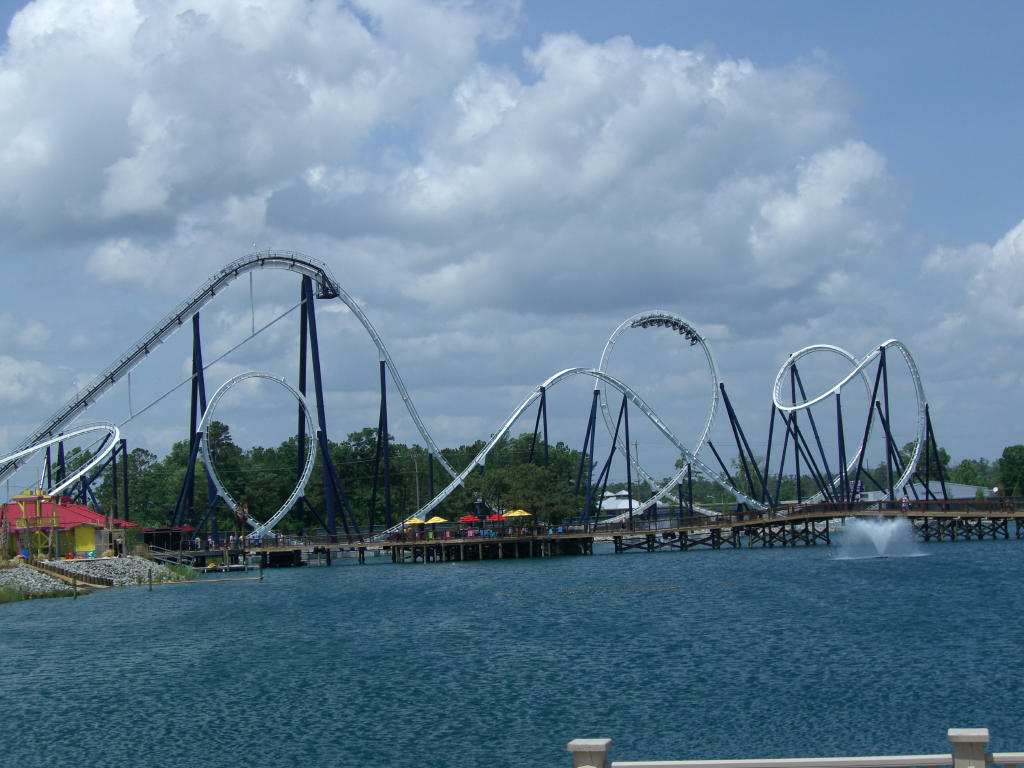
Led Zeppelin - The Ride au Hard Rock Park
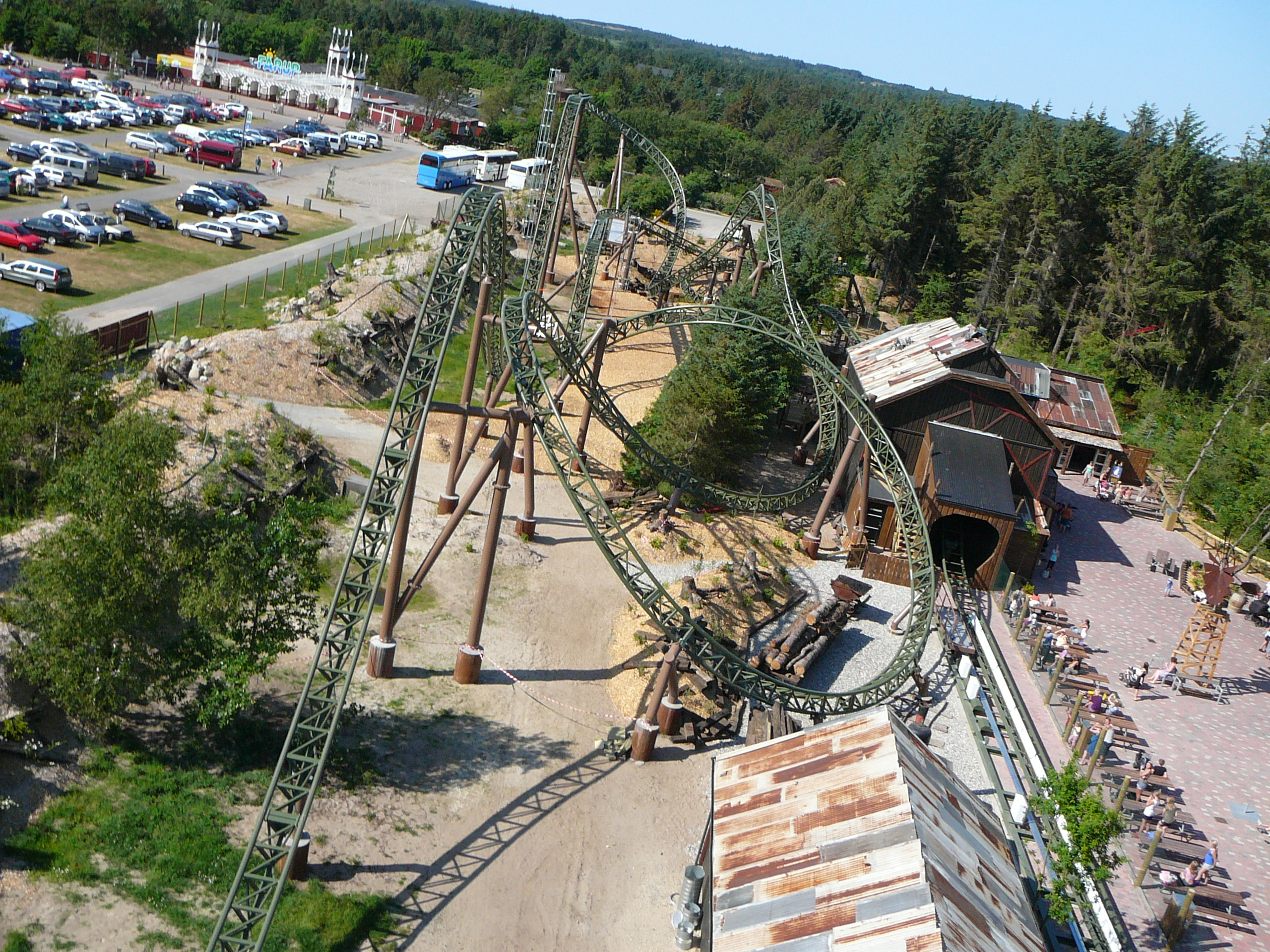
Lynet à Fårup Sommerland
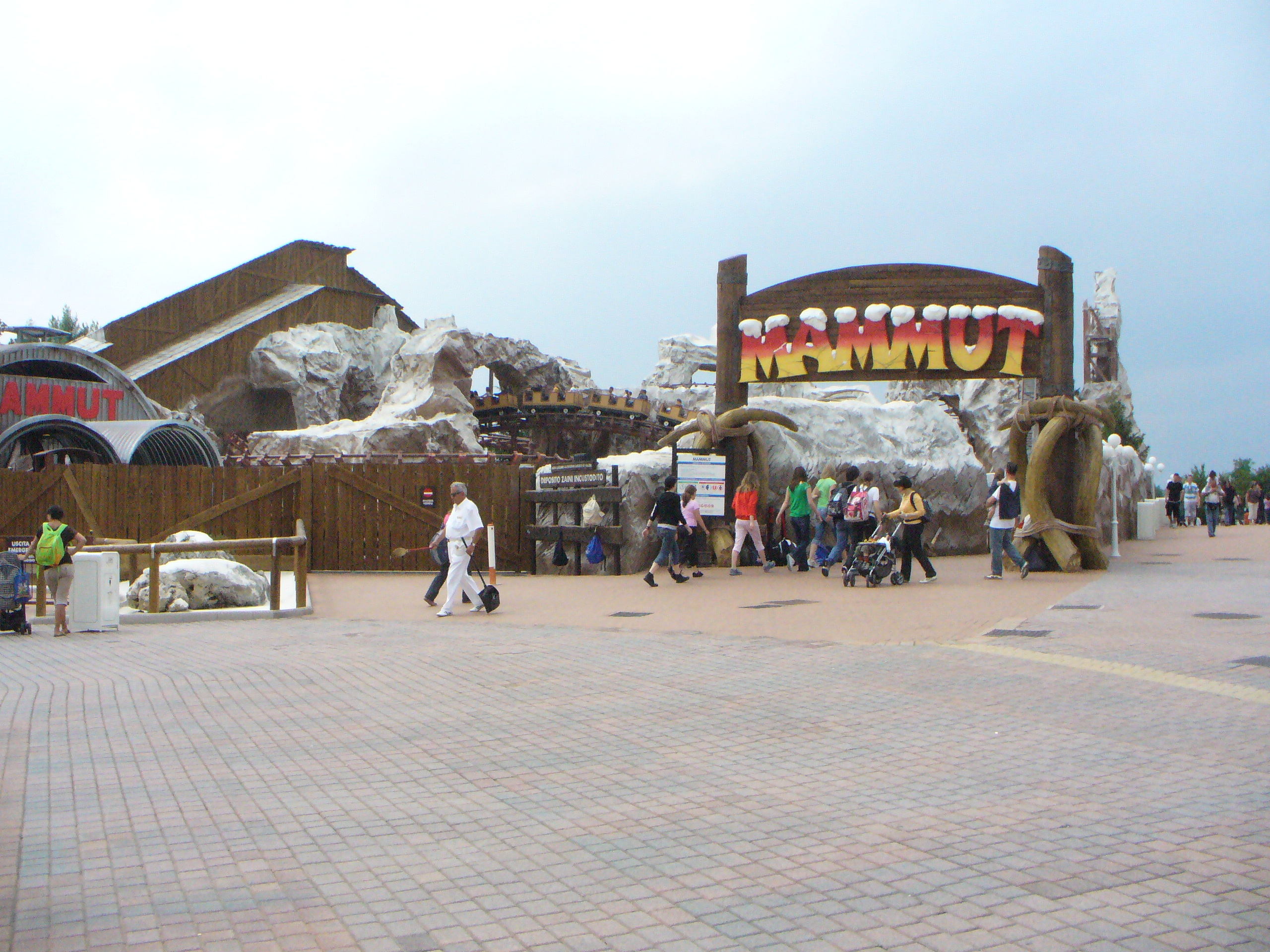
Mammut à Gardaland
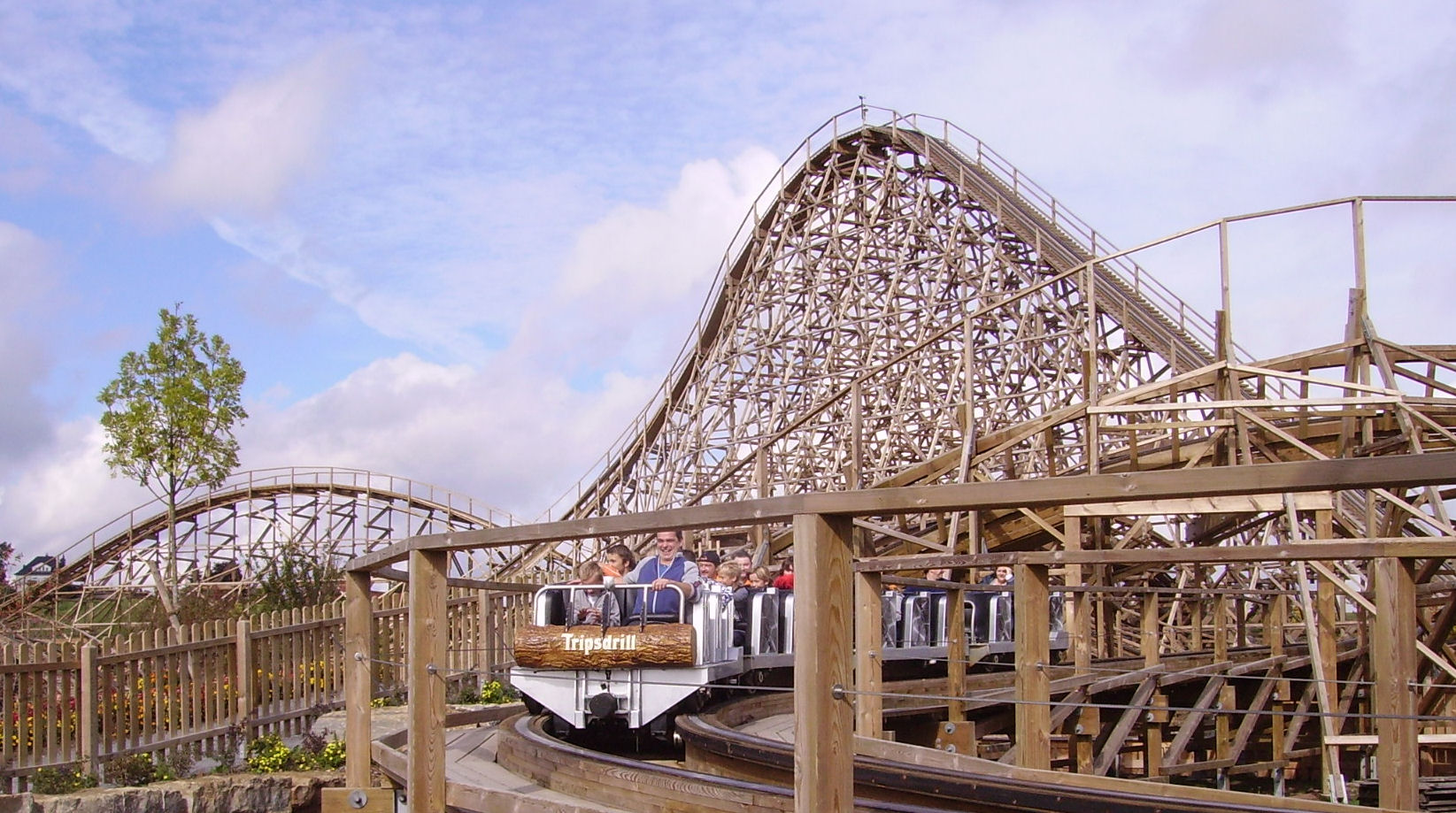
Mammut à Erlebnispark Tripsdrill
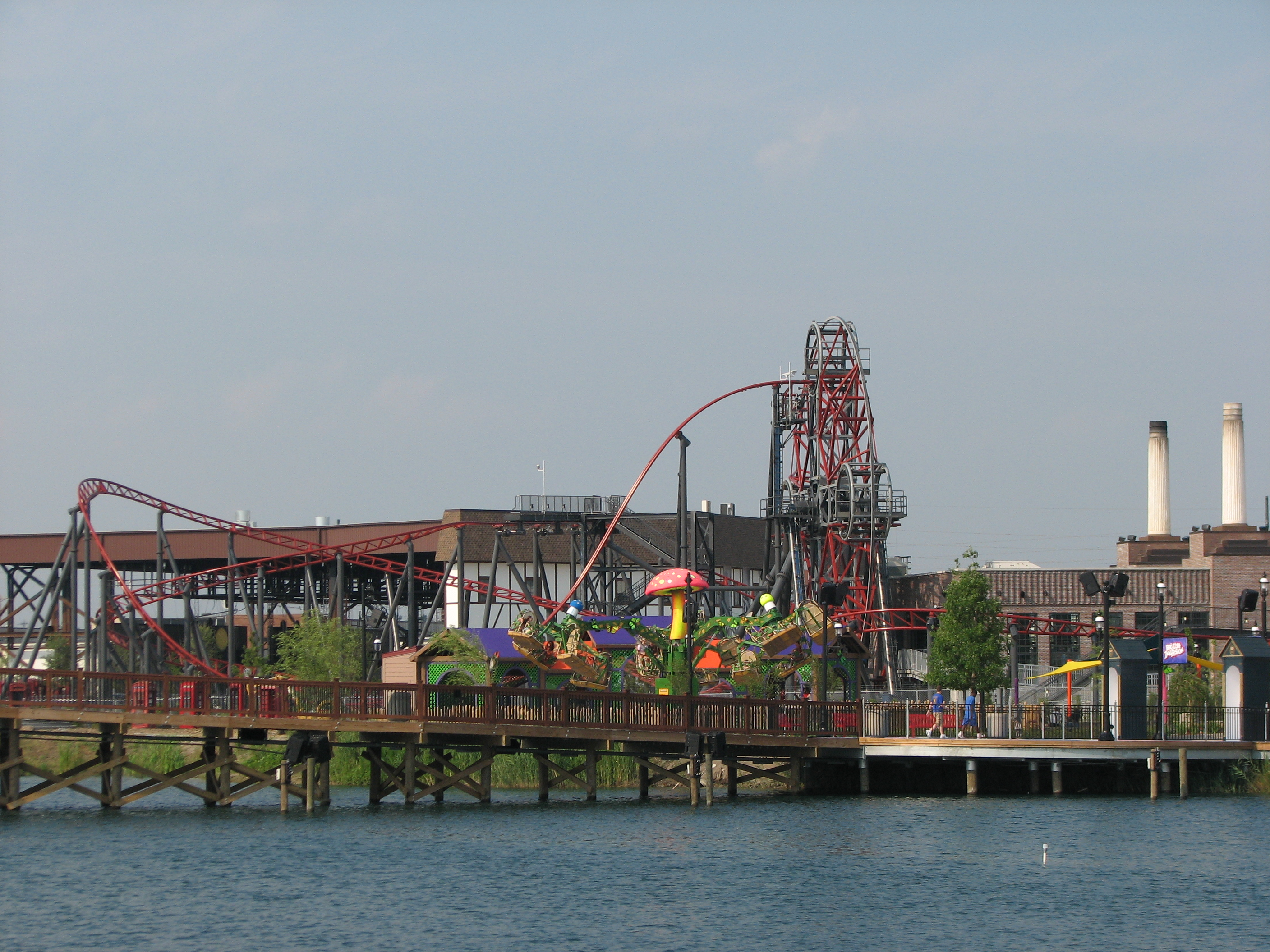
Maximum RPM! au Hard Rock Park
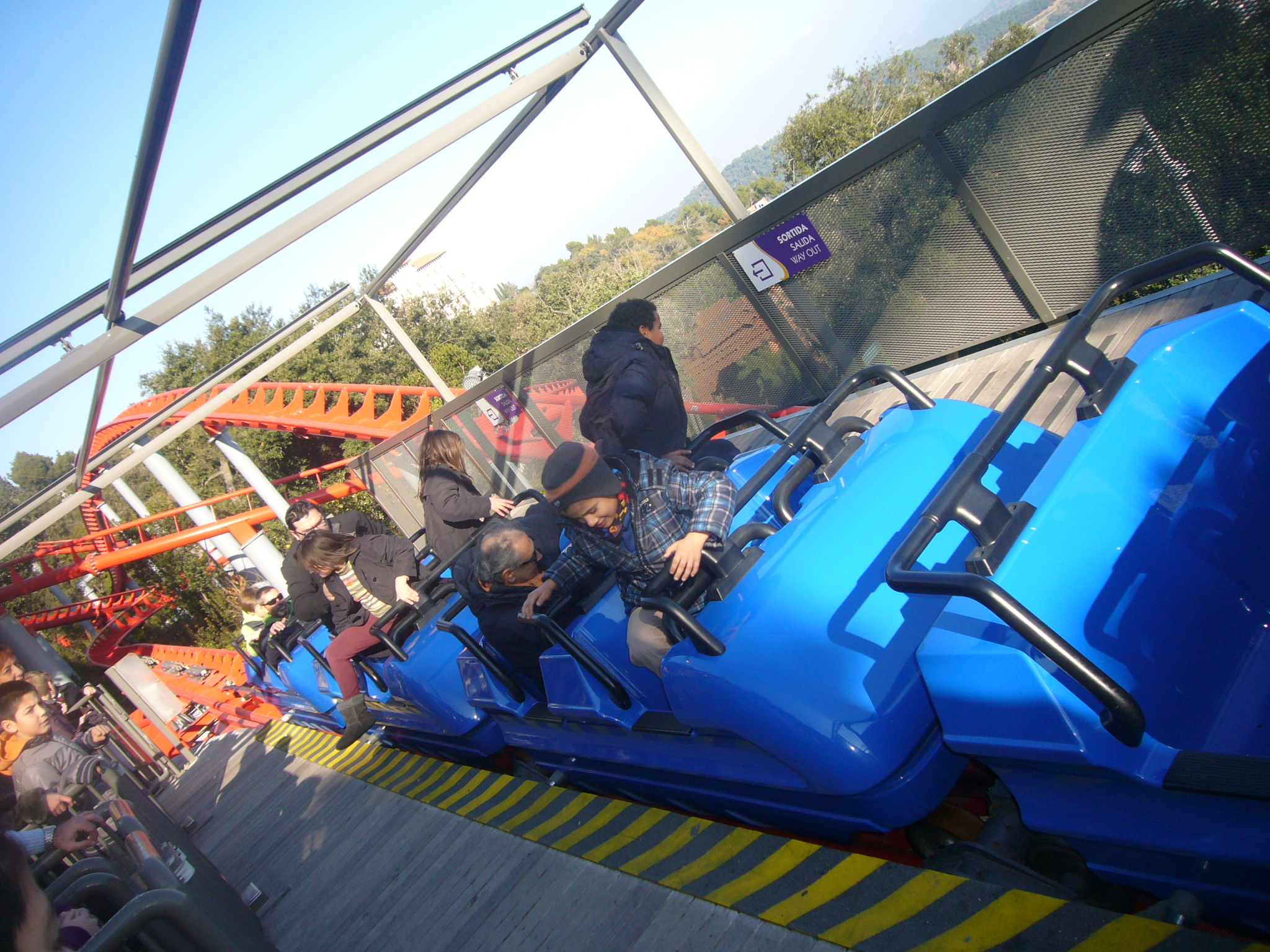
Muntanya Russa au parc de Tibidabo
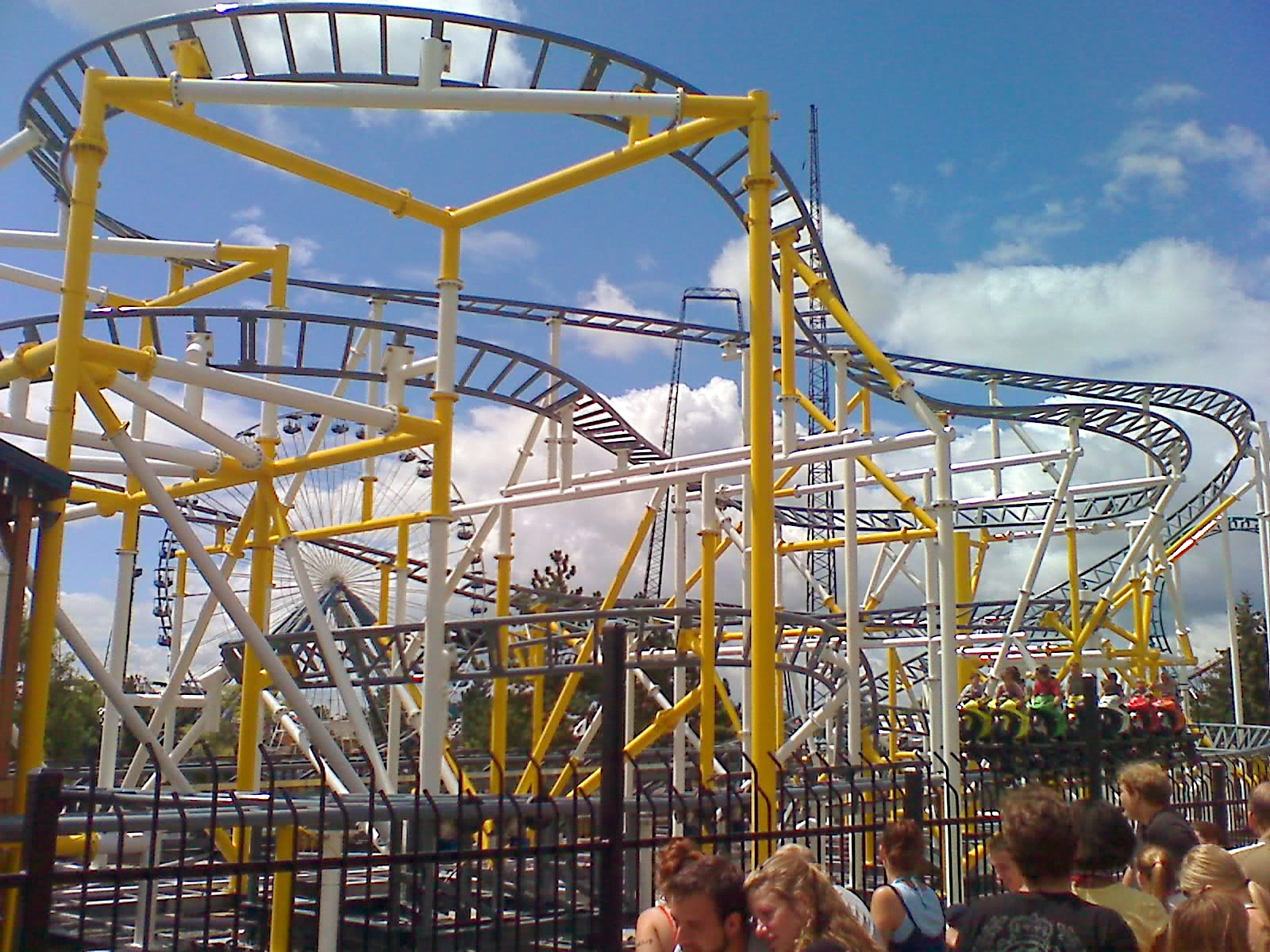
Orange County Choppers MotoCoaster à Darien Lake
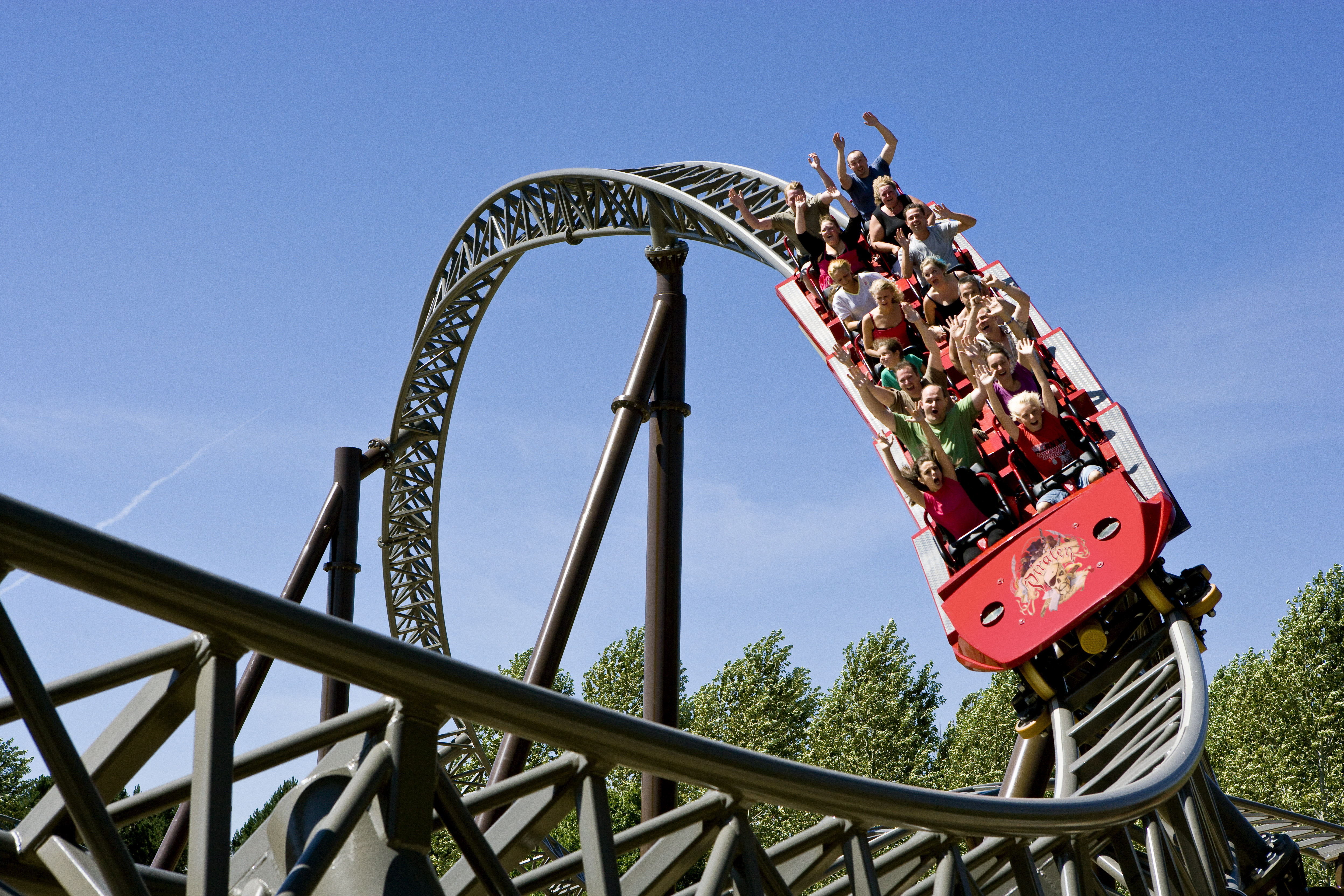
Piraten à Djurs Sommerland
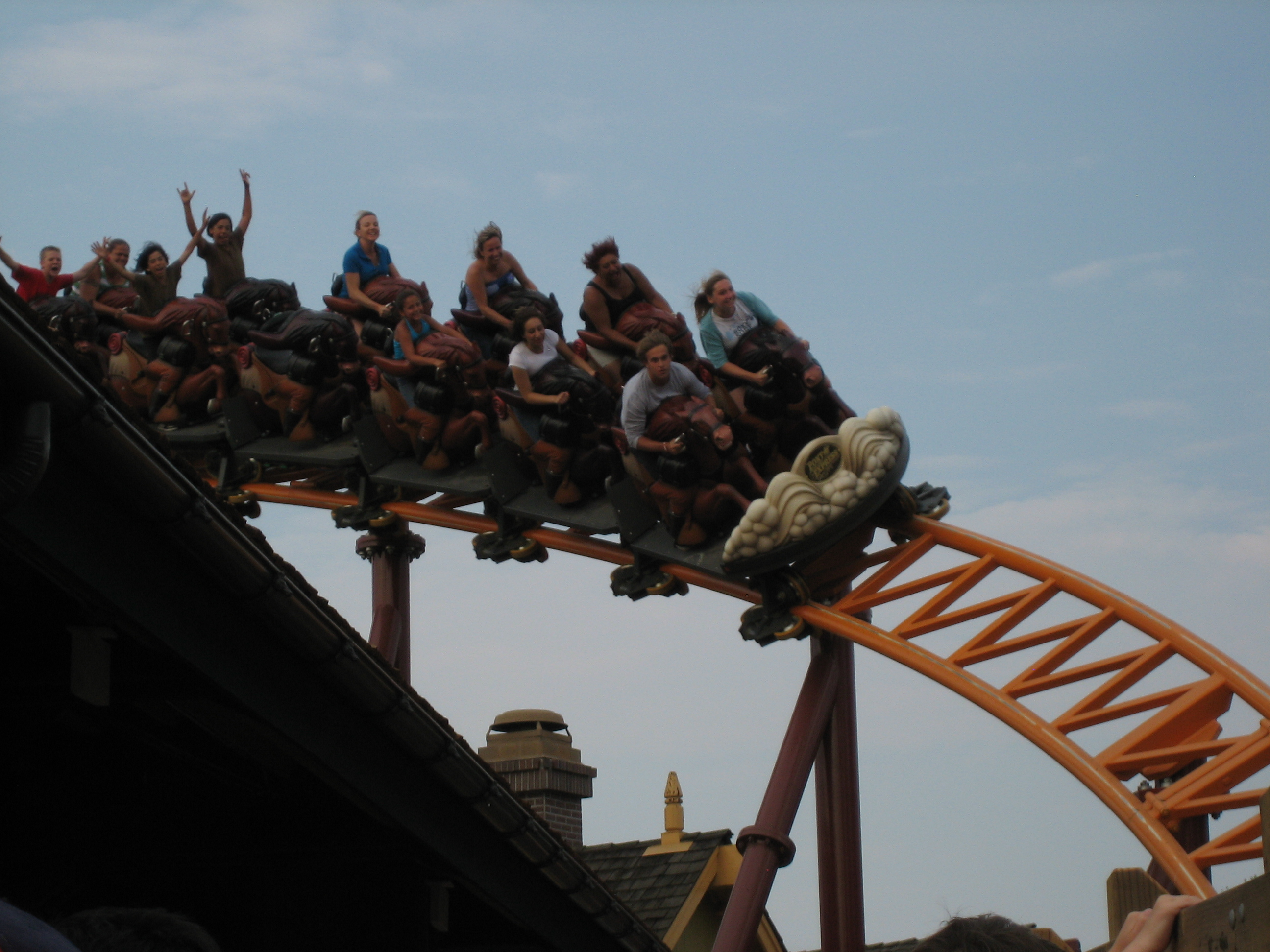
Pony Express à Knott's Berry Farm
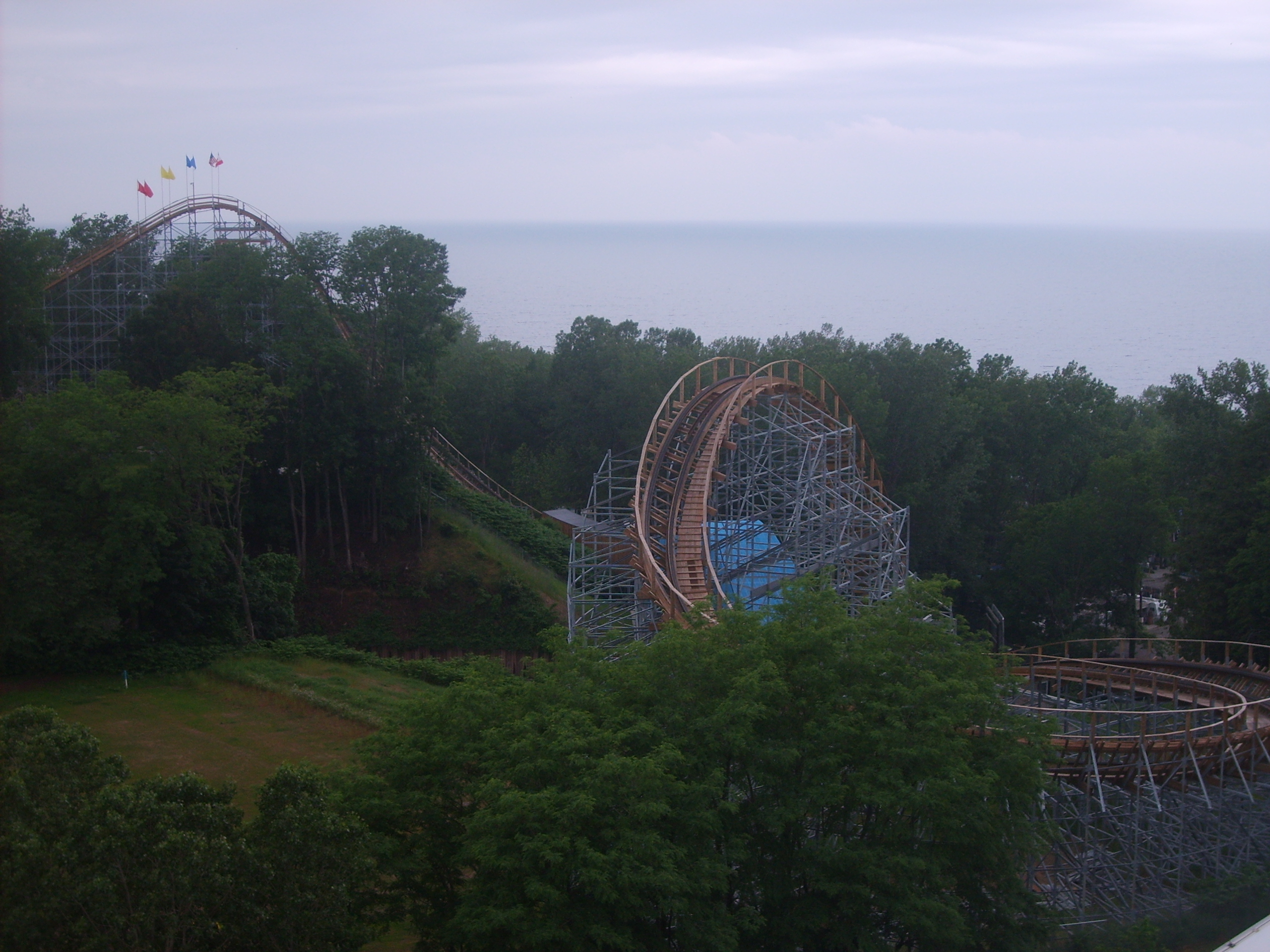
Ravine Flyer II à Waldameer Park
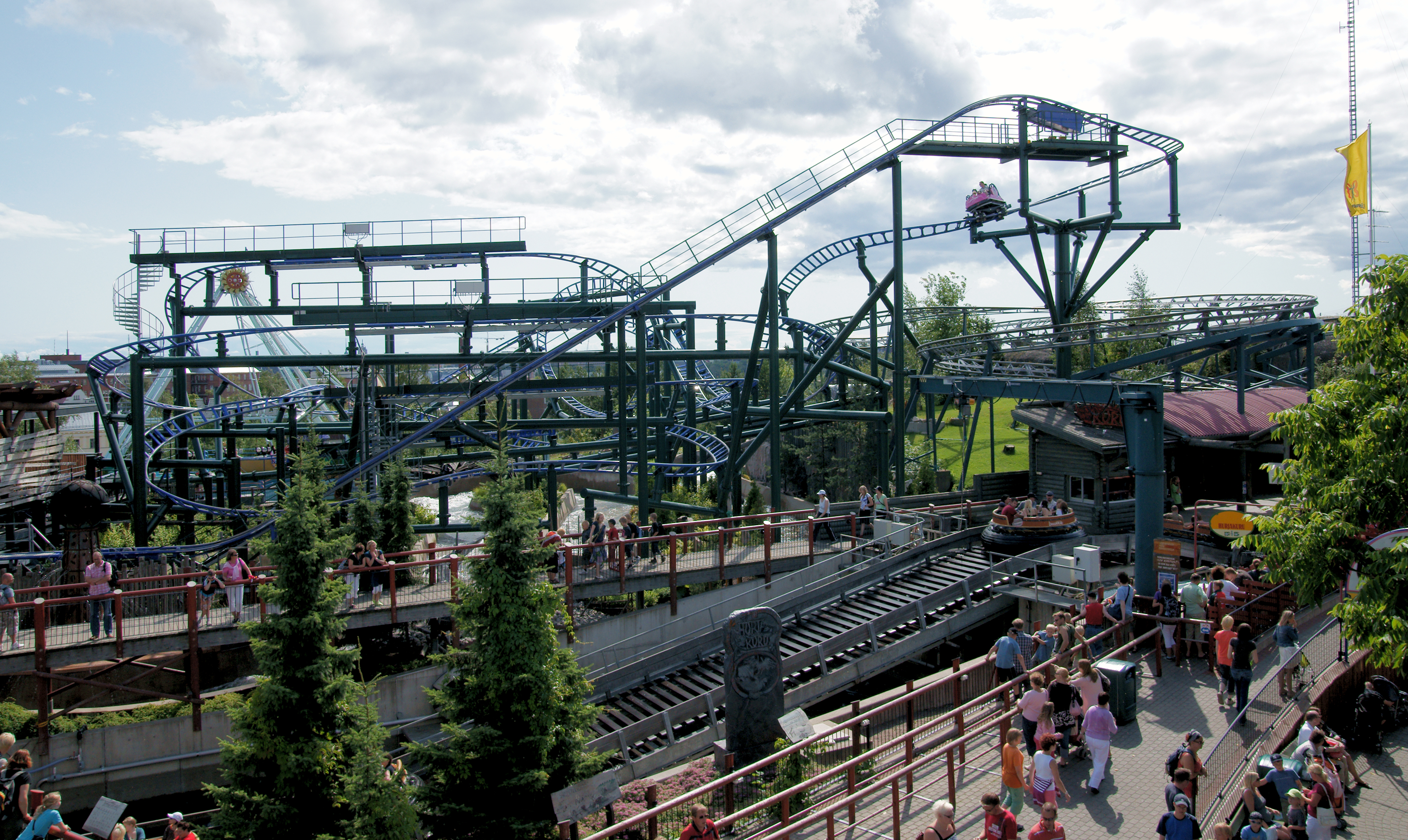
Salama à Linnanmäki
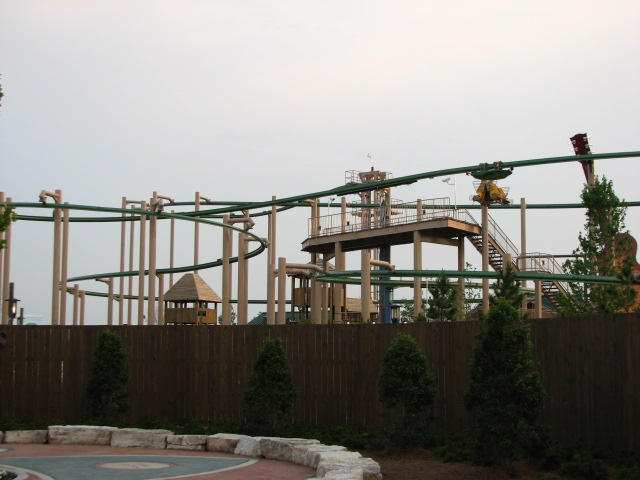
Slippery When Wet au Hard Rock Park
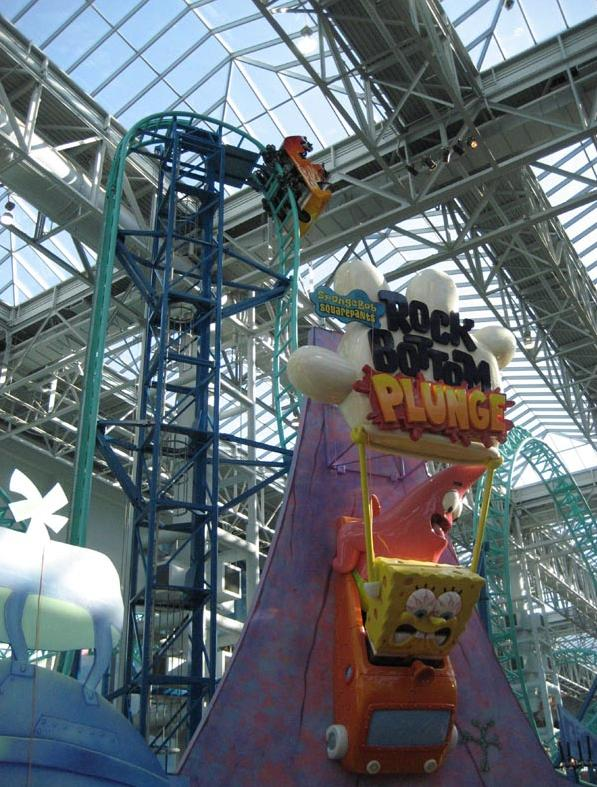
SpongeBob Squarepants Rock Bottom Plunge à Nickelodeon Universe
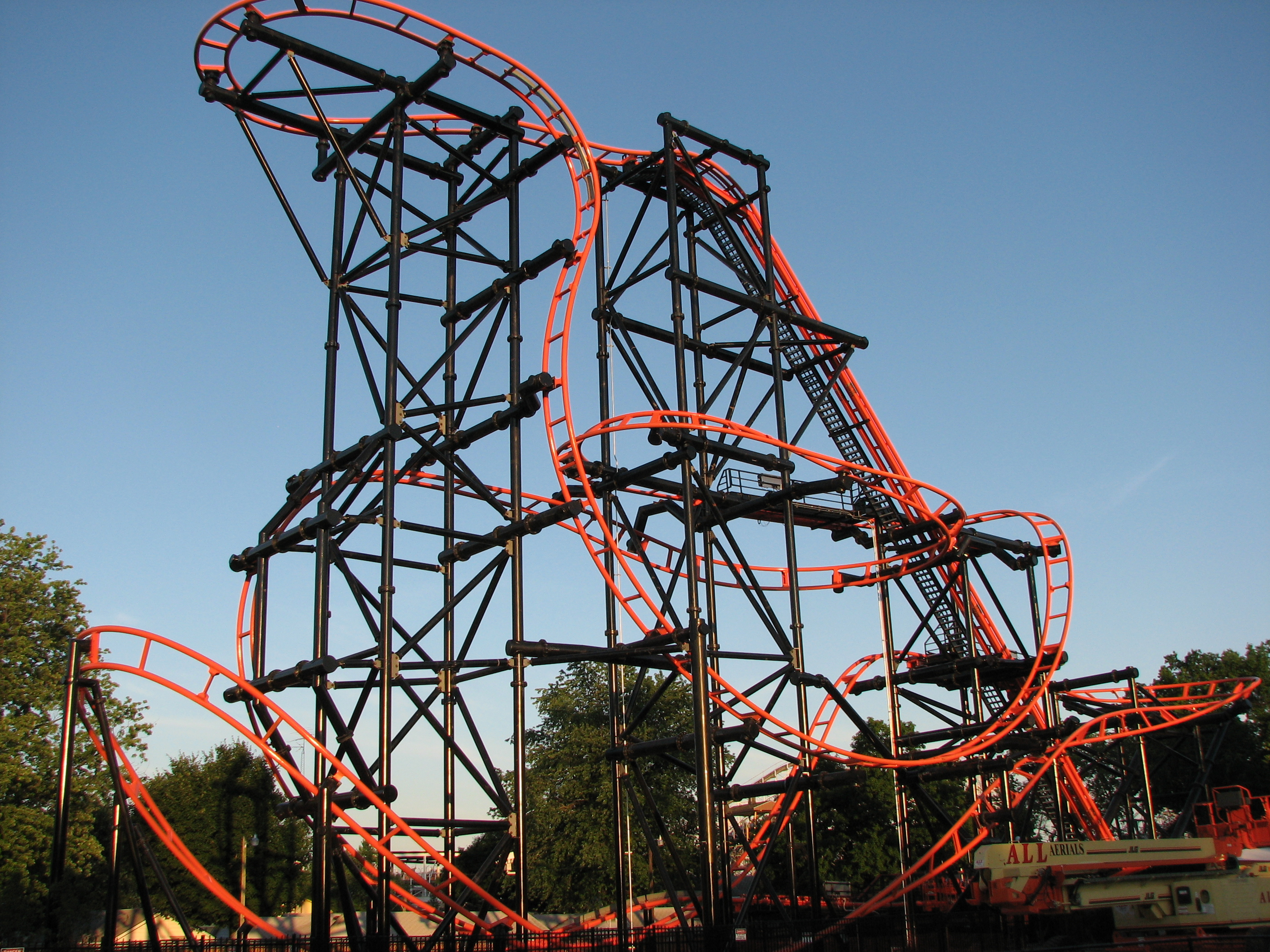
Steel Hawg à Indiana Beach
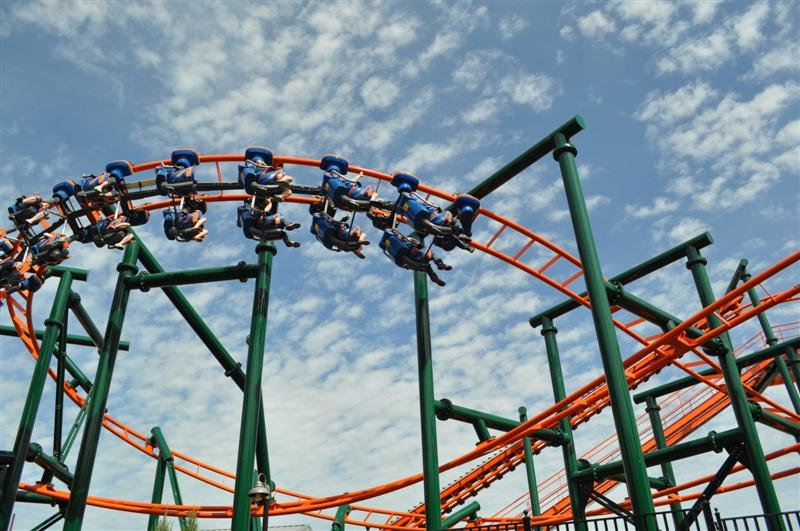
Steel Lasso à Frontier City
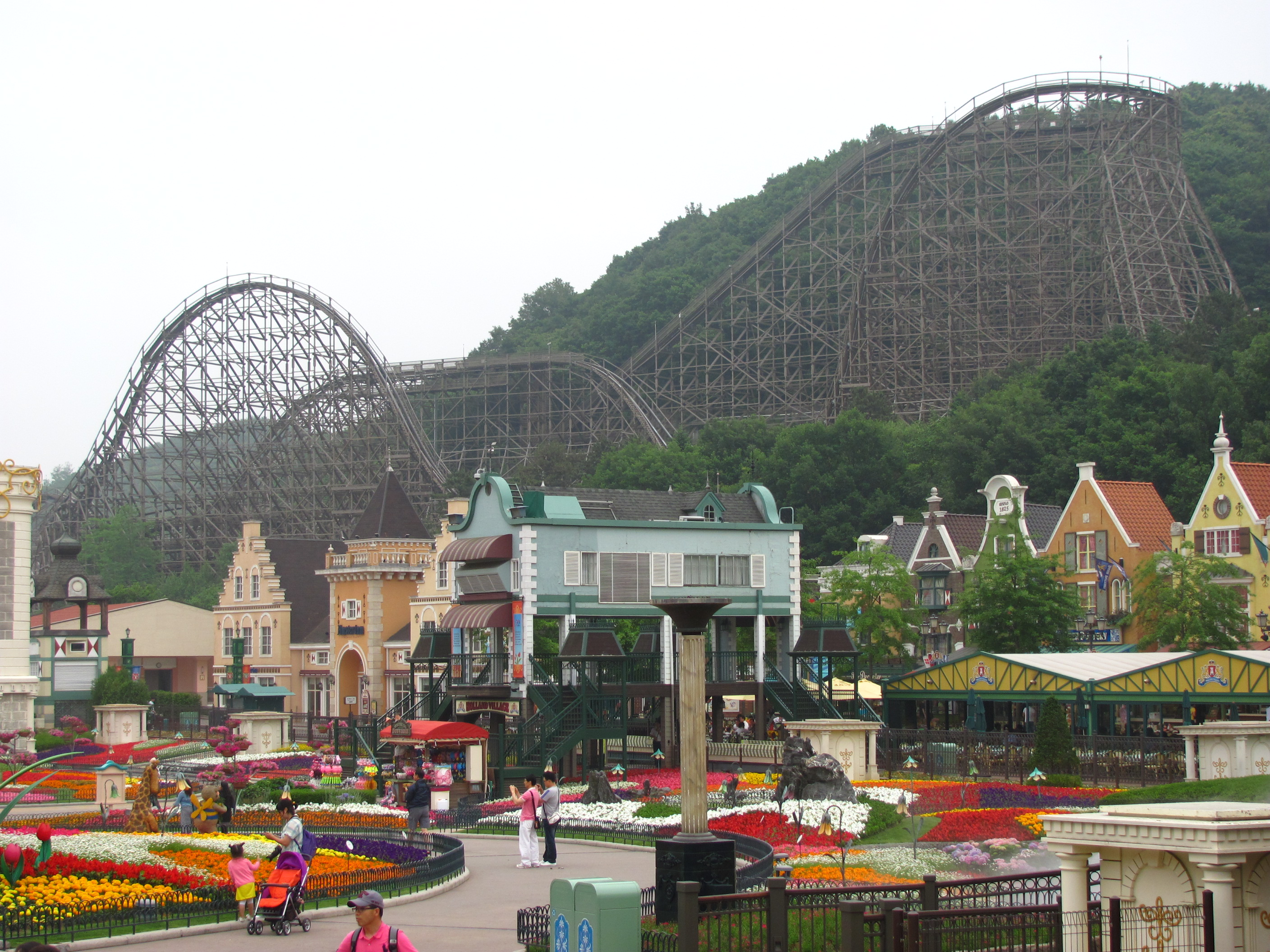
T Express à Everland Resort
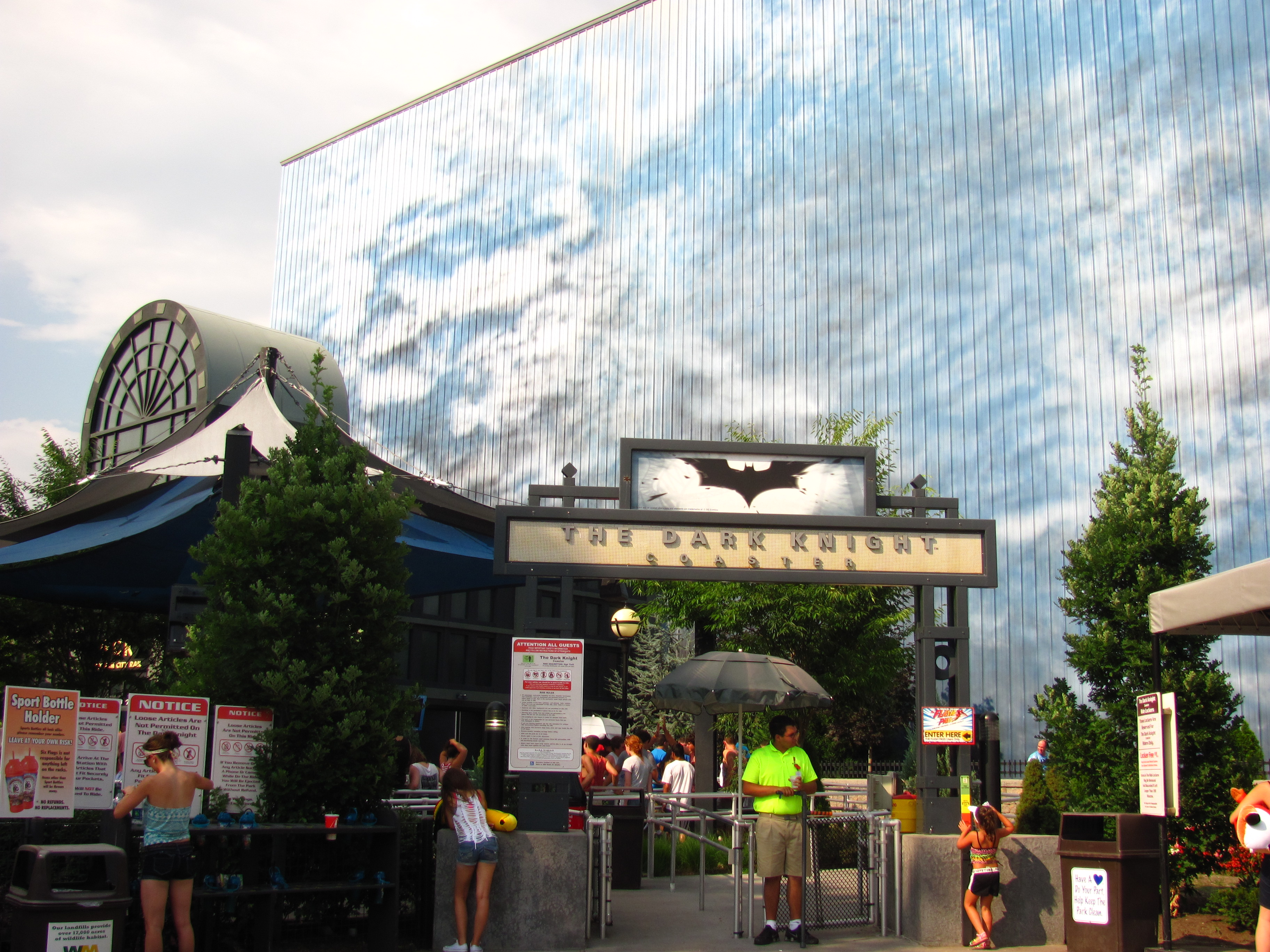
The Dark Knight à Six Flags Great Adventure
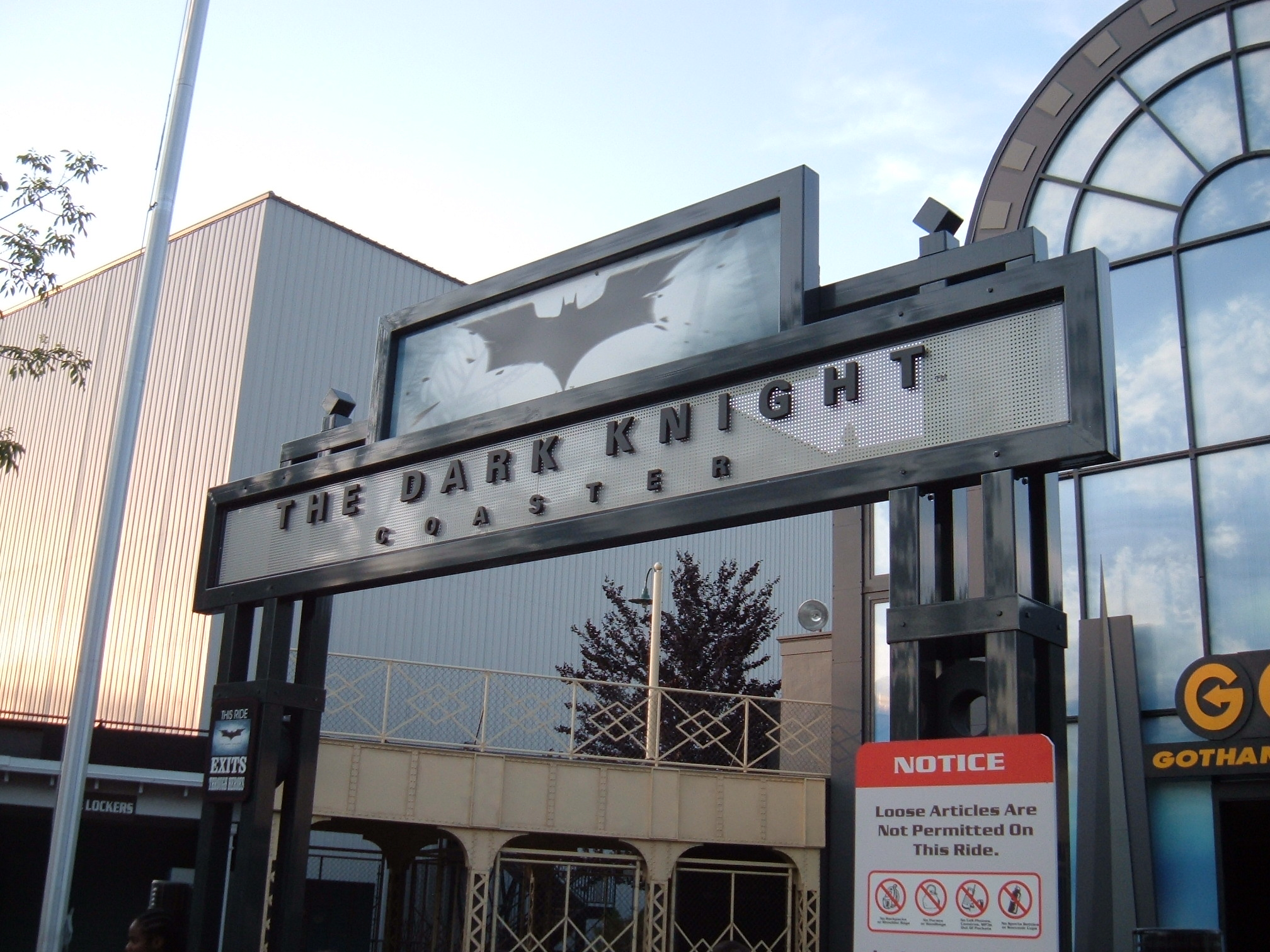
The Dark Knight à Six Flags Great America
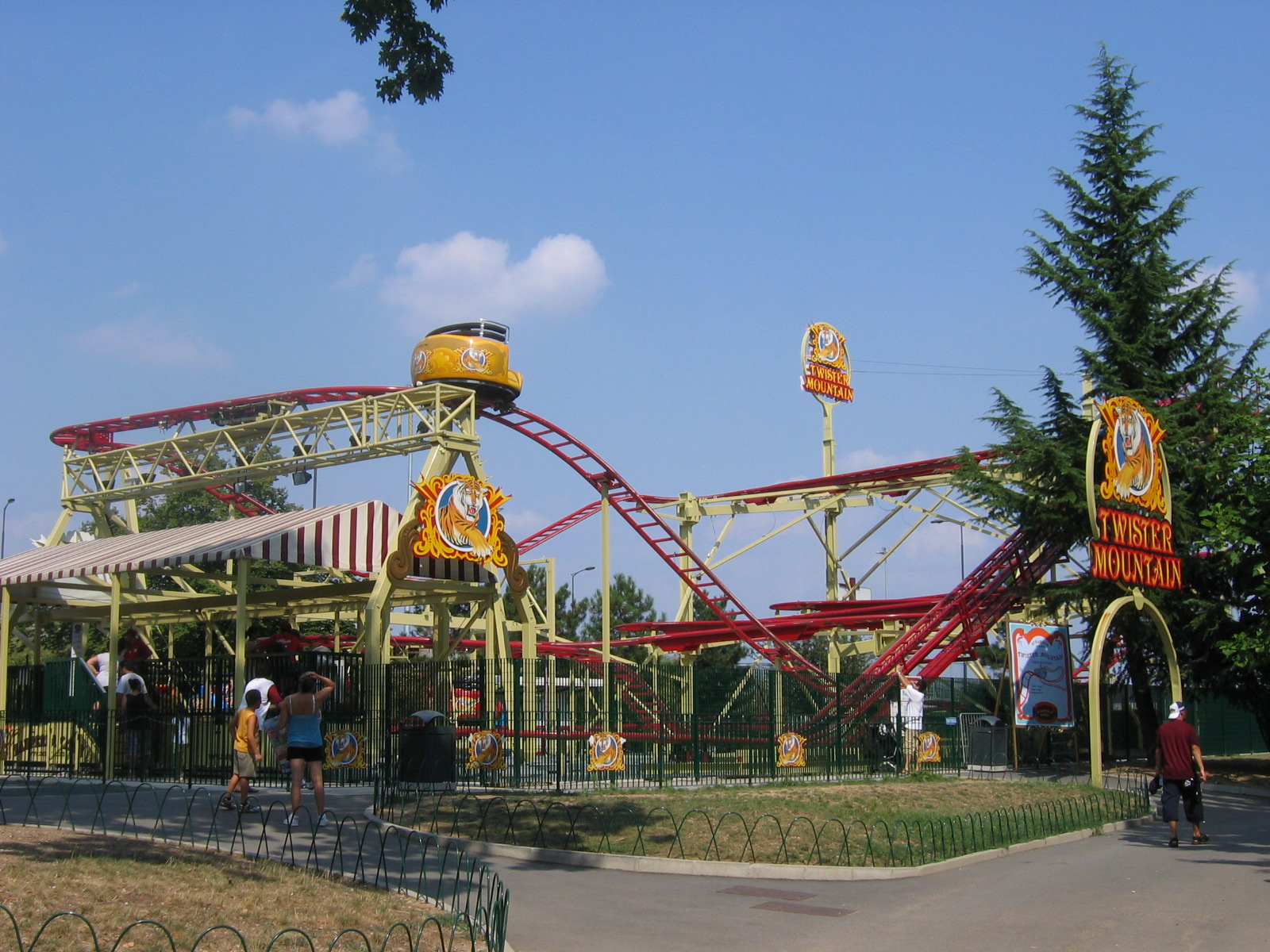
Twister Mountain à Minitalia Leolandia Park
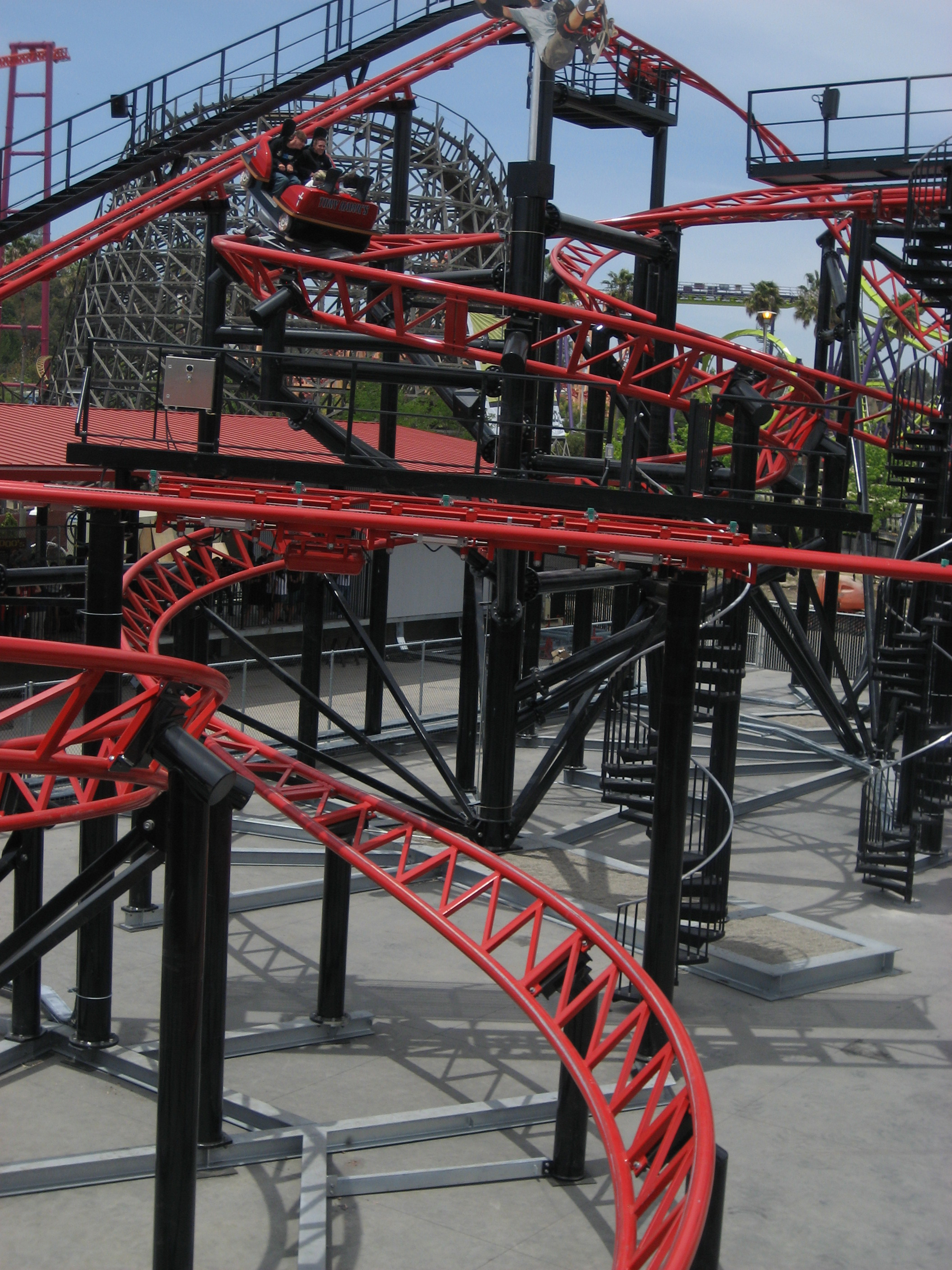
Tony Hawk's Big Spin à Six Flags Discovery Kingdom
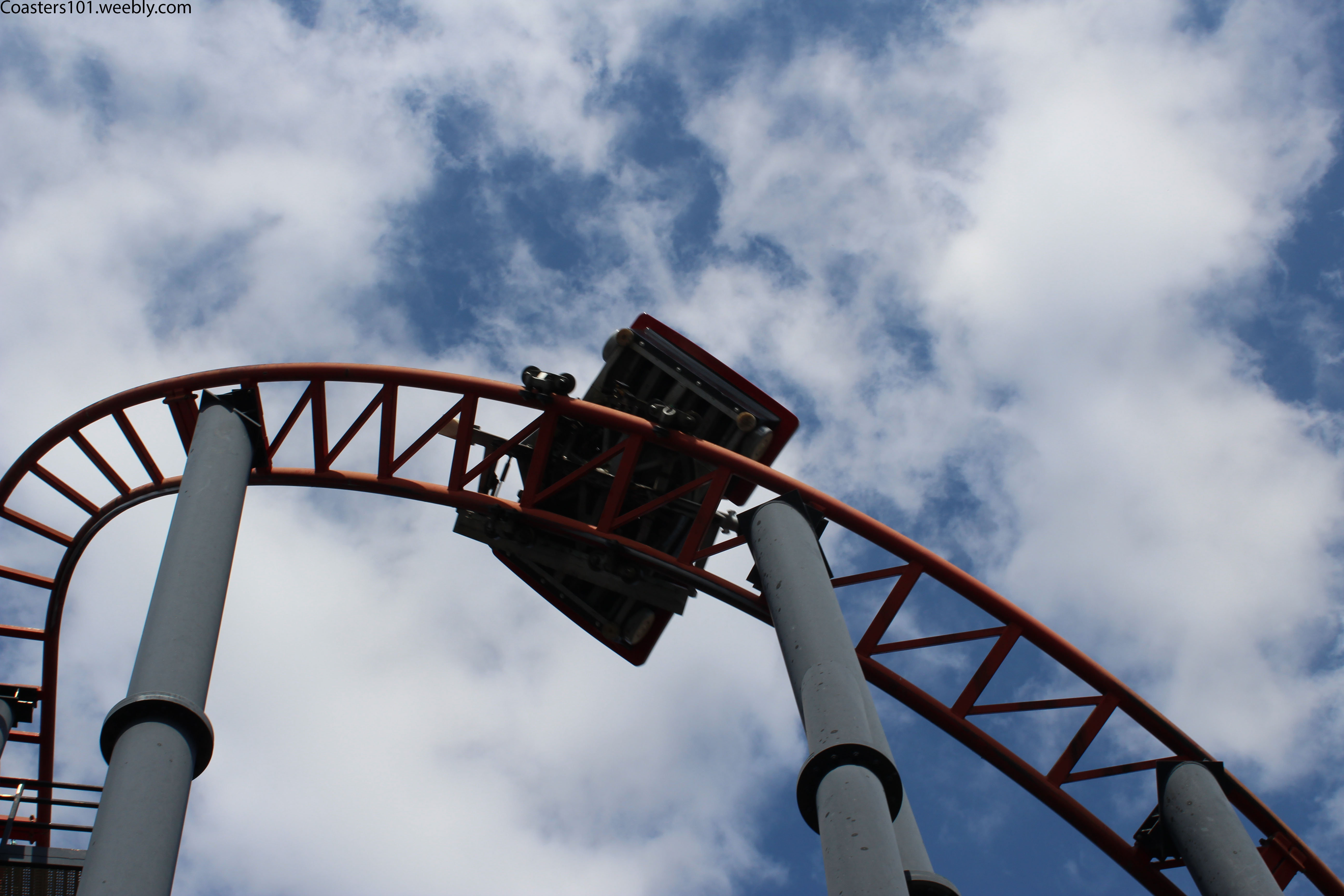
Tony Hawk's Big Spin à Six Flags Over Texas
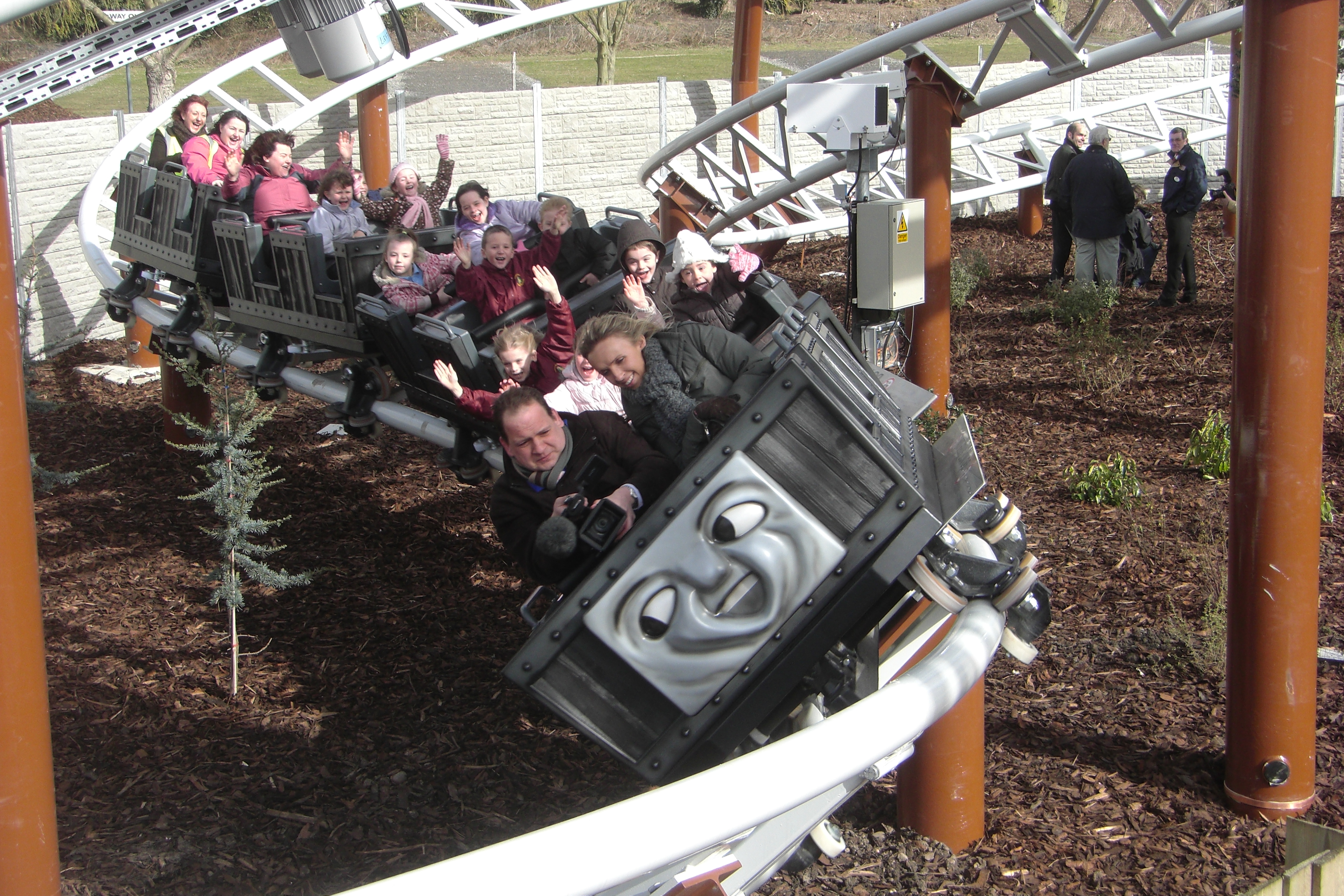
Troublesome Trucks Runaway Coaster à Drayton Manor

### Autres attractions
Ces listes sont non exhaustives.
| Nom                              | Type                                   | Constructeur                              | Parc                               | Pays        |
| -------------------------------- | -------------------------------------- | ----------------------------------------- | ---------------------------------- | ----------- |
| Avatar Air Glider                | Giant Sky Chaser                       | Zamperla                                  | Movie Park Germany                 | Allemagne   |
| Banana Battle                    | Splash Battle                          | Preston & Barbieri                        | Bobbejaanland                      | Belgique    |
| Battle Galleons                  | Splash Battle                          | Mack Rides                                | Alton Towers                       | Royaume-Uni |
| Capt'n Crazy                     | Kontiki                                | Zierer                                    | Fort Fun Abenteuerland             | Allemagne   |
| Challenge of Mondor              | Parcours scénique interactif           | ETF Ride Systems                          | Enchanted Forest                   | États-Unis  |
| Chevaux de bois                  | Carrousel                              | SBF Visa Group                            | Babyland-Amiland                   | France      |
| Crazy River                      | Rivière rapide en bouées               | Soquet                                    | Dennlys Parc                       | France      |
| Crazy Taxi                       | Tasses                                 | Zamperla                                  | Europa-Park                        | Allemagne   |
| Crazy Theatre                    | Cinémaction                            | Alterface                                 | Bakken                             | Danemark    |
| Desperados Sheriff Academy       | Cinémaction                            | Alterface                                 | Santa Cruz Beach Boardwalk         | États-Unis  |
| Diego Rescue Rider               | Jump Around                            | Zamperla                                  | Movie Park Germany                 | Allemagne   |
| Dora's Big River Adventure       | Bûches                                 | L&T Systems                               | Movie Park Germany                 | Allemagne   |
| Entenparade                      | Manège de canards                      | Metallbau Emmeln                          | Märchenpark Neusiedlersee          | Autriche    |
| Extremis: Drop Ride to Doom      | Tour de chute                          | ABC Engineering                           | Hamburg Dungeon (en)               | Allemagne   |
| FireFall                         | Top Spin                               | Huss Rides                                | California's Great America         | États-Unis  |
| Flight                           | Vertical Swing                         | Zamperla                                  | Martin's Fantasy Island            | États-Unis  |
| Flip Flop                        | Top Swing                              | Far Fabbri                                | Flamingo Land                      | Royaume-Uni |
| Flygande elefanterna             | Manège                                 | Zamperla                                  | Gröna Lund                         | Suède       |
| Fred Feuerstein’s Kanonenboote   | Splash Battle                          |                                           | Freizeitpark Plohn                 | Allemagne   |
| Ghostblasters                    | Parcours scénique interactif           | Sally Corporation                         | Elitch Gardens                     | États-Unis  |
| Ghostwood Estate                 | Parcours scénique interactif           | ETF Ride Systems                          | Kennywood                          | États-Unis  |
| Grand Circus Menagerie           | Carrousel                              |                                           | Martin's Fantasy Island            | États-Unis  |
| Grande roue                      | Grande roue                            | Nauta Bussink                             | Walygator Parc                     | France      |
| Heave Ho                         | Rockin' Tug                            | Zamperla                                  | Alton Towers                       | Royaume-Uni |
| It's a Small World               | Barque scénique                        | Walt Disney Imagineering                  | Hong Kong Disneyland               | États-Unis  |
| Jungle River Falls               | Bûches                                 | Hafema                                    | Columbus Zoo and Aquarium          | États-Unis  |
| Labyrinthe                       | Labyrinthe                             | Plopsa                                    | Plopsa Coo                         | Belgique    |
| La Chevauchée                    | Carrousel                              | Bertazzon                                 | Fraispertuis-City                  | France      |
| La Ferme d'Antonin               | Balade en tracteurs                    |                                           | Nigloland                          | France      |
| La Tour mystérieuse              | Jumping Star                           | Zamperla                                  | Le Pal                             | France      |
| Le Cactus                        | Shoot, tilt & drop tower               | Bear Rides                                | Fraispertuis-City                  | France      |
| Le Défi de César                 | Mad House                              | Mack Rides                                | Parc Astérix                       | France      |
| Les Animaux du Futur             | Parcours scénique en réalité augmentée | Total Immersion / X-Largo                 | Futuroscope                        | France      |
| Les Ballons d’Orient             | Samba Balloons                         | Zamperla                                  | Le Pal                             | France      |
| Les Bateaux                      | Bûches junior                          |                                           | Les Poussins, Parc de la Citadelle | France      |
| Les Montgolfières                | Samba Tower                            | Zamperla                                  | Jacquou Parc                       | France      |
| Les petits lapins                | Chevaux galopants                      | Metallbau Emmeln                          | Plopsa Coo                         | Belgique    |
| Les vélos volants                | Magic Bikes                            | Zamperla                                  | Plopsa Coo                         | Belgique    |
| London Bus                       | Crazy Bus                              | Zamperla                                  | Europa-Park                        | Allemagne   |
| Longboat Invade                  | Rockin' Tug                            | Zamperla                                  | Legoland Windsor                   | Royaume-Uni |
| Longchamps                       | Chevaux galopants                      | Soquet                                    | Walygator Parc                     | France      |
| Lost Kingdom Adventure           | Parcours scénique interactif           | Sally Corporation                         | Legoland California                | États-Unis  |
| Lyktan                           | Tour de chute junior                   | Zierer                                    | Gröna Lund                         | Suède       |
| Magic Bike                       | Magic Bikes                            | Zamperla                                  | Plopsaland De Panne                | Belgique    |
| Mega Mindy jetski                | Manège de jet skis                     | Zierer                                    | Plopsaland De Panne                | Belgique    |
| Meli-Melo                        | Carrousel                              | SBF Visa Group                            | Babyland-Amiland                   | France      |
| Nights In White Satin - The Trip | Parcours scénique                      | ETF Ride Systems et Sally Corporation     | Hard Rock Park                     | États-Unis  |
| OdySea                           | Carrousel                              | Zierer                                    | Lagoon                             | États-Unis  |
| Old Oil Well                     | Suspended Twin Hammer                  | Intamin                                   | Leofoo Village Theme Park          | Taïwan      |
| Oldtimerfahrt                    | Parcours de voitures                   | Ihle                                      | CentrO.Park                        | Allemagne   |
| Petits pilotes                   | Manège avion                           | SBF Visa Group                            | Babyland-Amiland                   | France      |
| Pirate Shore                     | Splash Battle                          | Mack Rides                                | Legoland Billund                   | Danemark    |
| Polyp                            | Pieuvre                                | Anton Schwarzkopf                         | Walygator Parc                     | France      |
| Quick Draw                       | Parcours scénique interactif           | Sally Dark Rides                          | Frontier City                      | États-Unis  |
| Rapid River                      | Rivière rapide en bouées               | Far Fabbri                                | Zoosafari Fasanolandia             | Italie      |
| Reset: Anno Zero                 | Parcours scénique interactif           | Mack Rides / Art Project                  | Mirabilandia                       | Italie      |
| River Battle                     | Splash Battle                          | Mack Rides                                | Dollywood                          | États-Unis  |
| Roaring Falls                    | Shoot the Chute                        | Hopkins Rides                             | Celebration City                   | États-Unis  |
| Römerturm                        | Paratower                              | ABC Engineering                           | Märchenpark Neusiedlersee          | Autriche    |
| Ruée vers l'or                   | Typhoon                                | Zierer                                    | La Mer de sable                    | France      |
| Screamie                         | Tour de chute                          | Zierer                                    | Heide Park                         | Allemagne   |
| Screamin' Swing                  | Screamin' Swing                        | S&S Worldwide                             | Fun Spot                           | États-Unis  |
| Sea Swings                       | Chaises volantes                       | Bertazzon                                 | Santa Cruz Beach Boardwalk         | États-Unis  |
| Shrek 4-D                        | Cinéma 4-D                             |                                           | Movie Park Germany                 | Allemagne   |
| Singapore Flyer                  | Grande roue                            |                                           | Singapour                          | Singapour   |
| Sky Swinger                      | Chaises volantes                       | Zierer                                    | Paulton's Park                     | Royaume-Uni |
| Sky Tower                        | Tour de chute                          | Moser's Rides                             | Parc du Bocasse                    | France      |
| Spanische Glocke                 | Bell                                   | Funtime                                   | Hansa-Park                         | Allemagne   |
| Splash Battle Islands Adventure  | Splash Battle                          | ABC Engineering                           | Oltremare                          | Italie      |
| Splat-O-Sphere                   | Manège avion                           | Chance Morgan                             | Movie Park Germany                 | Allemagne   |
| Star Sprangled Carousel          | Carrousel                              | Hershell                                  | Holiday World                      | États-Unis  |
| Stitch Live                      | Spectacle interactif                   |                                           | Parc Walt Disney Studios           | France      |
| Tekopparna                       | Tasses                                 | Mack Rides                                | Gröna Lund                         | Suède       |
| The Lightwater Wheel             | Grande roue                            | Technical Park                            | Lightwater Valley                  | Royaume-Uni |
| The Simpsons Ride                | Simulateur                             | Intamin                                   | Universal Studios Florida          | États-Unis  |
| The Simpsons Ride                | Simulateur                             | Intamin                                   | Universal Studios Hollywood        | États-Unis  |
| Tifòn                            | Disk'O Coaster                         | Zamperla                                  | Parque de Atracciones de Madrid    | Espagne     |
| Top Spin                         | Top Spin                               | Huss Rides                                | Prater de Vienne                   | Autriche    |
| Toverhuis                        | Walkthrough interactif                 |                                           | Toverland                          | Pays-Bas    |
| Toy Story Mania                  | Parcours scénique interactif           | Walt Disney Imagineering/ETF Ride Systems | Disney California Adventure        | États-Unis  |
| Toy Story Mania                  | Parcours scénique interactif           | Walt Disney Imagineering/ETF Ride Systems | Disney's Hollywood Studios         | États-Unis  |
| Turbo                            | Screamin' Swing                        | S&S Worldwide                             | Prater de Vienne                   | Autriche    |
| Turtle Talk with Crush           | Spectacle interactif                   | Walt Disney Imagineering                  | Hong Kong Disneyland               | Chine       |
| Vandkanonen                      | Splash Battle                          | Preston & Barbieri                        | Bakken                             | Danemark    |
| Vertical Swing                   | Vertical Swing                         | Zamperla                                  | Kernie's Familienpark              | Allemagne   |
| Vienna Airlines                  | Simulateur 4-D                         |                                           | Prater de Vienne                   | Autriche    |
| Western Riesenrad                | Grande roue                            | Zierer                                    | Heide Park                         | Allemagne   |
| Youpi Devenu Be bop en 2011.     | Tour de chute junior                   | Zamperla                                  | Walibi Rhône-Alpes                 | France      |

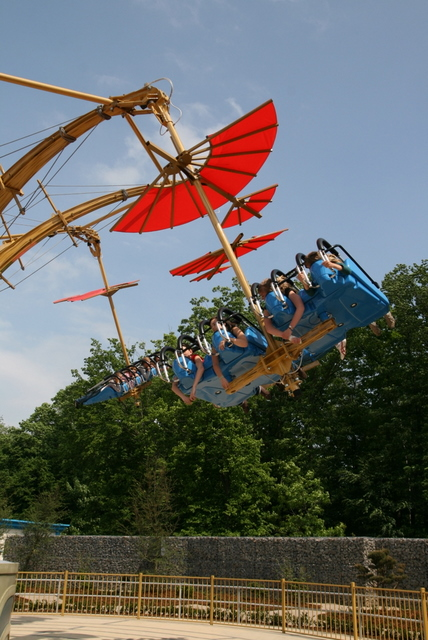
Avatar Air Glider à Movie Park Germany
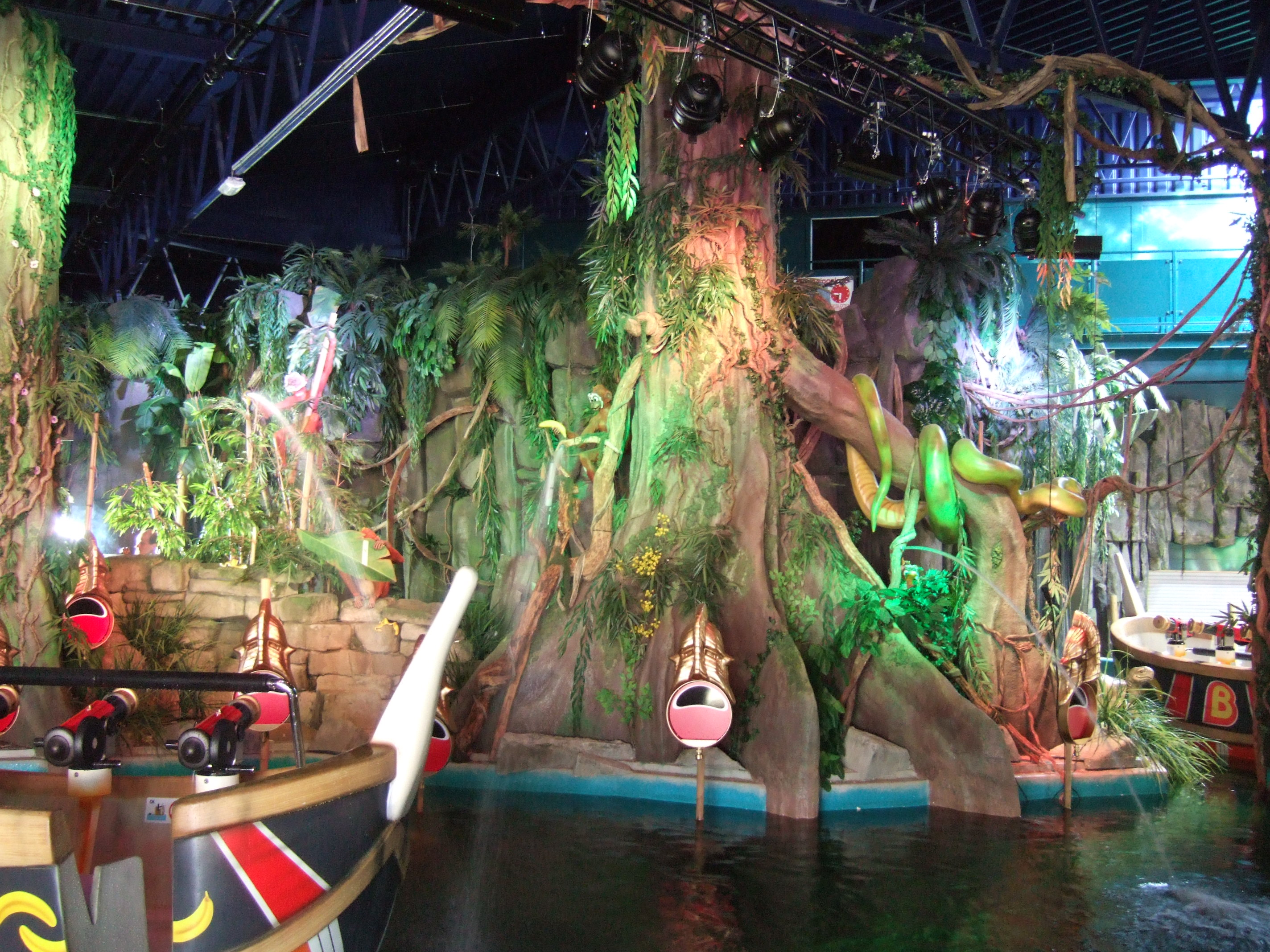
Banana Battle à Bobbejaanland
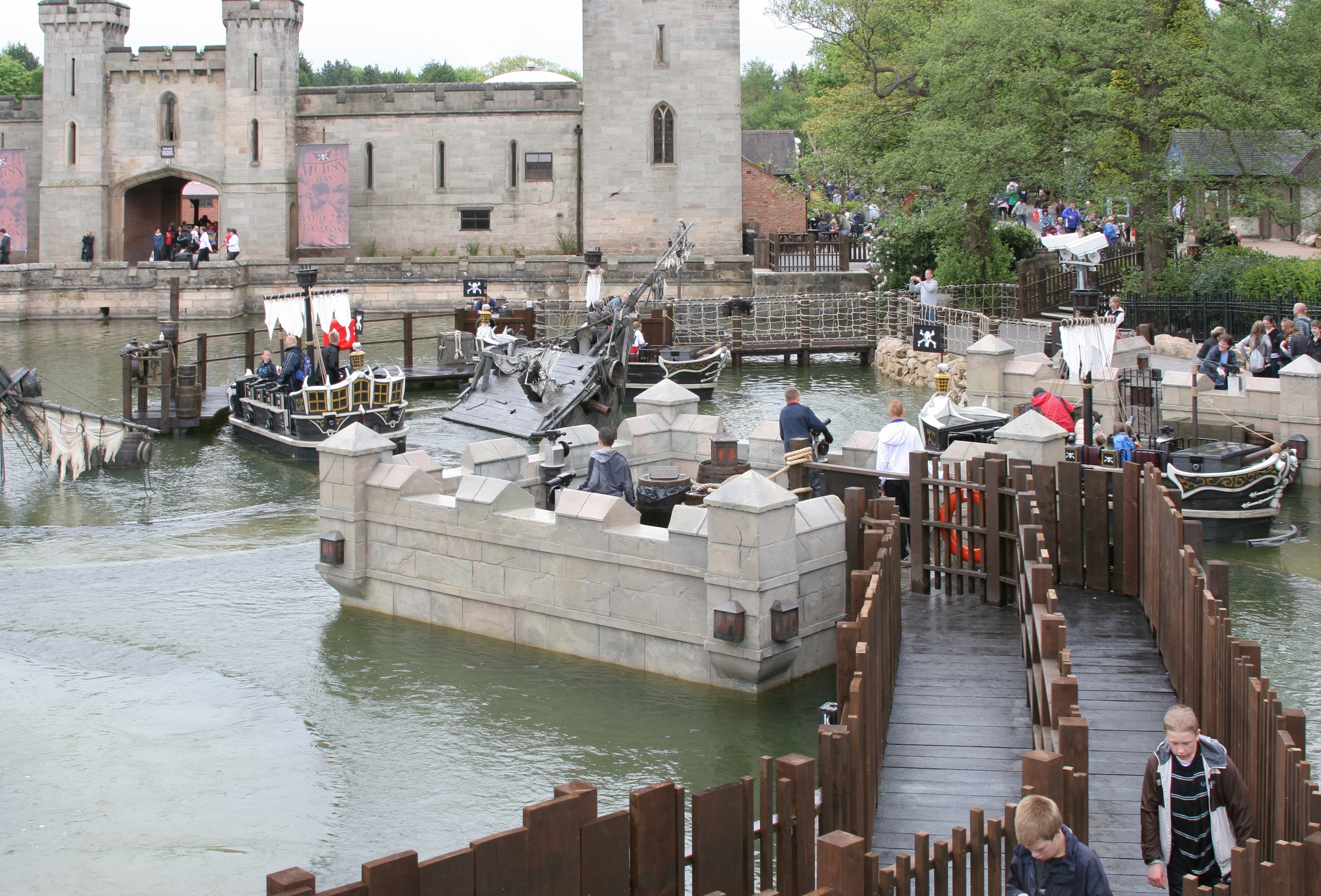
Battle Galleons à Alton Towers
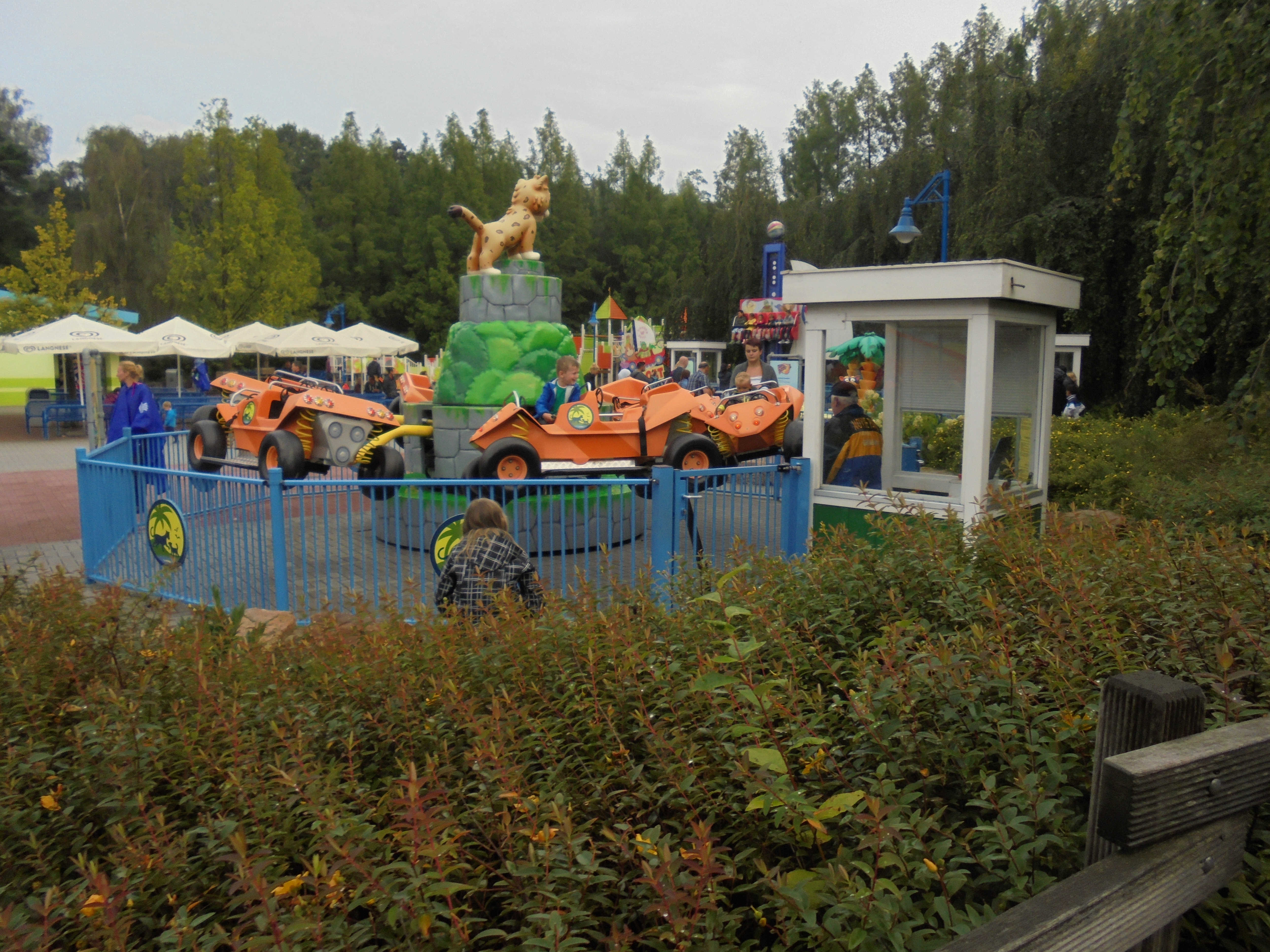
Diego Rescue Rider à Movie Park Germany
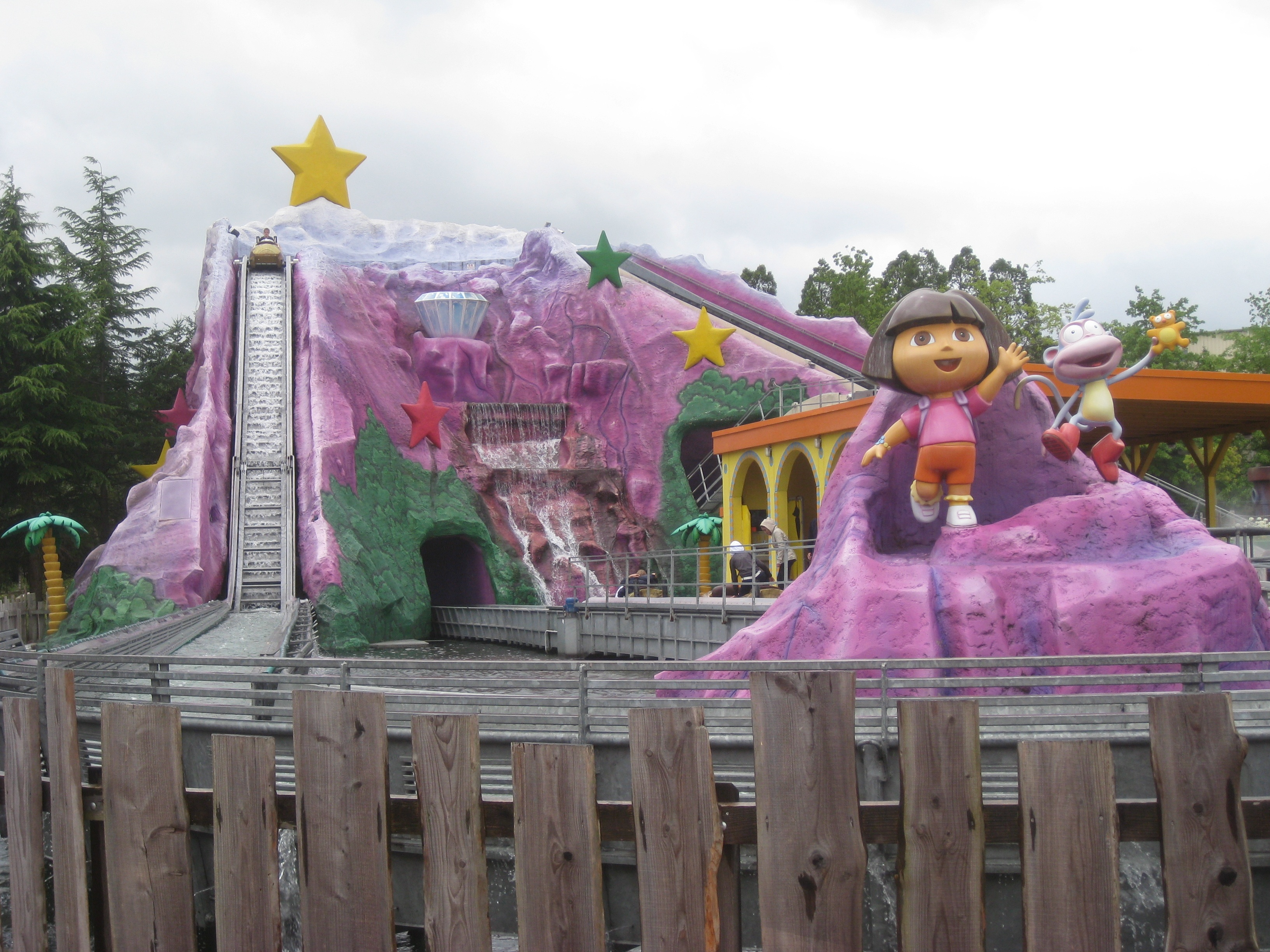
Dora's Big River Adventure à Movie Park Germany
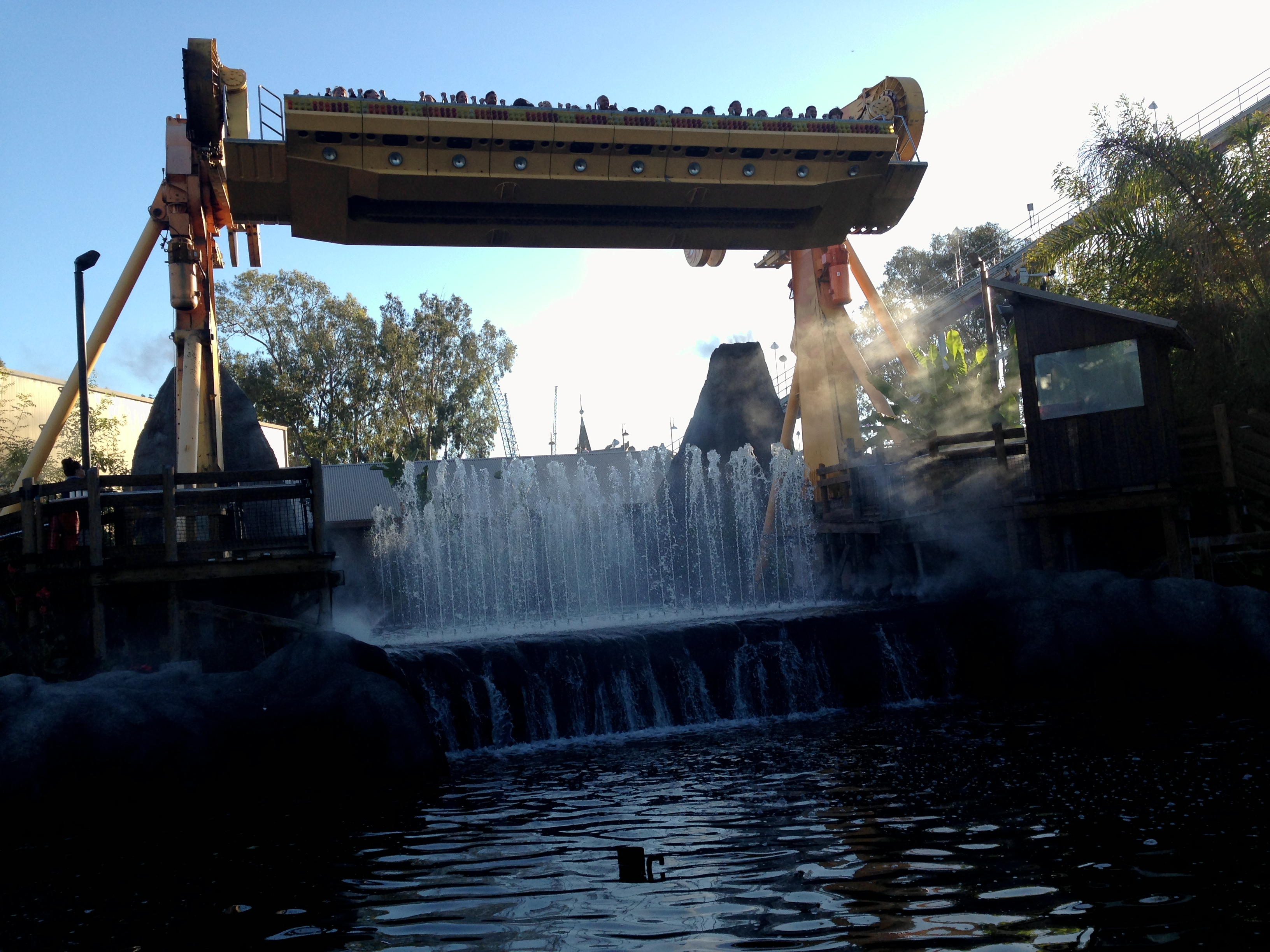
Firefall à California's Great America
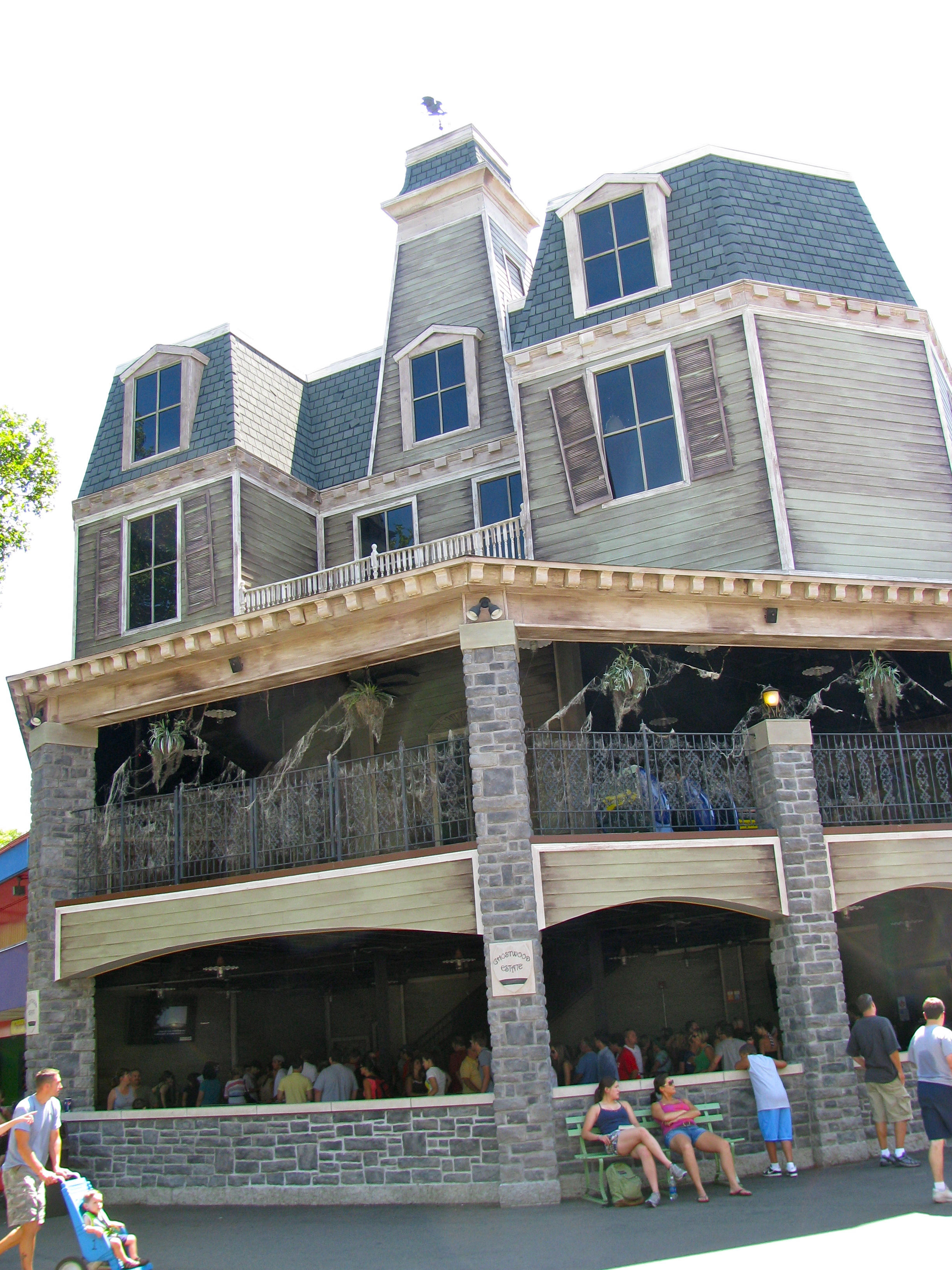
Ghostwood Estate à Kennywood
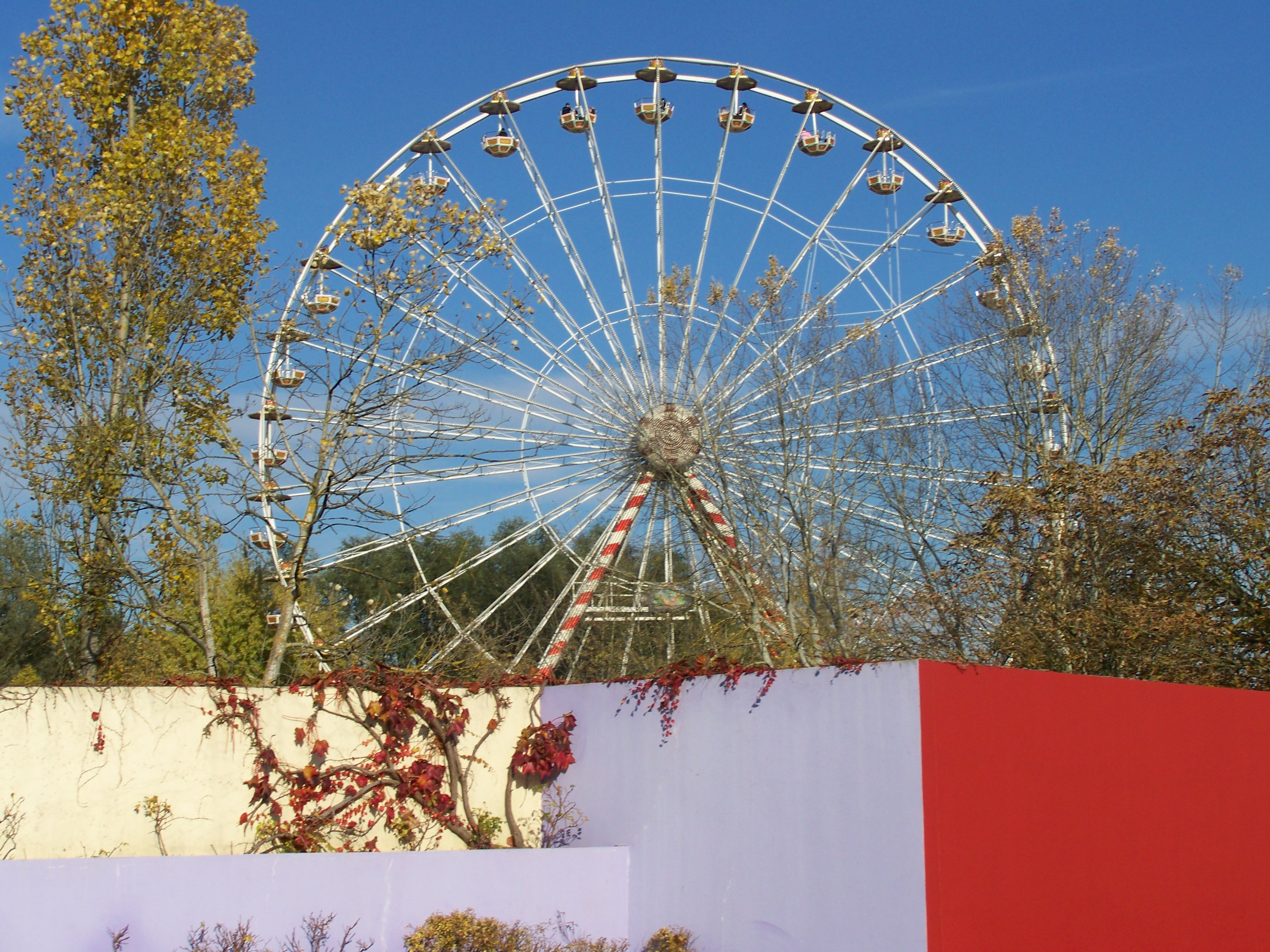
La Grande roue à Walygator Parc
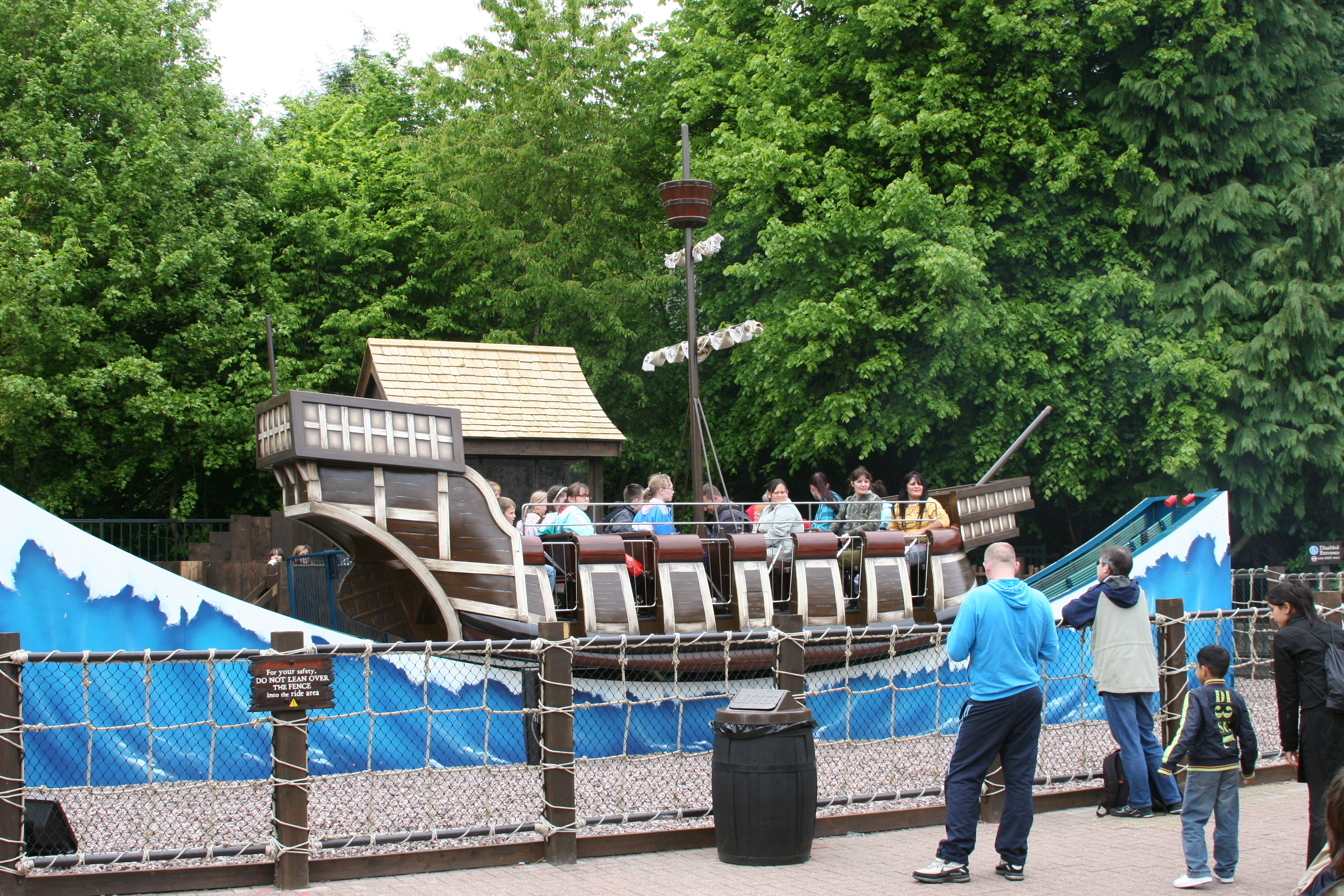
Heave Ho à Alton Towers
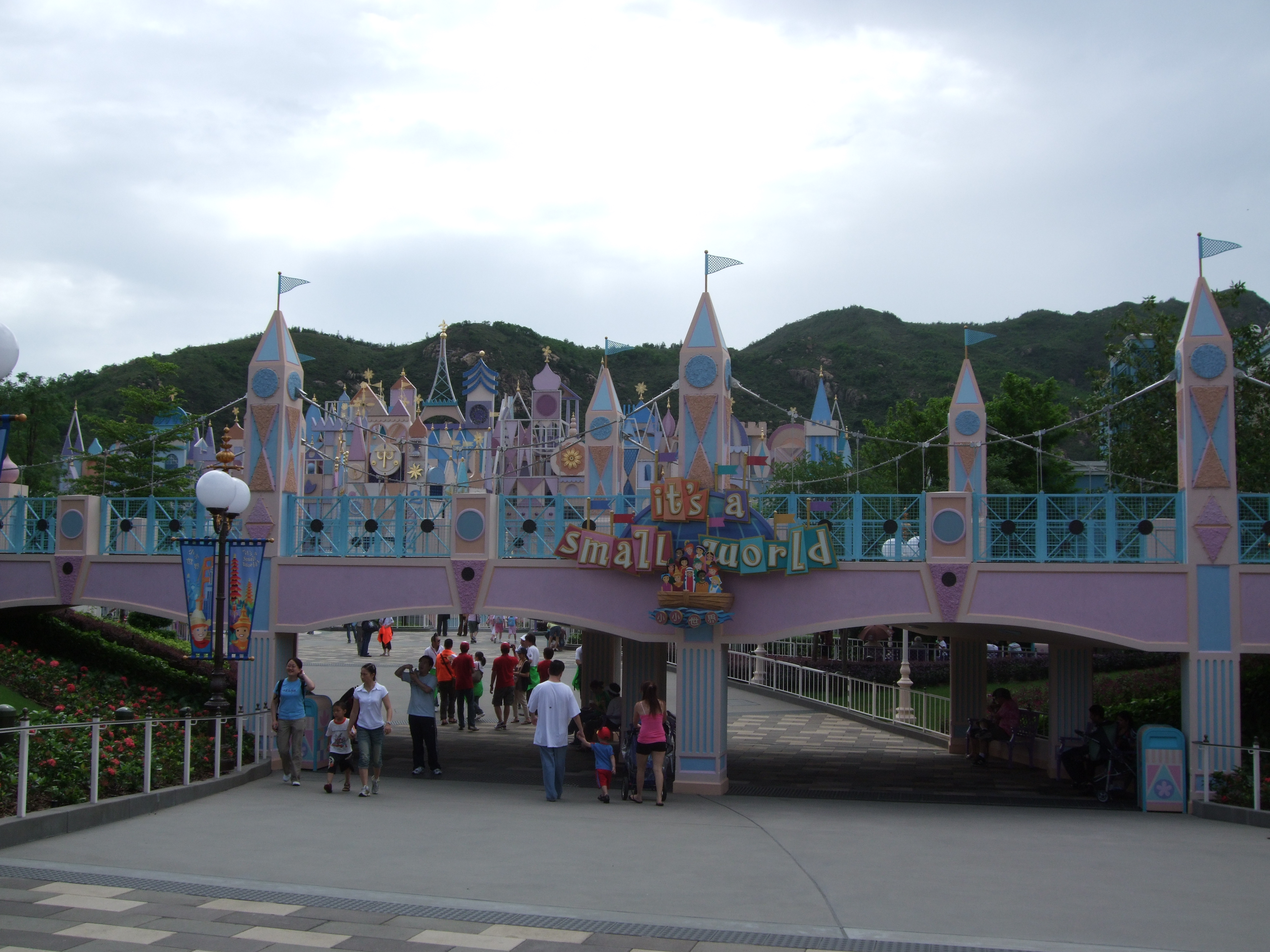
It's a Small World à Hong Kong Disneyland
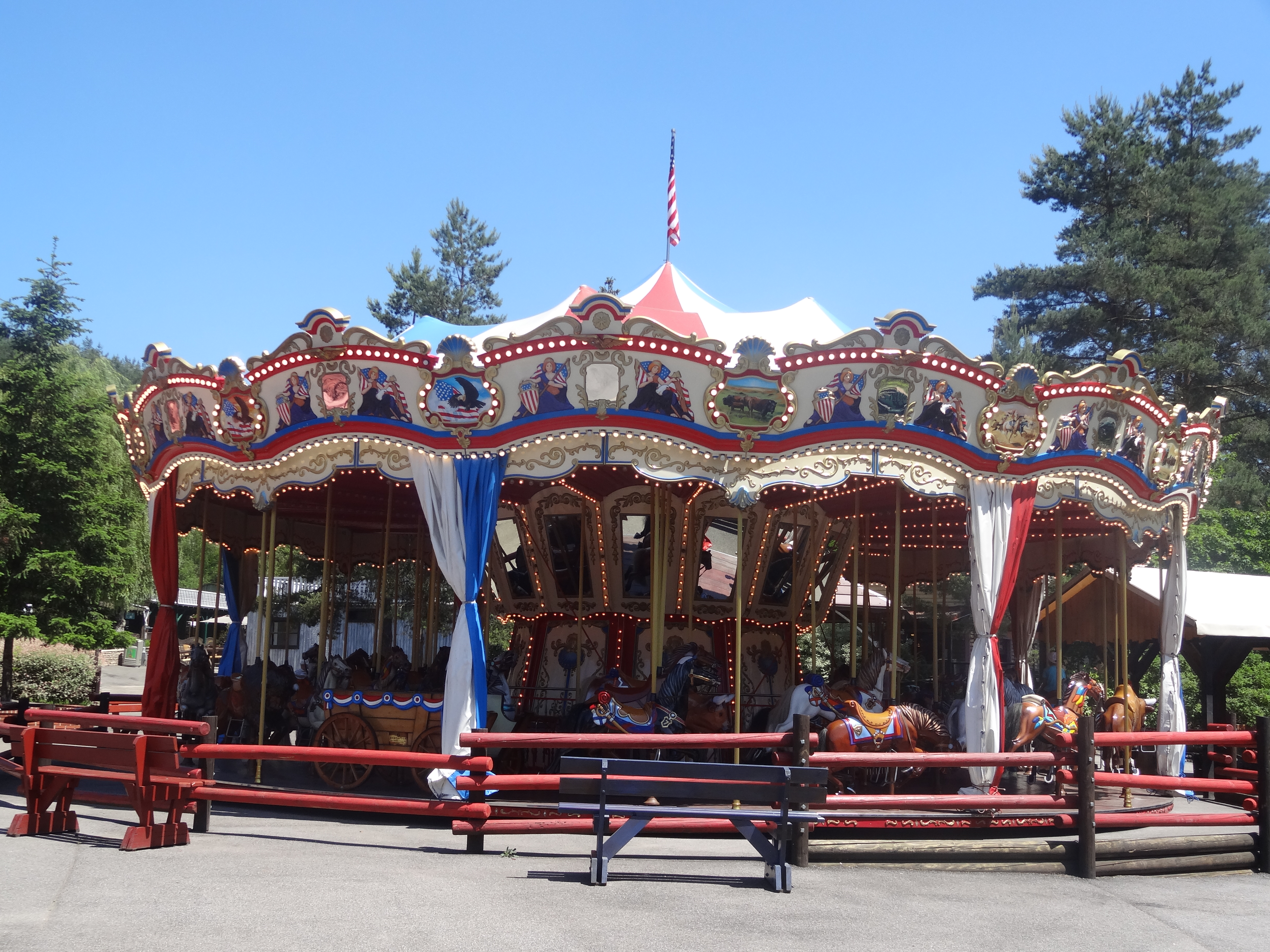
La Chevauchée à Fraispertuis-City
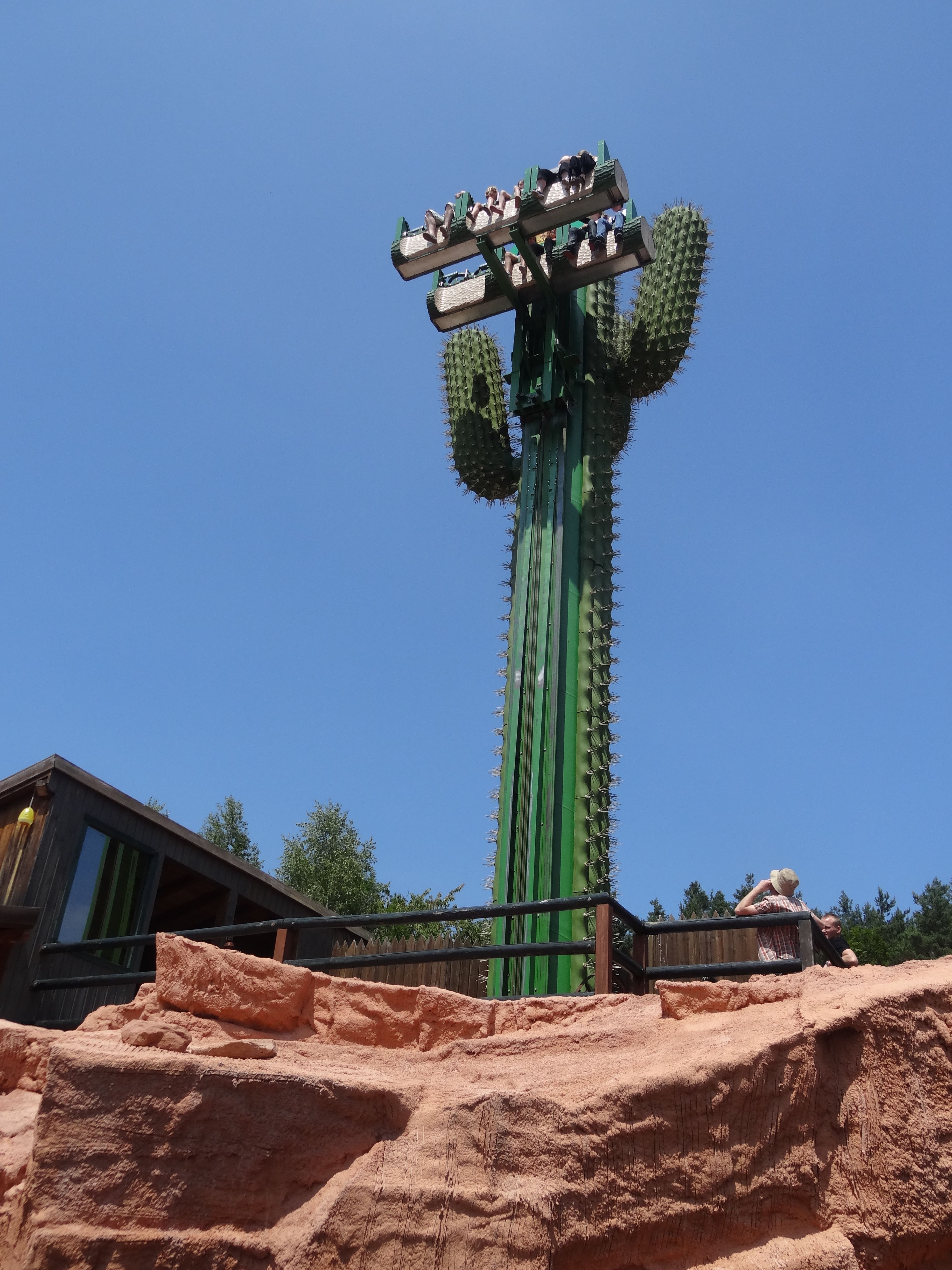
Le Cactus à Fraispertuis-City
Les Animaux du Futur au Futuroscope
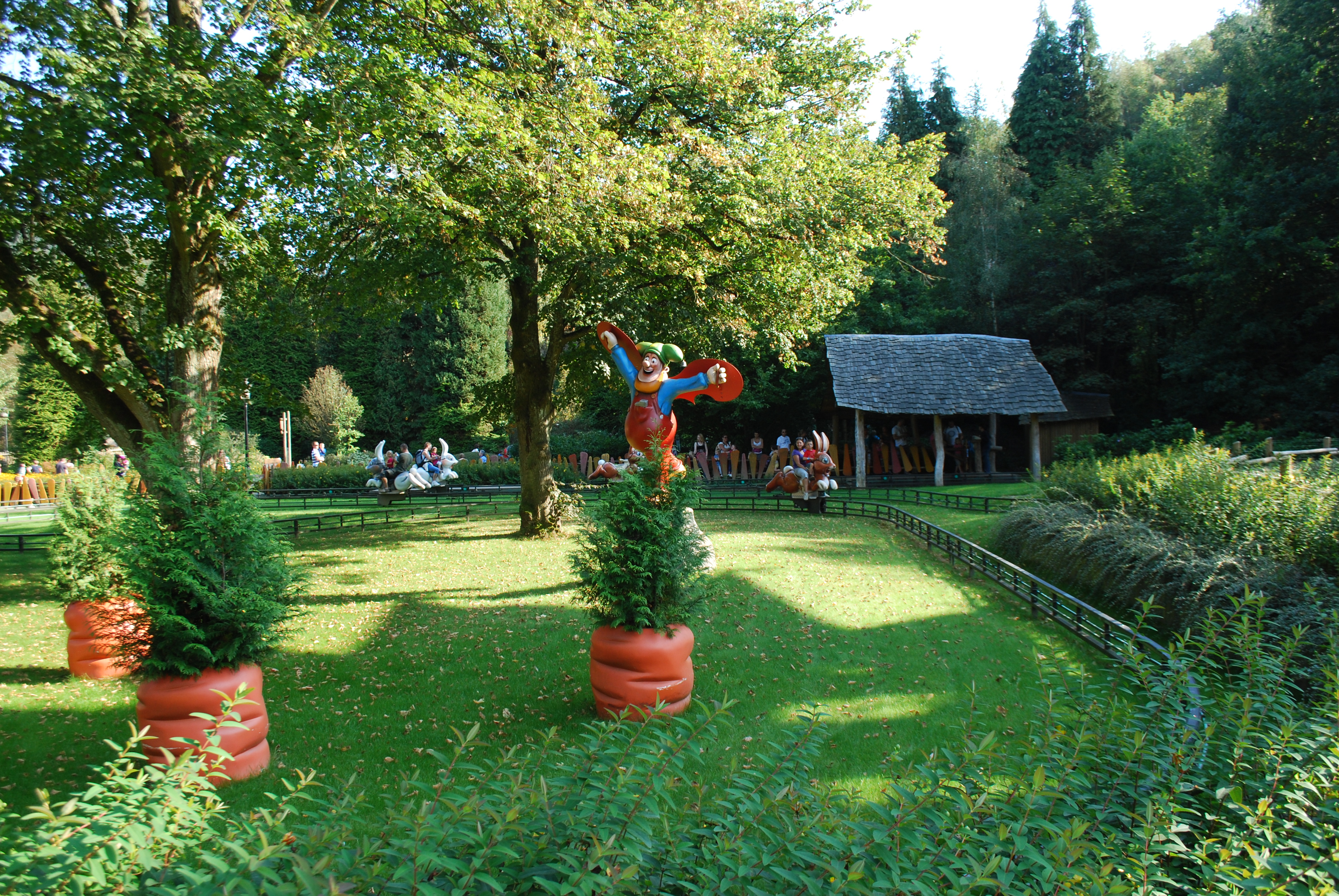
Les petits lapins à Plopsa Coo
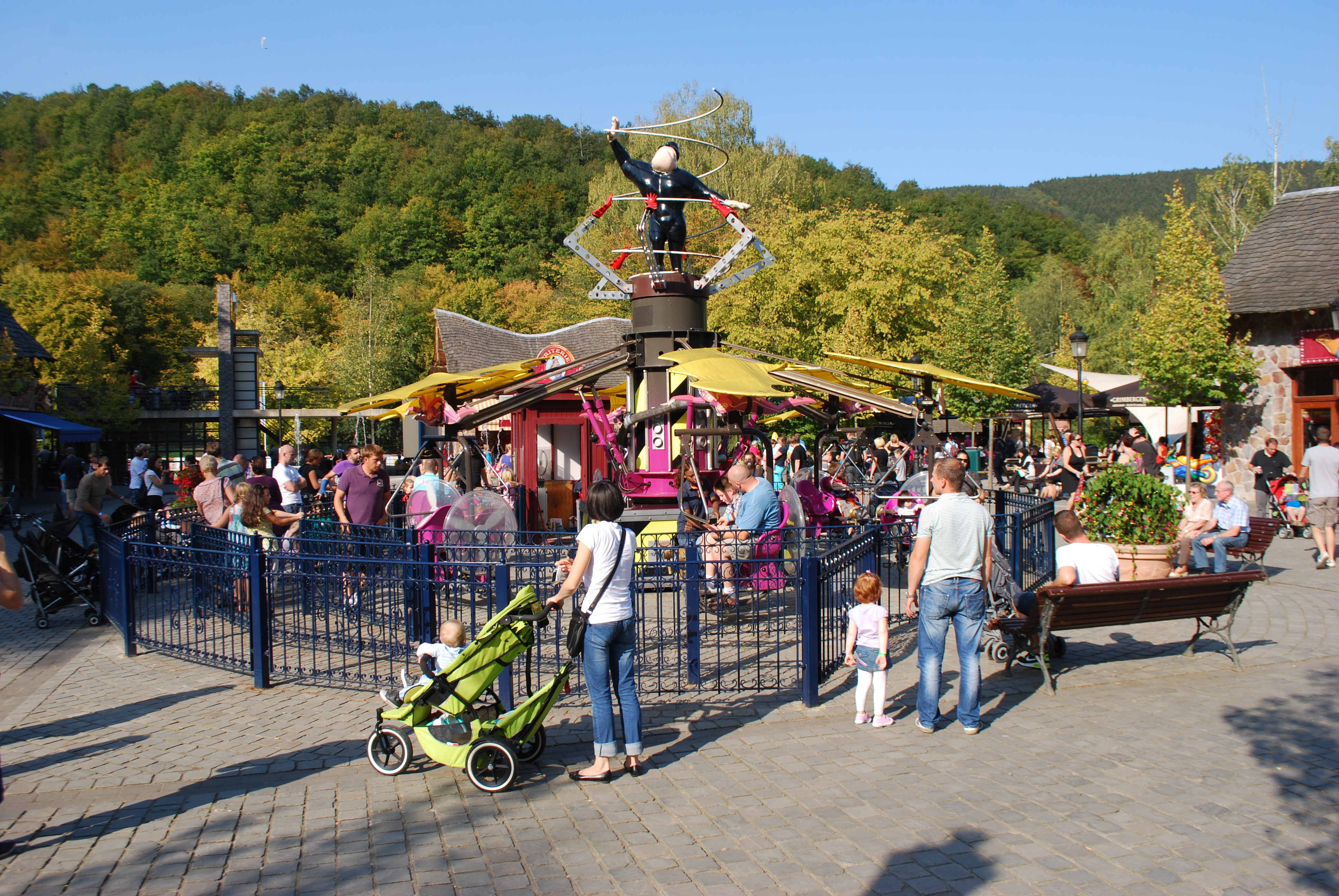
Les vélos volants à Plopsa Coo
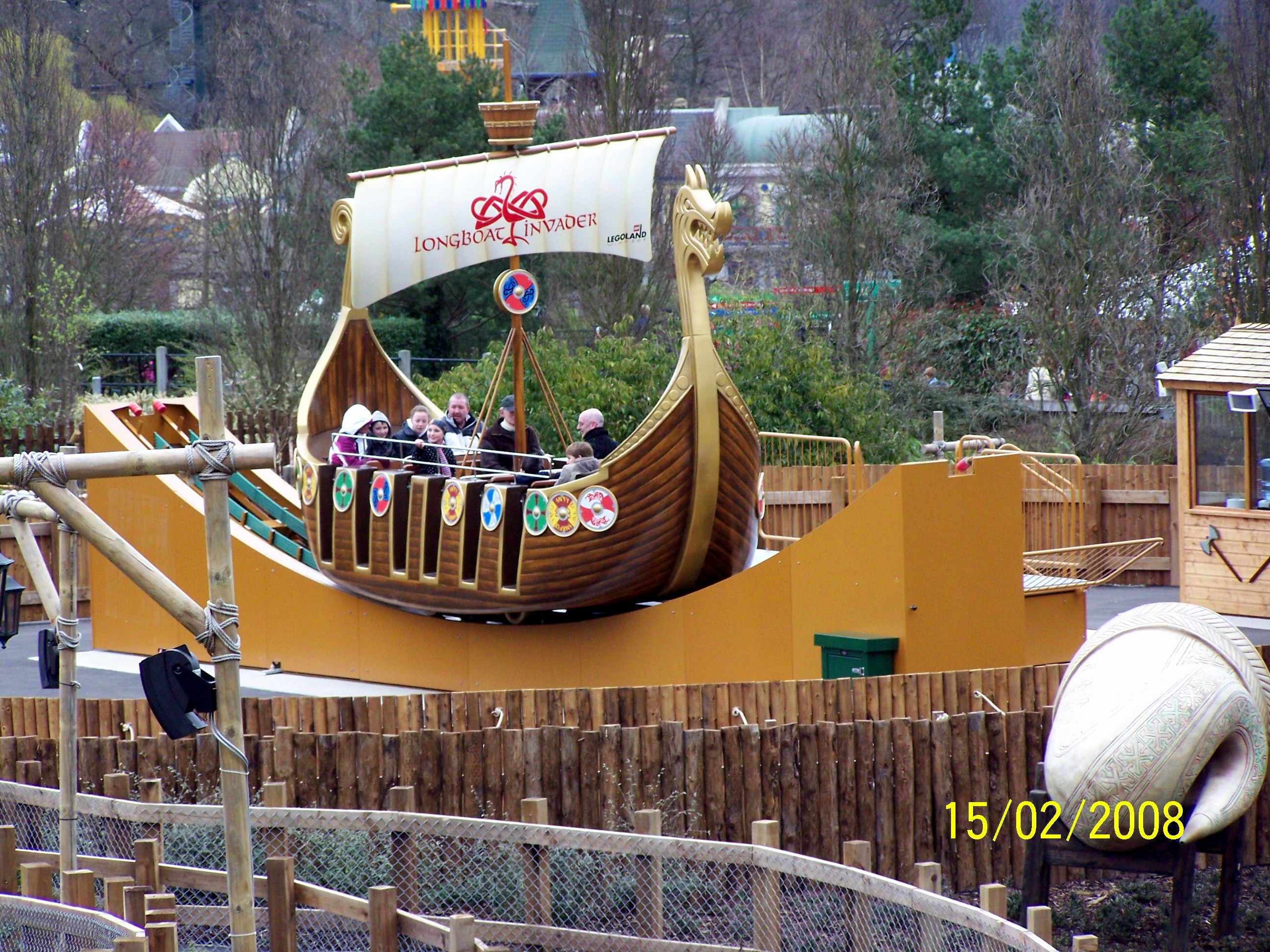
Longboat Invade à Legoland Windsor
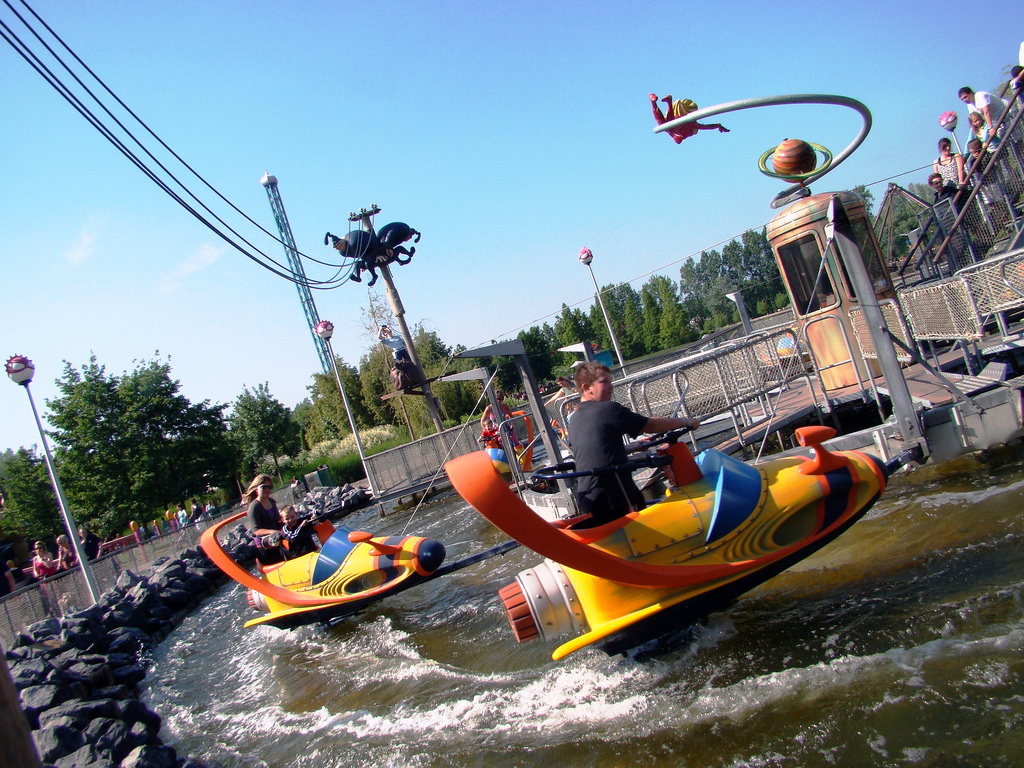
Mega Mindy jetski à Plopsaland De Panne
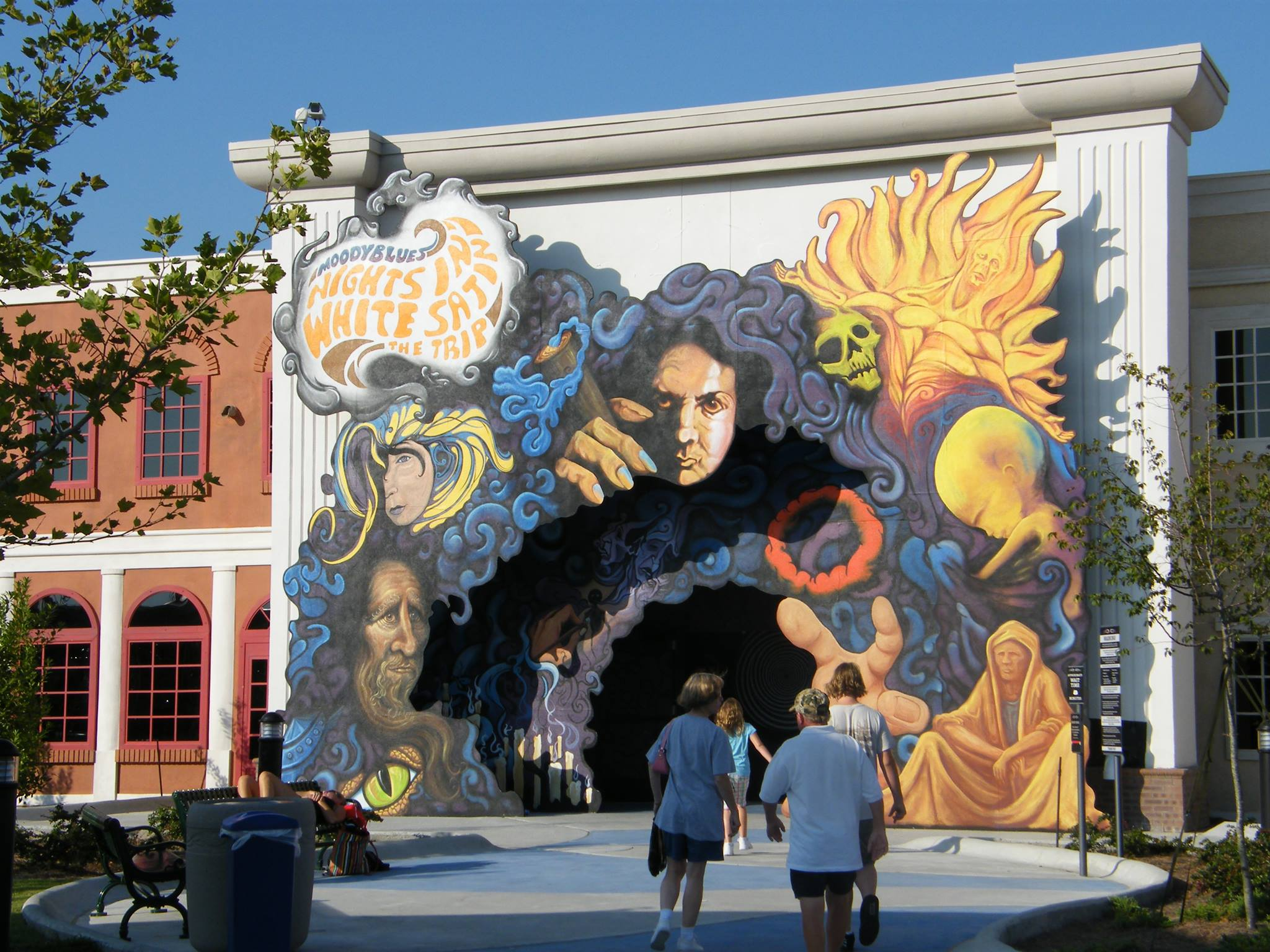
Nights In White Satin - The Trip à Hard Rock Park
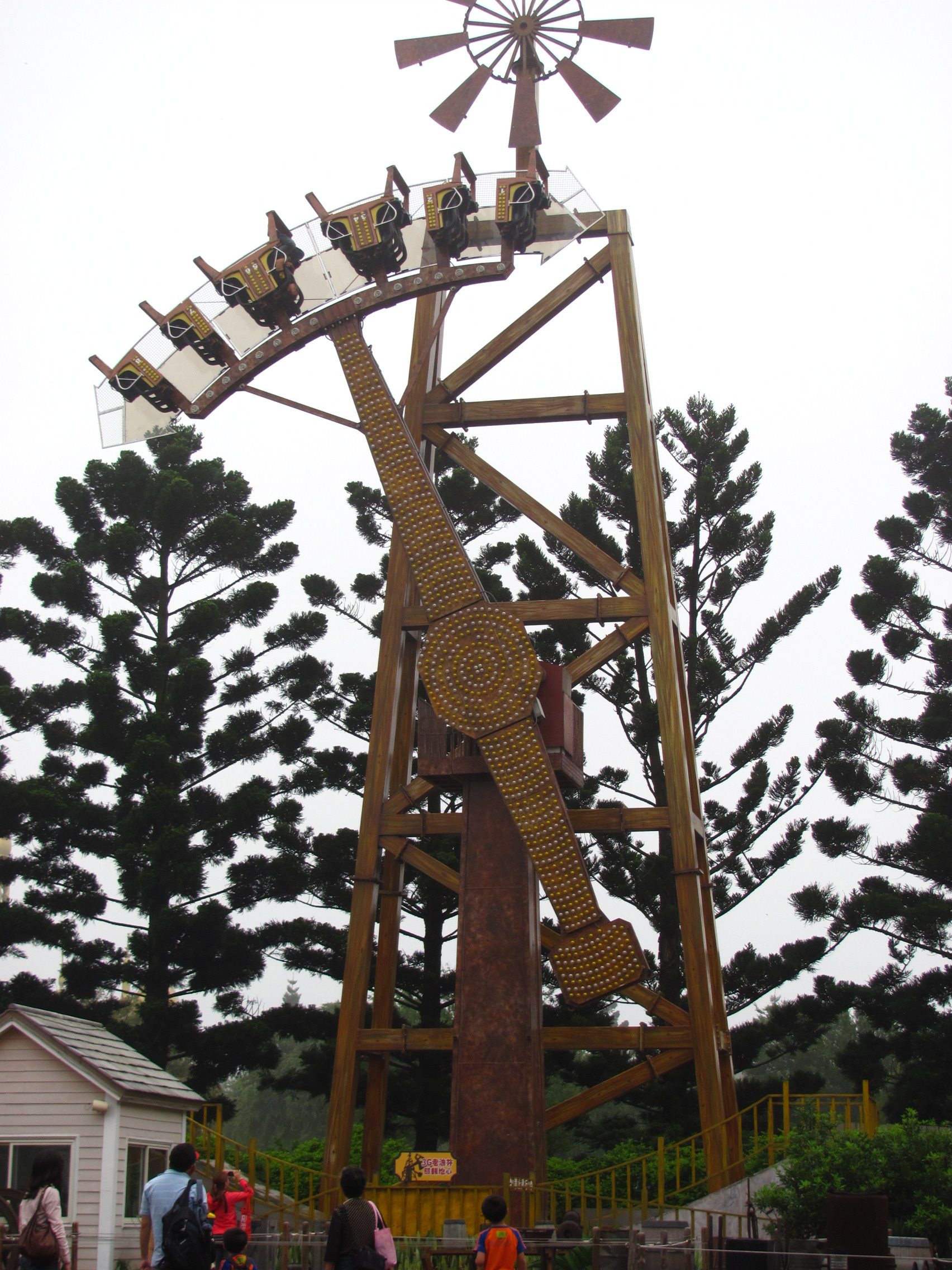
Old Oil Well à Leofoo Village Theme Park
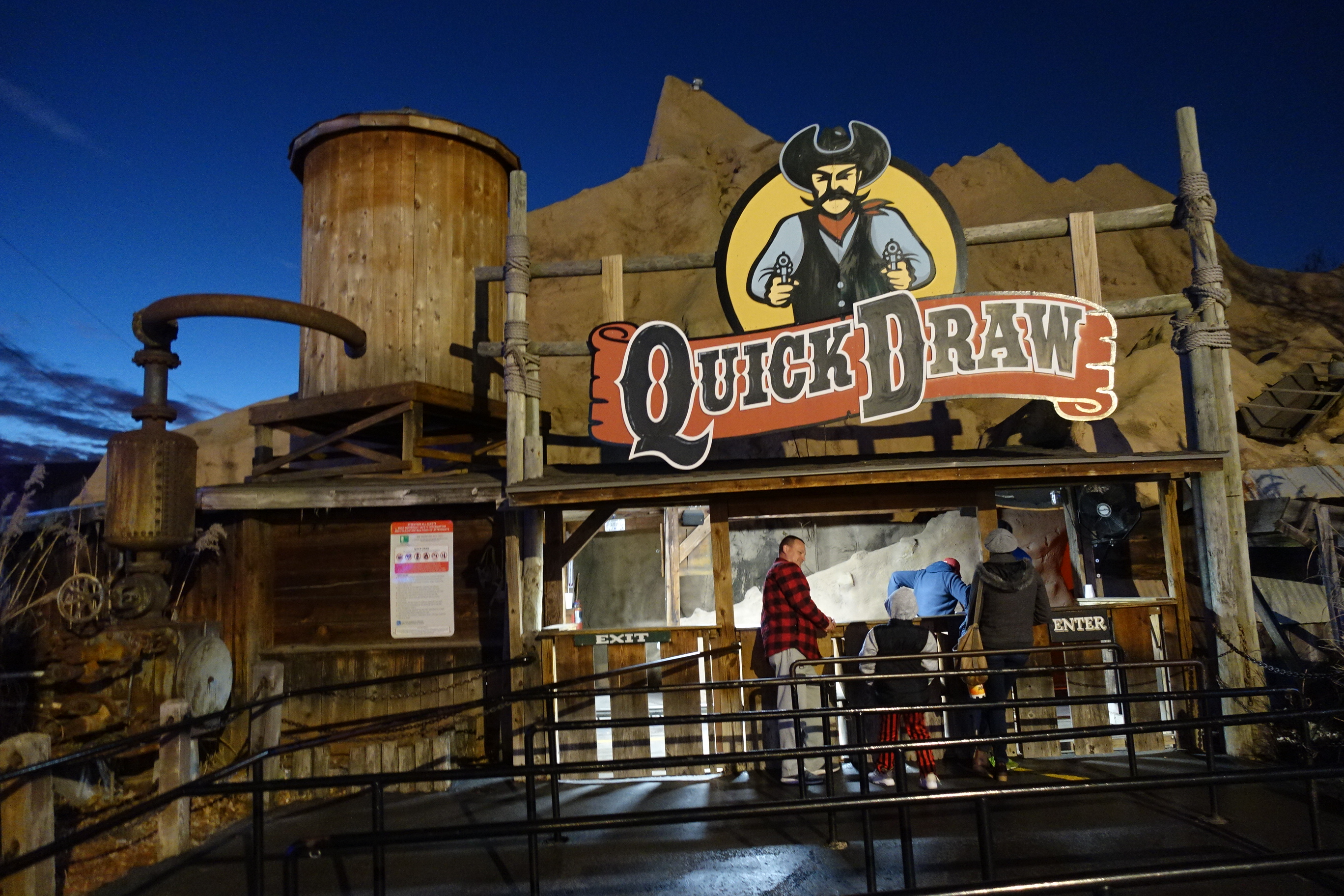
Quick Draw à Frontier City
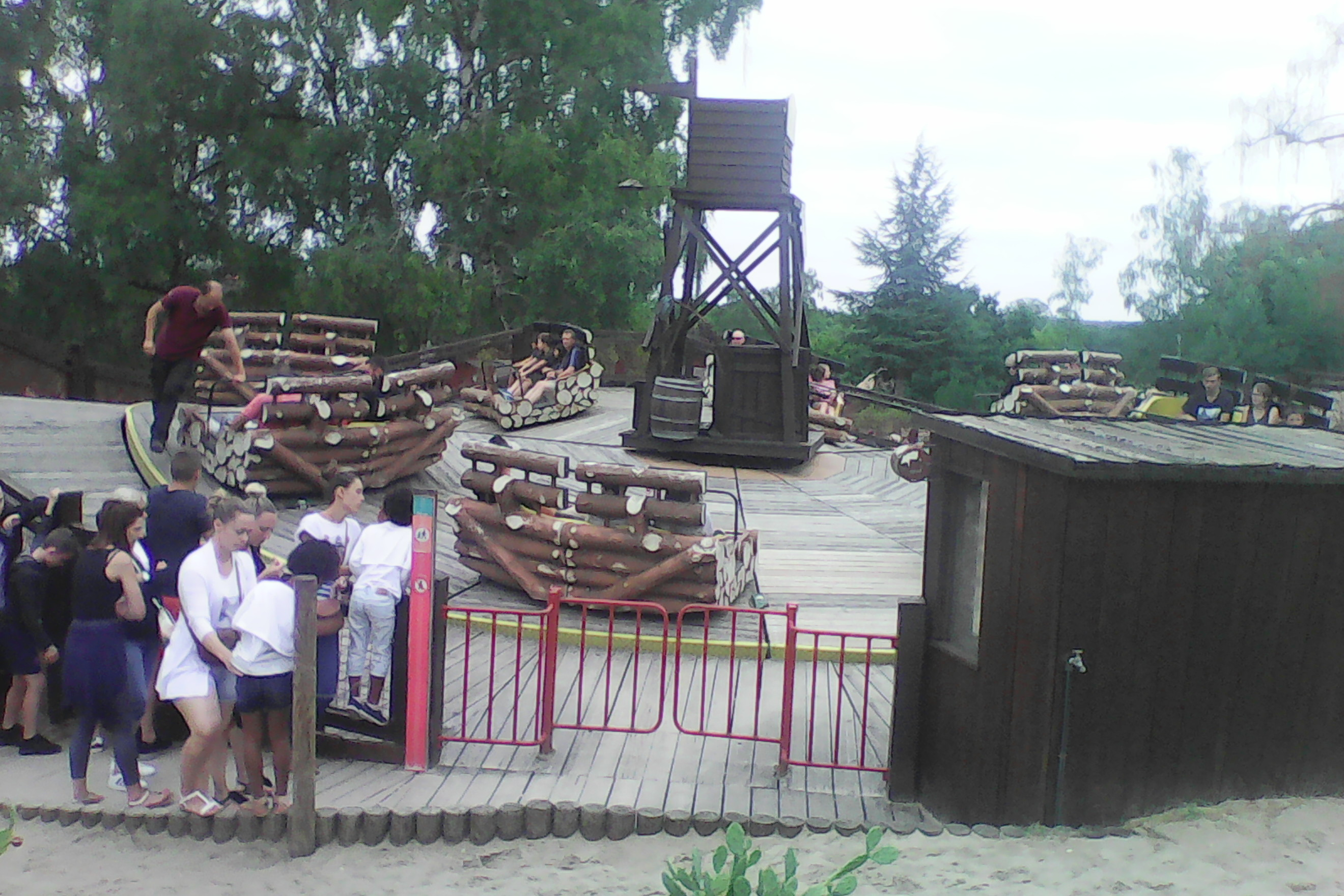
Ruée vers l'or à La Mer de sable
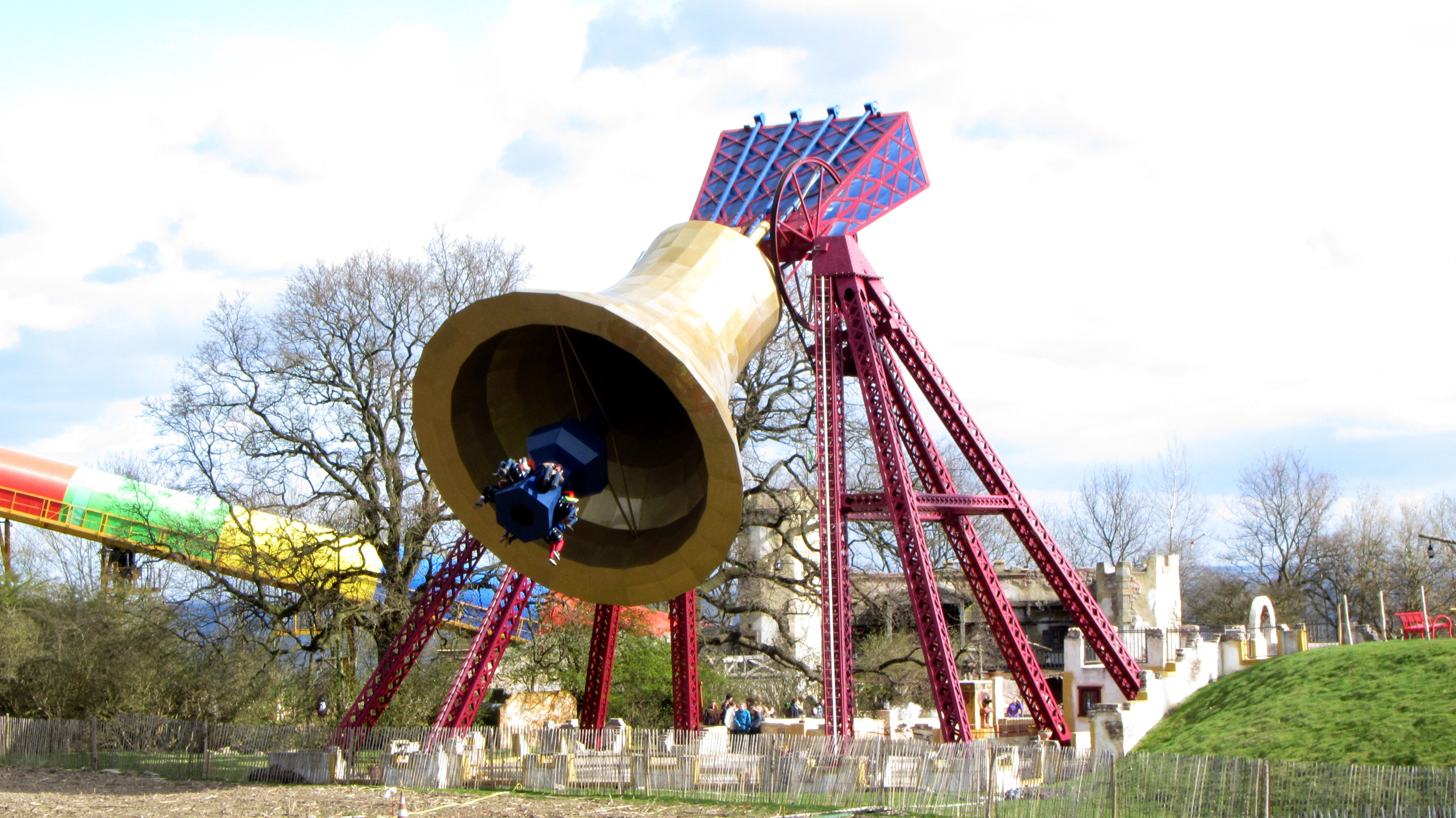
Spanische Glocke à Hansa-Park
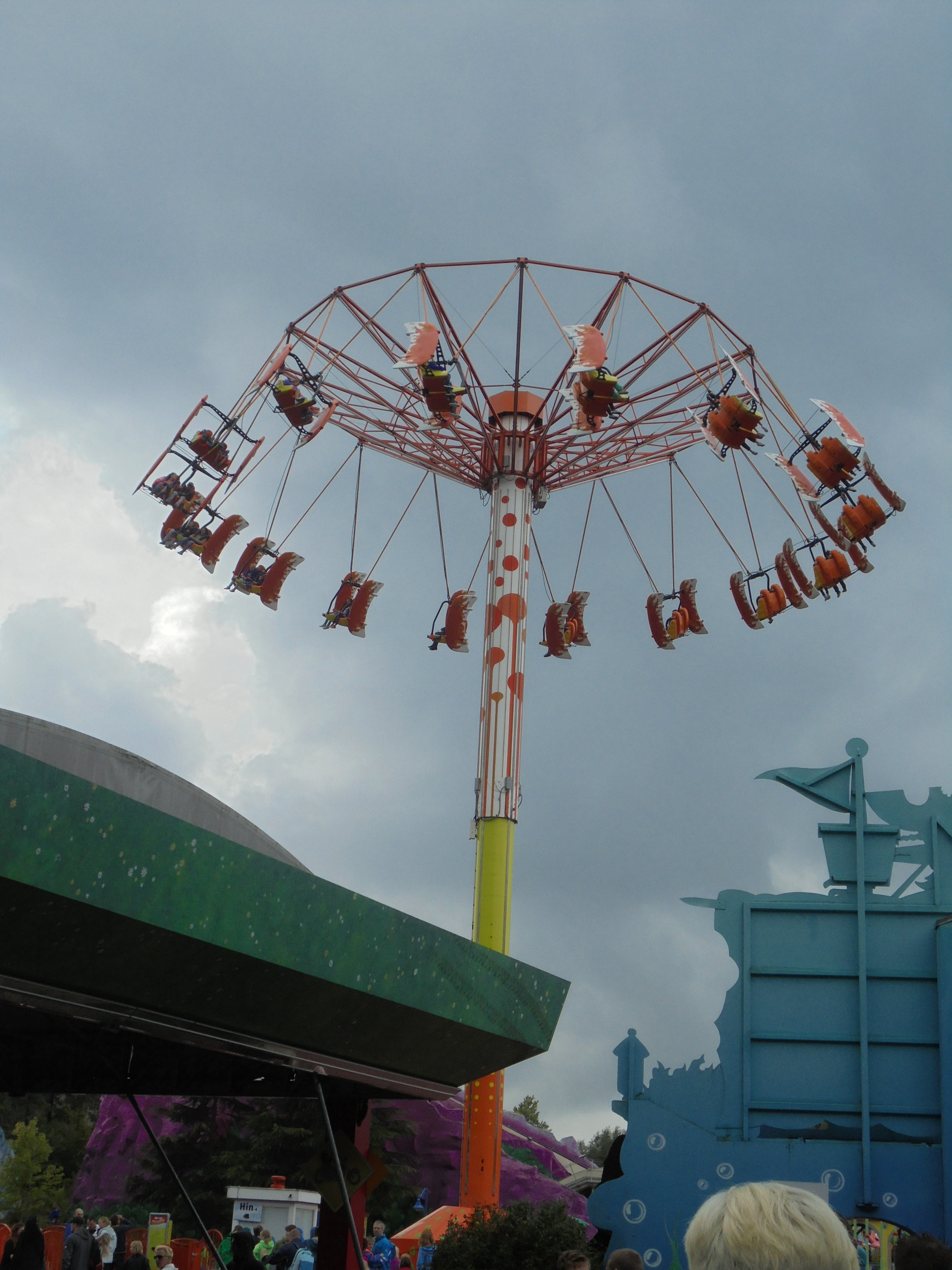
Splat-O-Sphere à Movie Park Germany
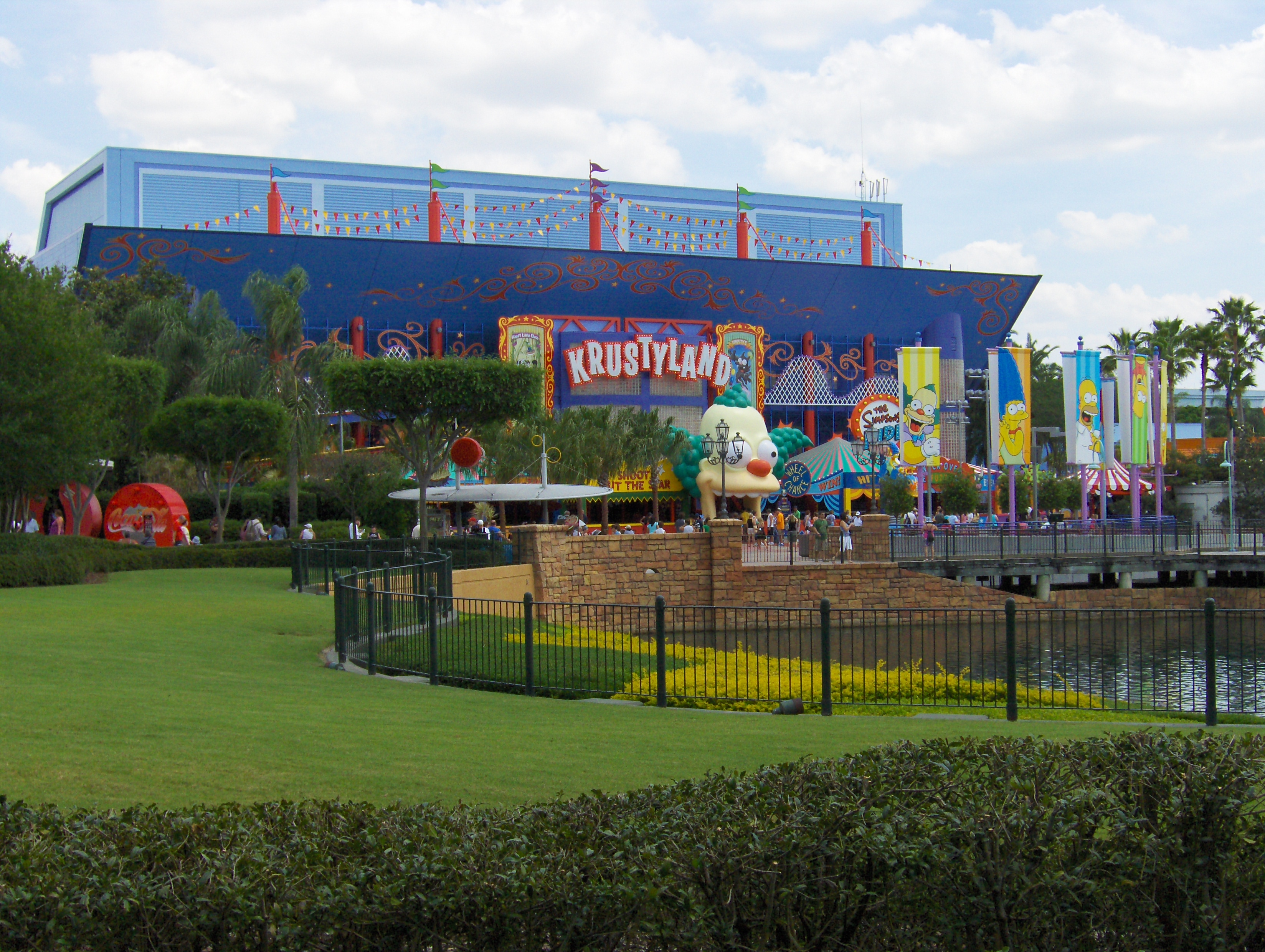
The Simpsons Ride à Universal Studios Florida
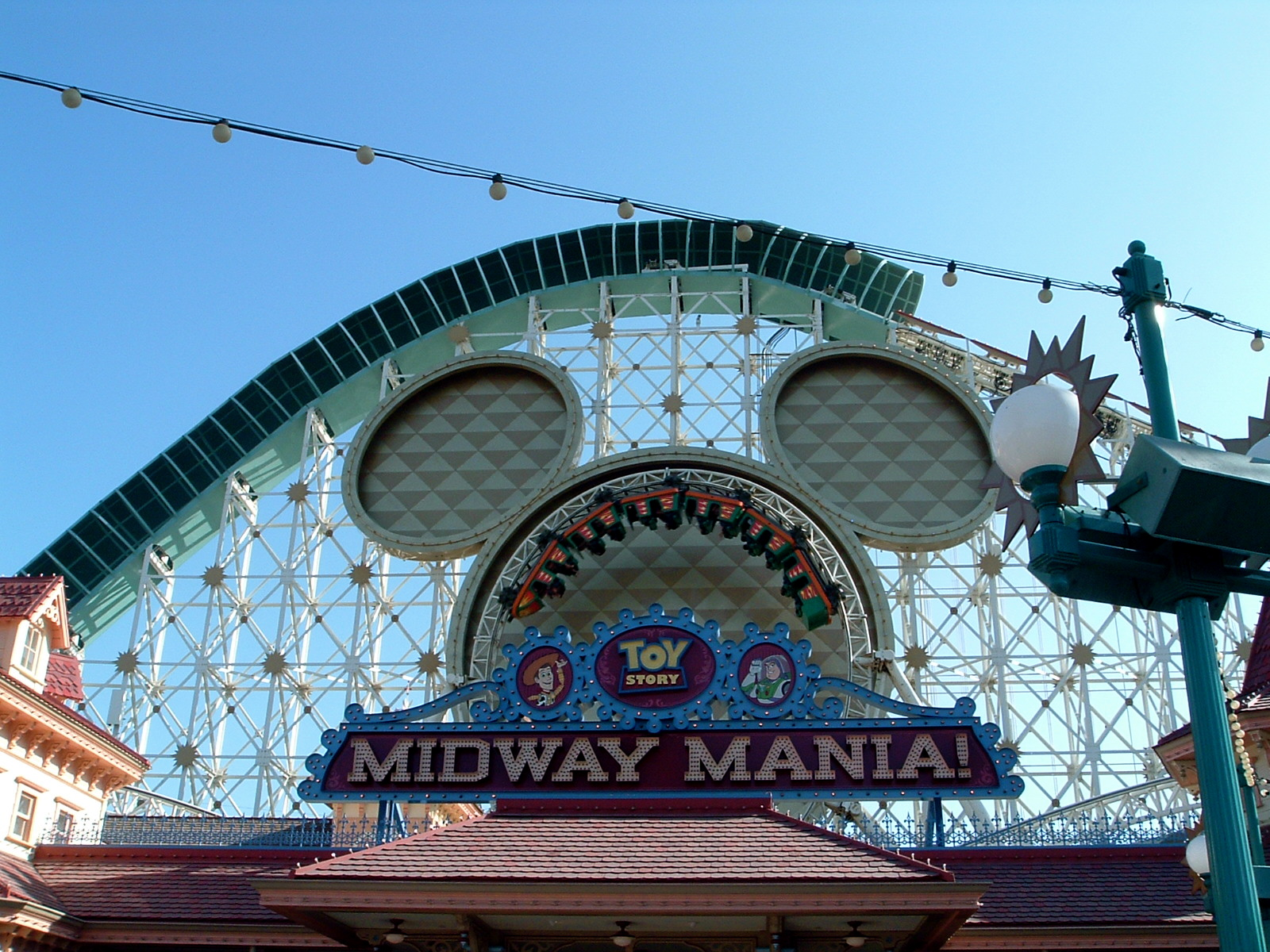
Toy Story Midway Mania à Disney California Adventure
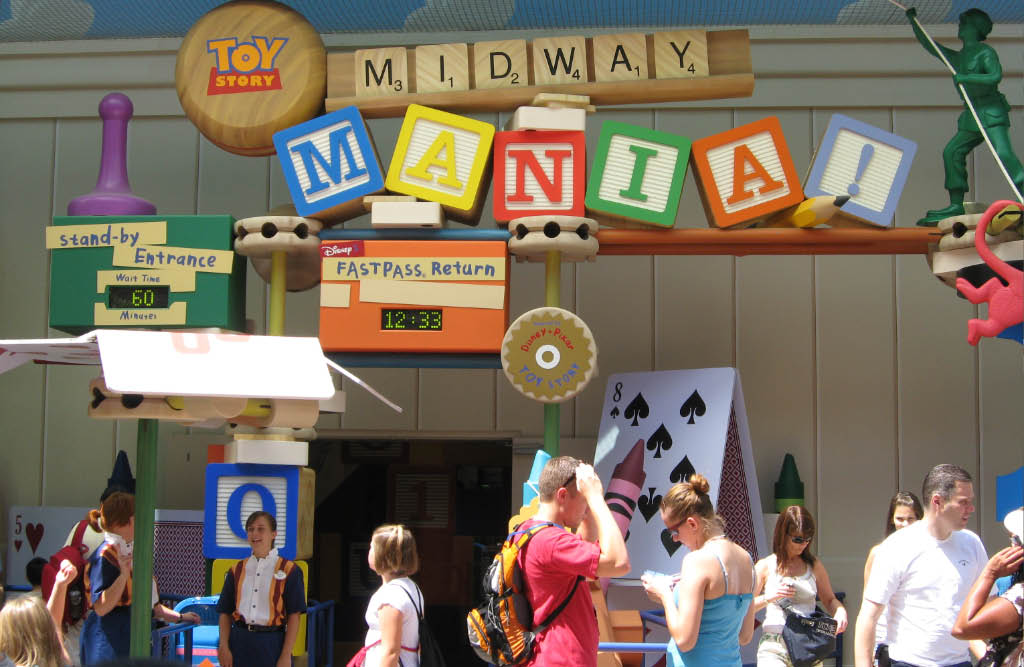
Toy Story Midway Mania à Disney's Hollywood Studios

## Hôtels
- Tokyo Disneyland Hotel à Tokyo Disneyland ( Japon) - Inauguré le 8 juillet.
- Hotel Matamba à Phantasialand ( Allemagne) - Inauguré le 28 août.

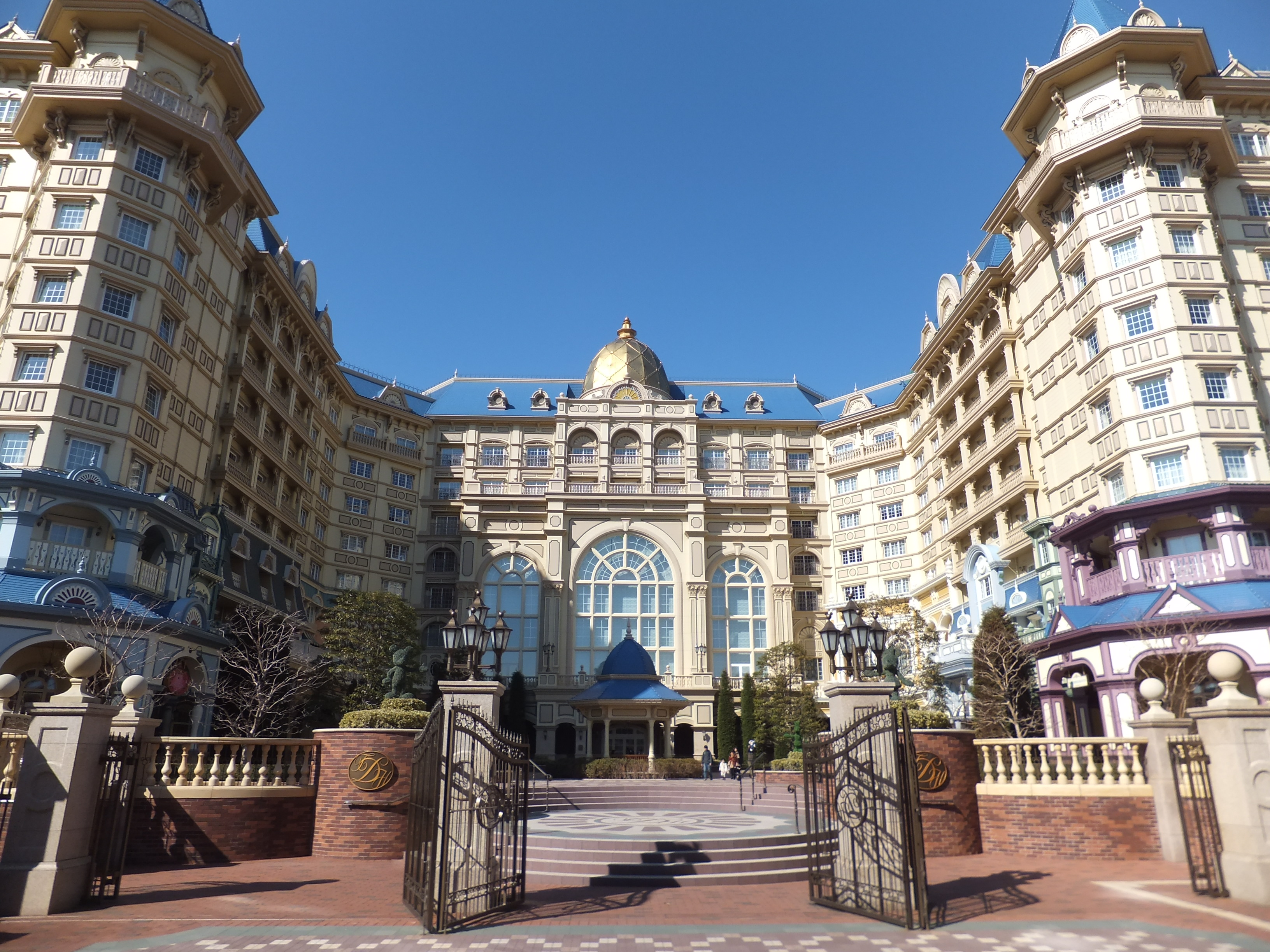
Tokyo Disneyland Hotel à Tokyo Disneyland